# نادي الهلال السعودي موسم 2021–22
موسم نادي الهلال السعودي لكرة القدم 2021–22 يعتبر الموسم الرابع والستين في مسيرة نادي الهلال السعودي منذ تأسيسه عام 1957 والموسم السادس والأربعين له في الدوري السعودي الممتاز لكرة القدم تحت مسمى دوري كأس الأمير محمد بن سلمان للمحترفين برئاسة الأستاذ فهد بن نافل المنتخب رئيس مجلس إدارة نادي الهلال السعودي في ثالث سنواته الرئاسية، وقيادة المدير الفني البرتغالي ليوناردو جارديم الذي أعلن حساب النادي الرسمي التعاقد معه يوم الثلاثاء 01 يونيو 2021 ليتولى بموجبه قيادة الجهاز الفني لفريق نادي الأول لكرة القدم لمدة موسم واحد مع أفضلية التمديد لموسم آخر، والذي وصل برفقة أعضاء الجهاز الفني إلى مطار الملك خالد الدولي في العاصمة الرياض يوم الخميس 01 يوليو 2021، وبدء مهامه بزيارة مقر نادي الهلال في العريجاء يوم السبت 03 يوليو 2021 حيث تفقد مرافق النادي يصحبه فهد المفرج مدير الإدارة التنفيذية لكرة القدم حدّد ليوناردو جارديم يوم 05 يوليو 2021 موعدًا لبدء تحضيرات الفريق لمنافسات الموسم الرياضي بتجمع اللاعبين بمقر النادي، حيث خضع اللاعبين إلى فحوصات طبية شاملة والقياسات البدنية المعتادة لمدة ثلاثة أيام انتهت في 08 يوليو 2021. مع تأديت تدريباتهم على ملعب الأمير تركي بن سلطان بمقر النادي، واستهل فريق الهلال الأول لكرة القدم تدريباته في اليوم المحدد له يوم الإثنين 05 يوليو 2021 تحت إشراف البرتغالي جارديم حيث تجمع اللاعبين عند السادسة مساءً من ذلك اليوم قبل الاجتماع مع الجهازين الفني والإداري ومن ثم دخول حصة تدريبية خفيفة عند الثامنة، وبدأ اللاعبون في اليوم التالي فحوصاتهم الطبية والبدنية على مجموعات، شهدت التدريبات مشاركة الخماسي الأجنبي الفرنسي بافيتيمبي غوميز والمالي موسى ماريغا والكوري الجنوبي جانغ هيون سو والإيطالي سيباستيان جيوفينكو والأرجنتيني لوسيانو فييتو، فيما غاب عن هذه التحضيرات كل من الثنائي الأجنبي البيروفي أندريه كاريلو والكولومبي غوستافو كويلار لارتباطهما مع منتخبي بلادهما للمشاركة في بطولة كوبا أمريكا 2021، ولاعبي الهلال ذوي الخبرة الثلاثي سلمان الفرج وسالم الدوسري وياسر الشهراني نظراً لاستدعائهم من قبل سعد الشهري مدرب المنتخب السعودي تحت 23 عاماً، إلى المعسكر الإعدادي الذي تحتضنه الرياض خلال الفترة من 23 يونيو إلى 14 يوليو، ضمن المرحلة الخامسة من برنامج الإعداد للمشاركه في دورة الألعاب الأولمبية في طوكيو 2020. بدء التحضير للموسم الرياضي باعلان نادي الهلال السعودي في 12 يوليو 2021 عبر حسابه الرسمي على منصة التواصل الاجتماعي «تويتر» قائمة اللاعبين المشاركين في معسكر الخارجي في النمسا التي ضمت 28 لاعباً على ان يلتحق البيروفي أندريه كاريلو والكولومبي غوستافو كويلار في 27 يوليو لبعثة الفريق الاعدادية، في صباح يوم 12 يوليو توجهت بعثة الفريق إلى سالزبوغ النمساوية لبدء المعسكر الاعدادي الخارجي، على ان تتضمن خوض خمس مباريات ودية للوقوف على جاهزية اللاعبين، وبإنتهاء المعسكر وصلت بعثة الفريق ظهر يوم الأحد 01 أغسطس 2021 إلى مدينة الرياض بعد أن اختتم معسكره الإعدادي الذي امتد (21) يوماً، خاض خلاله أربع مباريات ودية فقط؛ بفوزه في مبارتين وخسارة مبارتين. وعليها منح مدير الجهاز الفني ليوناردو جارديم كافة أعضاء الفريق راحة يومي الأحد والاثنين؛ وعاود الفريق تدريباته، مساء الثلاثاء 03 أغسطس 2021 في مقر النادي لاستكمال التحضيرات والبدء في المرحلة الإعدادية الثالثة، وقرّر منح الخماسي حمد اليامي، ياسر الشهراني، سلمان الفرج، سالم الدوسري وعبد الله الحمدان إجازة؛ بعد مشاركتهم مع المنتخب الأولمبي في أولمبياد طوكيو، حيث تمتد إجازة اليامي، الحمدان والدوسري إلى يوم الاثنين 09 أغسطس، فيما تمتد إجازة الفرج والشهراني إلى يوم الاثنين 16 أغسطس 2021 وبالتالي تأكد غيابهم عن مواجهة نادي الطائي في الجولة الأولى من دوري كأس الأمير محمد بن سلمان للمحترفين.
في ترقب جماهيري كبير لخبر تدعيم صفوف الفريق بأسماء جديدة خلال فترة الانتقالات الصيفية أعلن نادي الهلال السعودي في 06 أغسطس 2021 تعاقده مع اللاعب البرازيلي ماثيوس بيريرا ذو (25 عاماً) لمدة 5 سنوات قادما من نادي وست بروميتش ألبيون الإنجليزي، في صفقة ساهم فيها رجل الأعمال السعودي الأمير الوليد بن طلال، ونشر نادي الهلال، على حسابه الرسمي يوم الجمعة مقطع فيديو باللغة الإنجليزية ليفاجئ جماهيره بالإعلان عن تعاقده مع لاعب الوسط البرازيلي، وتقديمه إلى وسائل الإعلام من العاصمة الفرنسية باريس. واتبعت إدارة نادي الهلال برئاسة الأستاذ فهد بن نافل في 07 أغسطس 2021 إنهاء إجراءات التوقيع مع المدافع الدولي خليفة الدوسري (22 عاماً) قادماً من نادي القادسية بقعد يمتد لخمس سنوات قادمة حتى عام 2026، في تدعيم جديد لصفوف الفريق باللاعبين المحليين؛ تحضيراً للموسم الرياضي الجديد، علماً أن هذه ثاني صفقات الفريق الهلالي بالتوقيع مع لاعب من القادسية، بعد التوقيع مع الظهير حمد اليامي، وأحد العناصر التي شاركت مع منتخب الأولمبي في منافسات أولمبياد طوكيو 2020، ومع اقتراب فترة اقفال الانتقالات الصيفية أعلنت إدارة نادي الهلال في 20 أغسطس 2021 إنهاء علاقتها مع الإيطالي سيباستيان جيوفينكو لاعب الفريق الكروي الأول وذلك بعدما وقع الطرفان في 19 أغسطس 2021 اتفاقية تسوية وودعت الإدارة الزرقاء نجمها السابق عبر مقطع فيديو بثه الحساب الرسمي للنادي عن أبرز محطات الإنجاز التي جمعت اللاعب بالنادي الأزرق يأتي أبرزها الثلاثية التاريخية وكتبت: شكرًا على كل شيء، شكرًا على الحب، على الذهب، على التاريخ، شكراً جيوفينكو، وسجلت الإدارة الهلالية البرازيلي ماثيوس بيريرا القادم من صفوف فريق وست بروميتش الإنجليزي في قائمة الفريق ليحل بديلاً عن الإيطالي جيوفينكو. في 13 يناير 2022 صدر قرر غرفة تسوية المنازعات بالفيفا إلزام نادي الهلال بدفع المبلغ المتبقي بقيمته 4.5 مليون دولار للإيطالي سيباستيان جيوفينكو المحترف السابق جاء ذلك القرار في سياق فصل الغرفة في القضية التي رفعها اللاعب إلى الفيفا، بعد أن توقف النادي عن سداد مستحقات اللاعب، وفق الاتفاق الموقع بينهما لإنهاء العقد بالتراضي يضاف إلى هذا المبلغ فائدة سنوية بنسبة 5٪، تحتسب من 27 أغسطس 2021، حتى تاريخ السداد الفعلي لكامل المبلغ.
أعلن المركز الإعلامي بنادي الهلال يوم الأحد 08 أغسطس 2021 أن إدارة نادي الهلال برئاسة فهد بن نافل أتمت إجراءات التوقيع مع لاعب فريق الهلال الأول لكرة القدم مصعب الجوير بعقد يمتد حتى 2023 حيث جرت مراسم التوقيع في مقر نادي الهلال بالعاصمة الرياض، وقعت إدارة الهلال برئاسة فهد بن نافل اجراءات التوقيع مع اللاعب صهيب الزيد ويمتد العقد لمدة ثلاث سنوات حتى عام 2024، ويلتحق اللاعب صهيب الزيد ببعثة الهلال لكرة القدم تحت 19 عاماً المتواجدة مصر. بالتحديد بعد خمسة أشهر وعشرة أيام في يوم الثلاثاء 18 يناير 2022 أعلن نادي الهلال عبر حسابه الرسمي على موقع التواصل الاجتماعي تويتر عن تجديد عقد لاعب خط الوسط مصعب الجوير البالغ من العمر 18 عامًًا حتى 2025، ويعتبر مصعب الجوير من أبرز المواهب الصاعدة هذا الموسم في الملاعب السعودية، حيث حقق العديد من البطولات في الفئات السنية بنادي الهلال، وحقق مع الفريق الأول بنادي الهلال هذا الموسم (لقب دوري أبطال آسيا 2021، لقب السوبر السعودي)، كما قاد المنتخب السعودي للفئات السنية وتحقيق بطولة كأس العرب تحت 20 عاماً، وتسعى إدارة الهلال في هذه الخطوة للمحافظة على مكاسب النادي وتأسيس جيل شاب يقود الفريق الهلالي لمواصلة تحقيق البطولات.
قررت لجنة المسابقات في رابطة الدوري السعودي للمحترفين، تعديل مواعيد عدد من مباريات الجولتين الرابعة والسابعة بناء على طلب الاتحاد السعودي لكرة القدم، وبعد التنسيق مع الأندية المعنية، نظراً لقرار الجهاز الفني وانطلاق معسكر المنتخب السعودي الأول في 02 أكتوبر 2021، وذلك للاستعداد للتصفيات النهائية المؤهلة لكأس العالم، حيث قررت اللجنة تأجيل مباراتي الفيحاء والهلال والطائي والنصر في الجولة الرابعة لموعد يحدد لاحقاً، كما قررت اللجنة أيضاً إقامة مباراتي أبها والنصر والحزم والهلال يوم الخميس الموافق 30 سبتمبر 2021، ومباراة الشباب والفيحاء يوم الجمعة 01 أكتوبر 2021.
تأهل نادي الهلال السعودي في 19 أكتوبر 2021 إلى نهائي دوري أبطال آسيا 2021 بعد فوزه على نادي النصر السعودي بهدفين مقابل هدف في نصف النهائي الذي جمع بين الفريقين على ملعب مرسول بارك، وبتأهل الهلال لهذا النهائي يعتبر ثامن ظهور له في نهائي دوري أبطال آسيا، لمواجهة نادي بوهانغ ستيلرز الكوري للعب النهائي المنتظر يوم الأربعاء 23 نوفمبر 2021، بعد انتهاء المباراة دخل مدافع علي البليهي في مشادة كلامية مع المغربي عبد الرزاق حمد الله مهاجم النصر، وسرعان ما توجه اداري فريق النصر حسين عبد الغني، ليقوم بالاعتداء على مدافع الهلال ومن ثم التهجم على سلمان الفرج، وتدخل عدد من لاعبي الفريقين لفض الاشتباكات بين الطرفين، لمنع حدوث أي تطورات أخرى، انتهت بأن قرر حكم المباراة طرد حسين عبد الغنى خارج الملعب، وبعد تلك الواقعة، توجه علي البليهي إلى جماهير الهلال، وحصل على راية بها شعار جماهير الزعيم «الحوت الأزرق»، وقام بالتوجه إلى منتصف ملعب «مرسول بارك» الخاص بنادي النصر، وقام بغرس الراية في منتصف الملعب، اللقطة التي ستبقى لسنوات في الذاكرة والتي اعتبرها البعض لقطة استفزازية كبيرة بالنسبة للاعبي النصر وجماهيره، اعلنت لجنة الانضباط والأخلاق في الاتحاد الآسيوي لكرة القدم في جتماعات الرابعة والخمسون يومي 25 و 26 يناير 2022 في القرار رقم معاقبة علي البليهي.
قدمت إدارة نادي الهلال السعودي احتجاجاً رسمياً لدى اتحاد الكرة على مشاركة التونسي حمدي النقاز مع فريق الأهلي في المباراة التي جمعت الفريقين ضمن الجولة 10 من دوري كأس الأمير محمد بن سلمان للمحترفين، عن نظامية مشاركة النقاز بتسجيل اللاعب بعد اقفال فترة التسجيل الانتقالات الصيفية ولم يكن احتجاج الهلال هو الأول من عن نظامية مشاركة النقاز، إذ سبقه في الشكوى نادي الطائي قبل أن يرفض اتحاد الكرة الاحتجاج الذي قوبل بالرفض من لجنة الانضباط والأخلاق، بسبب عدم استكمال الإجراءات الشكلية من قبل إدارة الطائي بتقديم أسباب الاحتجاج ودفع الرسوم خلال 48 ساعة من نهاية المباراة، فيما أعلنت لجنة الانضباط والأخلاق قرار رقم 119/ل ض/2021 في 16 نوفمبر 2021 رفض الاحتجاج المقدم من نادي الهلال بشأن عدم نظامية مشاركة التونسي حمدي النقاز لاعب النادي الأهلي في مباراة الفريقين بدوري كأس محمد بن سلمان للمحترفين أواخر شهر أكتوبر واشارت اللجنة في قرارها منشور على موقع الاتحاد السعودي لكرة القدم إن نادي الهلال استكمل الإجراءات الشكلية لاحتجاجه، وقامت لجنة الانضباط بمخاطبة نظيرتها الاحتراف وأوضاع اللاعبين وكذلك نادي الأهلي للرد على ما ورد في الاحتجاج المقدم من نادي الهلال، كما عقدت جلسة استماع للاعب التونسي لسماع إفادته حول موضوع الاحتجاج حيث قبلت احتجاج الهلال شكلاً ورفضته موضوعاً، مبينة أن قرارها قابل للاستئناف. في 20 ديسمبر 2021 أعلنت لجنة الاستئناف بالاتحاد السعودي لكرة القدم رفض الاستئناف المقدم من نادي الهلال على قرار لجنة الانضباط والأخلاق، بخصوص الاحتجاج المقدم من نادي الهلال ضد أهلية مشاركة لاعب النادي الأهلي/ حمدي عبد السلام النقاز، في المباراة التي جمعت بين الفريقين ضمن مباريات الجولة العاشرة من مسابقة دوري كأس الأمير محمد بن سلمان للمحترفين. وقد قبلت اللجنة الاستئناف من حيث الشكل عملاً بالمواد (143، 141، 140، 139) من لائحة الانضباط والأخلاق، ورفض الاستئناف من حيث الموضوع وتأييد قرار لجنة الانضباط والأخلاق، بالإضافة لمصادرة رسوم الاستئناف المدفوعة لحساب الاتحاد السعودي لكرة القدم ويعتبر قرار نهائي غير قابل للطعن وفقاً للمادة (146/1) من لائحة الانضباط والأخلاق، والمادة (58/ 2 بند ح) من النظام الأساسي للاتحاد السعودي لكرة القدم.
توج نادي الهلال السعودي الأول لكرة القدم في 23 نوفمبر 2021 بطولة دوري أبطال آسيا 2021 حيث حقق التقدم بهدفين سجلهما ناصر الدوسري وموسى ماريغا ليضمن الفوز بنتيجة 2-0 على نادي بوهانج ستيلرز في استاد الملك فهد الدولي في الرياض وبذلك بات البرتغالي ليوناردو جارديم، مدرب نادي الهلال السعودي أول مدرب برتغالي يفوز بلقب دوري أبطال آسيا لكرة القدم في التاريخ أكد نادي الهلال علو كعبه على بقية الأندية الاسيوية، كأول بطل يحقق دوري أبطال آسيا 4 مرات بعدما نجح في الفوز بلقب بطولة دوري أبطال آسيا، وشهد الشوط الأول أفضلية للهلال الذي احتاج 16 ثانية فقط ليسجل لاعبه ناصر الدوسري البالغ من العمر 22 عامًا هدف السبق وهو أسرع هدف في النهائيات الآسيوية، بعدما سدد كرةً قوية من خارج منطقة الجزاء استقرت في الشباك الكورية مع بداية المباراة، فيما تمكن المالي موسى ماريغا مهاجم الهلال وعند الدقيقة 63 من تسجيل الهدف الثاني لفريقه بعد تلقيه تمريرة من زميله الفرنسي غوميز ليواجه المرمى ويسدد الكرة في الشباك، تجلت قوة النادي في العمق الدفاعي مرة أخرى حيث ظهر متعب المفرج كقلب دفاع بديلا للموقف علي البليهي وقام بعدة اعتراضات وتغطيات حاسمة مع الكوري هيون سو. بهذا التتويج يصل الهلال للبطولة 63 في تاريخه في جميع البطولات الرسمية ليرفع رصيده إلى 8 ألقاب في البطولات الآسيوية بمختلف مسمياتها، كذلك حصد سالم الدوسري لاعب فريق الهلال الأول لكرة القدم جائزة أفضل لاعب دوري أبطال آسيا 2021، كأقل إنصاف لنجوميته وإبداعه ومساهمته في انتصارات فريقه التي انتهت بتتويجه بكأس البطولة. وكان نجما متألقا وبارزا ولم ينافسه أحد رغم غيابه عن عدد من المباريات في دور المجموعات للإصابة. وكشفت اللجنة المنظمة لبطولة دوري أبطال آسيا، عن قائمة الفائزين بالجوائز الفردية في نسخة 2021، حيث نال قائد الهلال سلمان الفرج جائزة اللعب النظيف. في 01 ديسمبر 2021 تم نصب مجسم كأس آسيا تذكاري يوم الأربعاء تخليدا لذكرى نوفمبر السعيدة على نادي الهلال حين تمكن من تحقق بطولتين بعد إطلاق دوري أبطال آسيا بنظامها الجديد حين فاز باللقب عام 2019، ولقب عام 2021 ويرفع رصيده إلى اربع بطولات كأول نادي يحققها في تاريخ الاسيوي وتاريخ الهلال واختارت إدارة النادي العاصمي الجهة الغربية كونها واجهة النادي الرئيسة.
أعلن نادي الهلال السعودي رسميا مساء يوم الأربعاء 08 ديسمبر 2021 عن تعاقده مع الظهير الأيمن لنادي الاتحاد الشاب سعود عبد الحميد في صفقة انتقال حر تمتد حتى عام 2025، حيث سينتقل رسميا في فترة الانتقالات الشتوية لتعزيز خانة الظهير الأيمن، وجاءت هذه الصفقة بعد اقتراب انتهاء عقده مع نادي الاتحاد بنهاية شهر يناير 2022، حيث يحق له الانتقال لأي فريق آخر خلال فترة الانتقالات المقبلة لتكون أول صفقات الزعيم خلال فترة الانتقالات الشتوية التي ستنطلق بداية من يناير 2022، في اطار المحافظة على مكتساب الفريق أتمّ مجلس إدارة النادي برئاسة الأستاذ «فهد بن سعد بن نافل» إجراءات تجديد عقد اللاعب «سالم الدوسري»، والذي يمتد حتّى 2025، حيث جرت مراسم توقيعه يوم 15 ديسمبر 2021 في مقر النادي بالعاصمة الرياض.
توج فريق الهلال بلقب كأس السوبر السعودي ويعد ذلك هو اللقب 64 في الذكرى الرابعة والستين من تأسيس النادي، وذلك بعد الفوز على نظيره فريق الفيصلي في المباراة التي انتهت بينهما بالتعادل الإيجابي في الاشواط الاصلية بهدفين لكل منهما في مباراة شهدت طرد جوليو تافاريس لاعب الفيصلي في الدقيقة الثالثة من الوقت المحتسب بدلا من الضائع للشوط الأول، لتحتكم الفريقين إلى ركلات الترجيح التي حالف الحظ فيها نادي الهلال بحسم اللقب لصالحه، ببتصدي عبد الله المعيوف لركلتين جزائيتين للفيصلي ليصبح الفريق الأزرق أكثر الفرق تحقيقاً للألقاب بثلاثة بطولات، وبعد نهاية المباراة أعلن الحساب الرسمي لنادي الهلال على «تويتر» موقع التواصل الاجتماعي تجديد عقد الدولي محمد كنو لاعب الفريق الأول لكرة القدم حتى 2025، وعليه أصدرت إدارة نادي النصر السعودي بياناً رسمياً في ساعة مبكرة من يوم الجمعة تؤكد فيه اتخاذها كافة الإجراءات القانونية تجاه تجديد الهلال عقد لاعبه محمد كنو، مشيرة إلى أنها وقعت عقداً رسمياً مع اللاعب، وتطالب بالحصول على مبلغ 27 مليون ريال تمثل الشرط الجزائي. ما أدى إلى أزمة جديدة ونزاع قانوني بين ناديي النصر والهلال على لاعب الوسط محمد كنو، بعدما وقع الأخير للناديين، بعد أيام قليلة من دخوله الفترة الحرة من عقده مع «الزعيم»، في 01 مايو 2022 أصدرت غرفة فض المنازعات يوم الأحد قرار رقم (697/غ/2022) الذي عرف إعلامياً (بقرار ليلة العيد) وهو القرار الذي صدر في ليلة العيد، وقبل بداية اليوم الأول من عيد الفطر ببضعة ساعات، وأثناء تمتع معظم القطاعات بالإجازة الرسمية، من قبل غرفة فض المنازعات بالاتحاد السعودي لكرة القدم لدعوى إنهاء العقد من جانب واحد وسداد تعويض مالي للقضية بين اللاعب محمد كنو ونادي النصر و
وقضية نادي النصر ضد اللاعب والهلال و«ثبوت إنهاء اللاعب محمد بن إبراهيم كنو للعقد المبرم في 03 يناير 2022 مع نادي النصر دون وجود سبب مشروع أو سبب رياضي مشروع» وإلزام اللاعب محمد بن إبراهيم كنو ونادي الهلال بالتضامن بدفع تعويض مالي لنادي النصر إجمالي مبلغ قدره 27 مليون ريال) على النحو التالي مبلغ قدره 7 ملايين و500 ألف ريال الدفعة الأولى المسلمة للاعب من قيمة العقد ومبلغ قدره 19 مليونا و500 ألف ريال المتبقي من إجمالي قيمة العقد، وإيقاف اللاعب محمد بن إبراهيم كنو عن المشاركة في المباريات الرسمية محلياً ودولياً لمدة أربعة أشهر، تبدأ اعتباراً من تاريخ صدور هذا القرار. وإيقاع عقوبة المنع من التسجيل لفترتي تسجيل كاملتين ومتتاليتين على نادي الهلال، تبدأ اعتباراً من أول فترة تسجيل بعد صدور هذا القرار. وإلزام اللاعب محمد بن إبراهيم كنو ونادي الهلال بالتضامن بسداد رسوم إجراءات التقاضي أمام الغرفة لحساب الاتحاد السعودي لكرة القدم ويعد القرار قابلا للاستئناف بحسب غرفة فض المنازعات أمام مركز التحكيم الرياضي السعودي والمدى الزمني للسداد 30 يوماً تبدأ من نهاية المدة النظامية للاستئناف أو بعد اكتساب الحكم للصفة القطعية في حال الاستئناف. أصدر نادي الهلال بيانًا بعد قرار غرفة فض المنازعات بإيقاف اللاعب محمد كنو 4 أشهر، ومنع نادي الهلال من تسجيل لاعبين لفترتين انتقاليتين وأوضح مجلس إدارة نادي الهلال أنه رفع طلب تحكيم استئنافي رسمي لدى مركز التحكيم الرياضي السعودي يوم الأحد 08 مايو 2022 لطلب النقض الكلي لقرار غرفة فض المنازعات، وأنه لم يتمكن من تقديم الطلب خلال الفترة الماضية بسبب اختيار غرفة فض المنازعات توقيت الإجازة الرسمية تاريخًا لإعلان قرارها ”المجحف“ دون مراعاة حقوق النادي واللاعب في طلب تدابير وفقًا للمادة ”29“ من القواعد الإجرائية لمركز التحكيم الرياضي السعودي، ما تسبب بضرر على النادي في مباراتين أمام الفيحاء وضمك في الدوري السعودي وأكد مجلس الإدارة أن قرار إيقاف محمد كنو، ومنع الهلال من التسجيل لمدة فترتين، يخالف المادة ”43“ الفقرتين (5-4) من لائحة الاحتراف، وليس له سند قانوني لعدم دخول اللاعب الفترة المحمية التي عرّفتها المادة الأولى من لائحة الاحتراف بأن الفترة المحمية تبدأ بعد سريان العقد، حيث إن العقد محل النزاع يبدأ سريانه، من تاريخ 1 يوليو 2022، وبالتالي لا يسوغ الاجتهاد في مورد النص“. وأن استشهاد غرفة فض المنازعات بسابقة قضائية من مركز التحكيم الرياضي السعودي جاء انتقائيًا من جزئية التعويض، لأن قرار مركز التحكيم المستشهد به تضمن أيضًا الحكم بعدم اختصاص غرفة فض المنازعات بفرض عقوبات رياضية على اللاعب والنادي في قرار المركز المشار إليه، بينما أصدرت الغرفة قرارها في الهلال بفرض التعويض المالي والعقوبات الرياضية أيضًا وأبدى مجلس الإدارة ثقته في مركز التحكيم الرياضي السعودي أن ينقض القرار المستغرب، مشددًا على أنه لن يدخر جهدًا في سبيل الحفاظ على حقوق النادي قانونيًا وفق الأنظمة المعمول بها. قدمت إدارة فهد بن نافل طلب استئناف على قرار غرفة فض المنازعات بشأن إيقاف اللاعب لمدة 4 أشهر، ورفع الإيقاف عن اللاعب للتدابير الوقتيه لحين حسم القضية، ورفض مركز التحكيم الرياضي، النظر في طلب نادي الهلال، بشأن رفع الإيقاف عن محمد كنو للتدابير الوقتيه وعلل المركز ذلك بعدم وجود ضرر ولعدم كفاية الأسباب لرفع الإيقاف عن اللاعب.
تفاجأت جماهير نادي الهلال بأعلن حساب النادي عبر حسابه الرسمي على منصة التواصل الاجتماعي «تويتر» يوم الأحد في 09 يناير 2022 عن توقيع إدارة نادي الهلال برئاسة فهد بن نافل عقد انتقال حارس المنتخب السعودي ونادي الأهلي محمد العويس رسميًا، بدعم من العضو الذهبي الأمير الوليد بن طلال لتمثيل الفريق الهلال الأول لكرة القدم بداية من الموسم المقبل وحتى عام 2025، وينتهي عقد محمد العويس البالغ من العمر «30 عامًا»، مع الفريق الأول لكرة القدم بالنادي الأهلي بنهاية منافسات الموسم الرياضي الحالي، وتمت هذه الصفقة بعد دخوله الفترة الحرة من عقده، وتمكن الإدارة في 30 يناير 2022 من شراء المدة المتبقية من عقد الحارس الدولي محمد العويس، وذلك بعد أن تم التعاقد مع اللاعب خلال فترة الإنتقالات الشتوية بعد مفاوضات بين إداراتي الهلال والأهلي بشأن المبلغ المالي للمدة المتبقية، ويلتحق محمد العويس في تدريبات الهلال رسمياً، بعد نهاية المشاركة مع المنتخب السعودي في تصفيات الآسيوية المؤهلة لمونديال 2022. فيما أعلن نادي الهلال مساء يوم الأحد تعاقده مع الظهير الايسر عبد الرحمن العبيد، قادما من نادي النصر في صفقة انتقال حر، بعقد يمتد حتى 2025؛ لتدعيم صفوف الفريق الأول لكرة القدم خلال فترة الانتقالات الشتوية.
تصريح غوميز بعد إنهاء تعاقده مع نادي الهلال

أشعر بالأسف وأطلب الإذن منكم لأوصل الرسالة وهذا السبب الذي جعلني أقوم بتسجيلها بنفسي.. لا أملك كلمات أقولها فهي لحظات صعبة بالنسبة لي أن أترك عائلتي، بمثل شعوري عندما تركت عائلتي للمرة الأولى؛ لأنه منذ اليوم الأول كنت دائمًا ما أرى وأشعر أن الهلال هو عائلتي" أولاً أُقدّم الشكر لجميع الأشخاص العاملين بالقرب مني لأن ما حصلت عليه من نجاح خلال ثلاث سنوات ونصف كل هذا تحقق لأن الهلال ليس فقط أحد عشر لاعبًا ولكنها روح العائلة الواحدة... ولرئيس النادي لأنه هو وفهد المفرج كما أتذكر في اللقاء الأول معهم بحضور اللاعبين أخبراني بأنهما سيهتمان بكل شيء يحيط بي فقط عليّ التركيز على لعب الكرة وكذلك سنتعامل مع جميع اللاعبين بشكل جيد جدًا ونطور الفريق والعمل معكم باحترافية... ولجماهير الهلال أقدم لكم الشكر على كل شيء... سأتذكر جملتكم (جمهورك وراك) أتذكر الجمهور الذي أتى من مكان بعيد إلى اليابان أمام أوراوا وأتذكر كل الناس الذين كانوا يدعون لنا من أجل الفوز بالبطولة بعد حوالي 20 عامًا ما جعل الحلم حقيقة وصنع تاريخًا لنادينا وبلدنا... ستكون لحظات صعبة عندما أشرح لعائلتي أننا سنغادر إلى مكان آخر بعد سنوات، لو طلبو مني كتابة قصة لمهمتي القادمة عندما قبلت العرض من الهلال لن تكون بهذا الجمال لقد أصبحت القصة أكثر جمالاً مما توقعت لأنه كنا دائمًا نقول المستحيل ليس في الهلال... حققت كل أحلامي مع الهلال... أعتقد أيضًا الفريق بحاجة إلى طاقات جديدة ولذلك أتمنى كل التوفيق للهلال ولزملائي في الفريق فقط أندم على شيء واحد، هو أننا من المفترض أن نحقق 3 ألقاب لدوري أبطال آسيا ولكن حققنا اثنين فقط وذلك بسبب كورونا، دائما أقول إنني سأعود وسنلتقي مرة أخرى، قصتي في المملكة لم تنتهِ بعد... أنا سعيد لقضائي 3 سنوات مذهلة حقا، هي الأفضل خلال مسيرتي، قبل أن آتي إلى هنا لم أكن أعرف أي شيء عن السعودية وثقافتها، وكثيرون سألوني ألست خائفا للعب الكرة هناك، ولكن في يومي الأخير بإمكاني القول إنني في كل الأندية التي لعبت لها وكل المدن التي عشت بها لم أعش سعادة بقدر السعادة التي عشتها هنا في السعودية ومع الهلال، وهو قرار صعب اتخاذه ولكن سعيد جدا وأشكركم، وأعتبرها تجربة مذهلة بأن أجعل عائلتي وأولادي يكبرون مع المسلمين، لأنه بالنسبة لي الإسلام دين يحمل قيما جيدة، فهو دين الاحترام والمساهمة المشتركة والإيمان بالله.
صباح يوم الثلاثاء 25 يناير 2022 أعلن حساب الرسمي الهلال السعودي على منصة التواصل الاجتماعي «تويتر» نهاية علاقته التعاقدية بالتراضي مع مهاجمه الفرنسي بافيتيمبي غوميز البالغ من العمر «36 عاما» عبر مقطع مرئي نشره النادي يحتوي على بعض اللحظات التي عاشها غوميز وعنونه بـ«وداعاً بافي» باللغة الفرنسية واستعرض الهلال البطولات التي حققها غوميز خلال مسيرته مع النادي، ونشر صور المهاجم الفرنسي مع كؤوس البطولات التي فاز بها لينهي أفضل هداف أجنبي في تاريخ النادي مسيرته الحافلة بالانجازات مع نادي الهلال بعدما انتقل غوميز في 23 أغسطس 2018، خاض مع الفريق خلالها 154 مباراة في كافة البطولات سجل خلالها 116 هدف آخرها في دوري كأس محمد بن سلمان للمحترفين الجولة 18 في شباك نادي الباطن، وكان قد ألمح بافتمبي غوميز مهاجم الهلال إلى رحيله عن النادي العاصمي بعد مباراة الباطن يوم الجمعة 21 يناير 2022 التي انتهت بالتعادل الإيجابي بين الفريقين بهدف لمثله ، وبعتبر بذلك آخر لقاء يخوضه بافيتيمبي مهاجما للفريق.
وتمكن المهاجم الفرنسي من تحقيق أفضل تجربة في مسيرته الاحترافية، بعدما حقق مع الهلال 6 ألقاب بداية من دوري أبطال آسيا 2019، ثم جمع مع الهلال لقبي الدوري والكأس في الموسم التالي، قبل أن يظفر رفقة الهلال بالدوري مجددا في العام المنصرم، ثم بلقب دوري أبطال آسيا للمرة الثانية وختم بطولاته مع الفريق كأس السوبر السعودي، وتوج بجائزة هداف دوري أبطال آسيا في 2019، برصيد 11 هدفا إضافة إلى جائزة أفضل لاعب في البطولة، قد بصم على عروض فنية كبيرة كان لها التأثير الإيجابي في تتويج الهلال بلقب دوري أبطال آسيا وبلوغ الدور نصف النهائي في مونديال الأندية.
كما فاز بلقب هداف الدوري السعودي في الموسم الماضي بعد إحرازه 24 هدفا، يعتبر رازفان لوتشيسكو أكثر مدرب سجل معه غوميز أهدافا طيلة مسيرته مقارنة بعدد المباريات، حيث لعب تحت إشرافه 68 مواجهة شهدت تسجيله 52 هدفا، وعلى الرغم من خوضه 154 مباراة مع الهلال، إلا أنه لم يحصل على أي حالة طرد مقابل 10 بطاقات صفراء، ومن ضمن الأرقام التهديفية المميزة التي حققها مع الهلال، أحرز ثلاثية في 4 مباريات، كانت في شباك العدالة والحزم إضافة إلى الوحدة وأهلي جدة، بينما أحرز رباعية مرة واحدة وشهدتها شباك العين.
وبالمثل ودّع المحترف الفرنسي محبيه وجماهير ناديه بعد قرار رحيله عن النادي خلال الانتقالات الشتوية عبر خلال مقطع فيديو نشرته حسابات نادي الهلال على مواقع التواصل الاجتماعي يوم الثلاثاء 25 يناير 2022 عن حبه وإمتنانه للإدارة واللاعبين والعاملين في النادي كافة على فترة تواجده بالتاكيد سيحضر العديد من اللاعبين في نفس المركز ولكن لن يحضى لاعب بالحب في قلب الهلاليين وقوة التأثير مثل الفرنسي بافيتيمبي غوميز.
أعلن حساب الرسمي الهلال السعودي فجر يوم الجمعة بتاريخ 28 يناير 2022 رسميًا ضم ميتشائيل أوليفيرا لاعب نادي فلامنغو البرازيلي لمدة ثلاثة مواسم وكشف النادي عبر حسابه الرسمي على تويتر مقطعا مرئيا تظهر فيه لقطات للاعب البرازيلي مع ناديه السابق مرحبا بقدومه إلى الفريق الهلال وقدمت الإدارة شكرها وتقديرها لصاحب السمو الملكي الأمير الوليد بن طلال العضو الذهبي على دعمه لإتمام الاتفاقية، وأول لاعب أجنبي يضمه الهلال في الانتقالات الشتوية، بعدما حسم 4 صفقات محلية، يجيد اللعب في مركز الجناح الأيسر وفي جميع المراكز الهجومية، ليحل كلاعب أجنبي سابع وهذه هي التجربة الاحترافية الأولى له خارج البرازيلي حيث سبق وأن مثل 6 أندية برازيلية توّج معها بـ 5 بطولات قبل أن يوقع للهلال. والذي الوصول إلى مطار الملك خالد الدولي في العاصمة الرياض، في ساعة متأخّرة مساء الإثنين 31 يناير 2022 يصحبه لاعب الهلال السابق مارسيلو تفاريس. وانضم إلى تدريبات الفريق في اليوم التالي استعداداً لمنافسات بطولة كأس العالم للأندية المقرر إقامتها في الإمارات العربية المتحدة خلال الفترة من 3 إلى 12 فبراير 2022.
في إطار تدعيم صفوف الفريق قبيل إقفال فترة الانتقالات الشتوية أعلن نادي الهلال عبر حسابه الرسمي على موقع التواصل الإجتماعي تويتر مساء يوم 29 يناير 2022، عن التعاقد مع المهاجم النيجري اوديون إيغالو بعد شراء المدة المتبقية من عقده من نادي الشباب، ليكون بديلاً للمهاجم الفرنسي بافتيمبي غوميز في قيادة هجوم الفريق الهلالي ويعتبر إيغالو خلال فترة انتقاله هدّاف منافسات دوري كأس الأمير محمد بن سلمان للمحترفين ، برصيد 12 هدف من 18 مباراة لعبها مع فريق الشباب آخرها كانت ضد نادي الفتح، وحل بديل أجنبي سابع بعد الاتفاق الإدارة على انتقال الأرجنتيني لوسيانو فييتو إلى نادي الشباب بنظام الإعارة حتى نهاية الموسم الحالي.
لم يكن إعلان إنهاء عقد مدير الجهاز الفني الفريق الأول لكرة القدم البرتغالي ليوناردو جارديم مفاجئ للجاهمير الهلالية حين نشر حساب النادي الرسمي على موقع التواصل الاجتماعي تويتر يوم الاثنين 14 فبراير 2022، خبر إنهاء العقد بالتراضي بين الطرفين، حيث سبقه مطالبات جماهيرية واسعة بتسريع قرار إقالة «جارديم» بعد المستويات المتذبذبة التي قدمها الهلال منذ بداية الموسم رغم تتويجه بلقب دوري أبطال آسيا، وبطولة السوبر السعودي إلا ان الحضور الباهت أمام النادي الأهلي المصري في بطولة كأس العالم للأندية في العاصمة الإماراتية أبو ظبي التي اختتمت يوم السبت 12 فبراير 2022 وحل الهلال فيها رابعًا حيث وصفت المباراة الختامية بالنتيجة المخيبة للآمال في مباراة تحديد المركز الثالث في بطولة كأس العالم للأندية، بالرغم من توجيه اصابع اللوم والانتقاد في تلك المباراة لثنائي الفريق محمد كنو وماتياس بيريرا عن الطرد الذي تحصلا عليه ما سبب حرجاً للمدير الفني «جارديم» وأضر بالتنظيم الدفاعي الفريق ككل بعد اكمال المباراة بتسعة لاعبين والخسارة القاسية أمام النادي الأهلي المصري برباعية نظيفة، الامر الذي عجل في رحيل جارديم بعد فترة تدريب الهلال مدة 8 أشهرو 13 يوم، من عقد كان يفترض أن ينتهي في الصيف المقبل، خاض الهلال فيها بقيادته 26 مباراة في كل البطولات، حقق فيها الفريق 15 انتصارا مقابل 7 تعادلات و4 خسائر، سجل الهلال 48 هدفاً واستقبل 29، وأحرز الفريق لقبي دوري أبطال آسيا وكأس السوبر السعودي وحقق نادي الهلال السعودي رقماً قياسياً يوم الأحد بعد فوزه الكبير على نادي الجزيرة الإماراتي بسداسية لهدف وحيد ليصبح أكبر فوز في تاريخ البطولة كفارق أهداف بين الطرفين منذ انطلاق النسخة الأولى من البطولة الكبرى قبل 22 عاما.
في الوقت ذاته أعلن الحساب الرسمي لنادي الهلال على موقع التواصل الاجتماعي عن تعاقد رئاسة مجلس إدارة نادي الهلال الاستاد فهد بن نافل مع المدرب الأرجنتيني رامون دياز ، لقيادة الجهاز الفني للفريق الأول لكرة القدم حتى نهاية الموسم الرياضي الحالي ، والذي وصل مع طاقمه المساعد لمدينة الرياض صباح يوم الثلاثاء 16 فبراير 2021 ليتولى مهام تدريب الفريق فور وصوله وبدأ دياز مهمته باجتماع مع اللاعبين بحضور مساعديه والجهازين الإداري والفني. والتقى مدرب الهلال السعودي السابق البرتغالي ليوناردو جارديم، إذ جمعهما حديث ودي على هامش توديع المدرب البرتغالي للاعبي الهلال مساء يوم الثلاثاء، بعد فسخ عقده مع «الزعيم»، وقاد المدير الفني الجديد لنادي الهلال السعودي رامون دياز، مران الفريق الأول لكرة القدم بالنادي استعداداً لمواجهة نادي الشباب الجولة الحادية والعشرون من دوري كأس الأمير محمد بن سلمان للمحترفين.
في 20 فبراير 2022 وقع مجلس إداراة نادي الهلال السعودي برئاسة الاستاذ فهد بن نافل شراكة إستراتيجية تاريخية مع شركة القدية للاستثمار ووقع عقد الشراكة الأستاذ عبد الله بن ناصر الداود، عضو مجلس الإدارة والعضو المنتدب لشركة القدية للاستثمار، لمدة عقدين تبدأ من 2022 إلى عام 2042 بقيمة 100 مليون ريال سنوياً مع امكانية مراجعة بنود اتفاقية الشراكة كل 5 اعوام وتعد هذه الشراكة الاستراجية الأكبر في تاريخ النادي. وتضمنت الاتفاقية استافة استاد القدية لمباريات الهلال بمجرد اكتمال بنائه والذي سيتسع لأكثر من 40 ألف متفرج، حيث تطل جميع المقاعد على المنظر الخلاب للقدية من أعلى قمة على الجرف، بالإضافة إلى صالات ومقاعد خاصة لكبار الشخصيات".
قرر الأرجنتيني رامون دياز مدرب الهلال منح لاعبي الفريق الأول لكرة القدم إجازة مدة 5 أيام بعد مباراة الأهلي، يوم الجمعة 18 مارس 2022 واكتسح فيها الهلال ضيفه الأهلي بأربعة أهداف مقابل هدفين في كلاسيكو الجولة الخامسة والعشرين من مسابقة الدوري السعودي للمحترفين على ملعب الملز وذلك نظير توقف منافسات الموسم الرياضي بعد الجولة الجولة الخامسة والعشرين ويستأنف فريق الهلال تدريباته يوم الخميس الموافق 24 مارس 2022 في مقر النادي، بدون اللاعبين الدوليين الذين سينضموا لمعسكرات منتخبات بلادهم خلال فترة التوقف. حيث ضمت أسماء اللاعبين المنضممين للمنتخبات 15 لاعباً، حيث استدعى هيرفي رينارد 8 لاعبين للمنتخب السعودي الأول من نادي الهلال وهم محمد العويس، ياسر الشهراني، محمد البريك، سعود عبد الحميد، سلمان الفرج، محمد كنو، سالم الدوسري، صالح الشهري.
واستدعى المدير الفني للمنتخب الوطني سعد الشهري (26) لاعبًا للالتحاق بمعسكر المنتخب الوطني تحت 23 عامًا معسكرًا إعداديًا في دولة الإمارات، خلال الفترة من 20 إلى 30 من شهر مارس 2022، وذلك في إطار برنامج الإعداد لكأس آسيا تحت 23 عامًا 2022 في أوزبكستان، واختار من نادي الهلال حمد اليامي، عبد الله الحمدان. فيما اضم اللاعب مصعب الجوير وعبد الله رديف لمنتخب السعودية تحت 20 عامًا، واستقر مدرب نيجيريا المؤقت أوغوستين إيغوافون على إدراج المهاجم المخضرم أوديون إيغالو في قائمة النسور المكونة من 32 لاعباً لمباراة التصفيات المؤهلة لكأس العالم 2022 ضد النجوم السوداء منتخب غانا. كما شهدت هذه الفترة استدعاء أندري كاريلو الذي انضم لصفوف منتخب بيرو في مواجهة منتخب أوروغواي والباراغواي، كما أنه تم استدعاء غوستافو كويلار للانضمام لصفوف المنتخب الكولومبي لمواجهة بوليفيا ومنتخب فنزويلا، فيما ينضم أندريه كاريلو إلى صفوف المنتخب البيروفي الأول لكرة القدم.
أعلن نادي الهلال السعودي انضمام 10 لاعبين من الهلال إلى المنتخب السعودي الأول لكرة القدم وهم محمد العويس، ياسر الشهراني، علي البليهي، محمد البريك، عبد الله عطيف، محمد كنو، ناصر الدوسري، سلمان الفرج، سالم الدوسري وعبد الله الحمدان ليخوض الأخضر معسكرًا في مدينة اليكانتي الإسبانية خلال الفترة من 31 مايو وحتى التاسع من شهر يونيو 2022، وذلك ضمن المرحلة الأولى من البرنامج الإعدادي للمشاركة في كأس العالم 2022 كما التحق الثلاثي الهلالي سعود عبد الحميد، حمد اليامي وعبد الله رديف إلى المنتخب السعودي تحت 23 عامًا، ويستعد المنتخب السعودي تحت 23 عامًا للمشاركة في كأس آسيا تحت 23 سنة 2022 التي انطلقت في الأول من شهر يونيو 2022.
بختام الجولة الأخيرة من بطولة دوري كأس الأمير محمد بن سلمان للمحترفين رفع قائد الفريق سلمان الفرج في 27 يونيو 2022 بطولة الدوري الثامنة عشرة، والبطولة 65 في تاريخ الهلال بعدما وصل رصيده النقطي إلى 67 نقطة في صدارة الترتيب بفارق نقطتين عن صاحب المركز الثاني، بتحقيق فوز ثمين على نادي الفيصلي على ملعب الملك فهد الدولي في الرياض، ويخطف اللقب من نادي الاتحاد بعدما تمسك بالصدارة في 22 جولة من دوري كأس الأمير محمد بن سلمان للمحترفين، وبهذا تمكن نادي الهلال من الاحتفاظ بلقب الدوري للموسم الثالث على التوالي، ليكون أول فريق يتوج بالبطولة 3 مرات متتالية، ويحتفظ بالنسخة الأصلية من كأس المسابقة تحت مسماها الجديد، حيث لم يسبق لأي فريق أن فاز بلقب دوري المحترفين السعودي ثلاث مرات متتالية منذ اعتماده موسم 09/2008، شهد هذا الموسم عودة الهلال إلى المنافسة من بعيد مع تولى دياز الاشراف الفني على الفريق حيث كان متأخرًا خلال تلك الفترة عن نادي الاتحاد، بفارق 16 نقطة مع نهاية الجولة 20 مع تبقى مباراتين مؤجلتين (الفيحاء والاتفاق) لنادي الهلال بالإضافة لمواجهة الهلال والاتحاد المباراة المؤجلة بين الفريقين من الجولة 12، ويدين الهلال بالفضل في هذا التتويج لمدربه الأرجنتيني رامون دياز، الذي حررالفريق من الوضع الصعب التي عانى منه الفريق مع مدربه السابق البرتغالي ليوناردو جارديم، تولى دياز قيادة الهلال والفريق حينها في المركز الثالث برصيد 31 نقطة من 17 مباراة، بعيداً عن نادي الاتحاد متصدر الترتيب برصيد 47 نقطة من 19 مباراة، بعدها قاد الفريق في 13 مباراة حقق الفوز في 12 مواجهة، وتلقى هزيمة واحدة، ليجمع الفريق 36 نقطة من أصل 39 متاحة، احتدمت المنافسة بين الاتحاد والهلال على لقب موسم 2021-22 من دوري كأس الأمير محمد بن سلمان للمحترفين، مع اقتراب الموسم من النهاية بدخول الفريقين مواجهة الجولة 27 على ملعب الجوهرة بجدة بتساوي الفريقين في عدد المباريات الملعوبة بنهاية الجولة 26 وصدارة الاتحاد برصيد 61 نقطة، وفارق 6 نقاط عن الهلال في المركز الثاني في جدول ترتيب الدوري السعودي برصيد 55 نقطة، سعى الاتحاد في اللقاء بكل قوة للتتويج رسميًا بلقب الدوري على حساب الهلال بمساندة جماهيرية شهدت الحضور الأعلى هذا الموسم بواقع 58755 مشجعاً بهدف واحد تحقيق الفوز بفارق هدفين أوأكثر لرفع الفارق إلى 9 نقاط قبل النهاية المسابقة بثلاثة جولات، بغض النظر عن المواجهات الثلاثة المتبقية، لكن أدى فوز الهلال إلى تقليص الفارق ورفع رصيده إلى 58 نقطة في المركز الثاني، بفارق 3 نقاط خلف الاتحاد مع تبقي ثلاث مباريات على نهاية الموسم، واصل دياز تسجيل الانتصارات في الثلاثة المباريات المتبقية وحقق لقب النسخة التي تعد الأطول في تاريخ الدوري السعودي منذ انطلاقة والتي امتدت إلى 304 يوم ورغم تغيير الجهاز الفني والغيابات الكثيرة بسبب الاصابات وإيقاف محمد إبراهيم كنو، والإرهاق الكبير الذي تعرض له الهلال في منافساته على عدة جبهات محلية وقارية وعالمية، عاد الهلال في عمل مميز فتح باب تجديد عقد دياز للمحافظة على مكاسب الموسم وضمان الاستقرار الفني للفريق، في الإطار ذاته أعلن حساب النادي يوم الثلاثاء 28 يونيو 2022 تجديد عقد المدافع الكوري الجنوبي جانغ هيون سو لموسم آخر بالتأكيد يحسب لإدارة نادي الهلال الصفقات المميزة خلال فترة الانتقالات الشتوية التي اعطت دفعة جديدة للفريق يتقدمها النيجيري «اديون ايغالو» هداف الدوري، البرازيلي «ميشائيل ديلغادو» واعتمد دياز عليه بشكل أساسي في مركز الجناح والشاب سعود عبد الحميد الذي تمكن من تغطية خانة الظهير في ظل تراجع مستوى محمد البريك بسبب الاصابات التي عانى منها هذا الموسم، وبالتاكيد لن تنسى الجماهير الهلالية هذا الموسم القائد سلمان الفرج، جانغ هيون سو، عبد الله المعيوف، المالي موسى ماريغا واللاعب سالم الدوسري هداف الفريق الذين كان لهم ولباقي أعضاء الفريق بصمة في مشوار الدوري، برهنت على قوة المجموعة والمجهود والقتالية التي اظهرها الفريق للعودة الكبيرة في الدور الثاني حتى سمي هذا الموسم لدى للهلاليين «الدوري الاعجازي»، بنهاية الموسم الرياضي الحالي ودخول الجهاز الفني ولاعبي الفريق الراحة الموسمية أعلن حساب النادي برنامجه التحضيري للموسم المقبل بعد نهاية الإجازة الموسمية باقامة معسكر اعدادي خارجي في العاصمة الإنجليزية لندن.

## مجلس إدارة نادي الهلال وموظفيه
قدم مجلس إدارة نادي الهلال السعودي برئاسة الأستاذ فهد بن نافل في 11 يوليو 2021 شكره بعد قبول استقالة عضو مجلس الإدارة سلطان بن سعيد مثمناً كافة جهوده التي قدمها طول فترة علمه في النادي منذ عام 2018، فيما قرر مجلس إدارة نادي الهلال برئاسة الأستاذ فهد بن نافل في 14 يوليو 2021، تعيين عضو المجلس الأستاذ سليمان الهتلان نائباً للرئيس، وضم رئيس شركة نادي الهلال الاستثمارية الأستاذ سلطان آل الشيخ إلى عضوية مجلس الإدارة إلى جانب عملة في الشركة، بديلا عن العضو المستقيل الاستاذ سلطان بن سعيد.
| مجلس إدارة النادي                                | مجلس إدارة النادي                      |
| ------------------------------------------------ | -------------------------------------- |
| رئيس مجلس الإدارة                                | فهد بن سعد بن نافل العتيبي             |
| نائب رئيس مجلس الإدارة                           | سليمان بن ناصر جبران الهتلان           |
| الرئيس التنفيذي                                  | عبد الله بن عبد العزيز إبراهيم الجربوع |
| عضو مجلس إدارة                                   | سلمان بن أحمد بن صالح التويجري         |
| المدير التنفيذي للمركز الأعلامي والعلاقات العامة | هشام بن محمد الكثيري                   |
| المدير التنفيذي للخدمات المشتركة                 | نواف أبا الخيل                         |
| المدير التنفيذي للألعاب المختلفة                 | عبد الإله بن سعد حمد المقرن            |
| المدير التنفيذي لكرة القدم                       | فهد بن عبدالله عبدالعزيز المفرج        |
| المدير التنفيذي للمالية                          | سليمان بن ناصر جبران الهتلان           |

## البرتغالي جارديم
اعلنت إدارة نادي الهلال السعودي اتفاقها النهائي مع المدرب البرتغالي ليوناردو جارديم (46 عاما)، في الأول من شهر يونيو 2021 لتدريب الفريق الأول لكرة القدم، واتفقت معه على أن يكون العقد موسما واحدا قابلا للتمديد، ويعد بذلك البرتغالي جارديم خامس مدرب برتغالي في تاريخ الهلال بعد آرثر جورج وخوزيه بيسيرو وجورجي جيسوس وخوزيه مورايس، وقد تكفل بالصفقة الأمير الوليد بن طلال العضو الذهبي للنادي، وصل «جارديم» إلى الرياض قبل عودة اللاعبين بأسبوع، مع طاقم يضم المساعد للبرتغالي «جارديم» كلاً من أنطونيو مانويل مساعد الأول، وخوسيه أراجو مساعد ثاني، ونيلسون كانديدو مدرب لياقة، وميغيل ربيبرو محلل أول وديوغو جيلهيرمي محلل ثان.
ولن تكون هذه هي المرة الأولى التي يزور فيها جارديم مدينة الرياض، حيث سبق له أن حل ضيفا عليها أثناء تفاوضه مع نادي النصر. وظهر جارديم حينها في استاد الأمير فيصل بن فهد في الرياض، لحضور مباراة النصر والوحدة، ضمن مباريات الجولة 11 من الدوري السعودي للمحترفين، لكن الصفقة لم تكتمل ليغادر دون إتمام التعاقد وكان ذلك بعد إقالة جارديم من تدريب موناكو الفرنسي في أكتوبر 2018 بسبب سوء النتائج، وبعد شهر واحد من فشل اتفاقه مع النصر، عاد المدير الفني البرتغالي مرة أخرى إلى نادي الإمارة الفرنسية، الذي أقاله مجددا في نهاية عام 2019.
وبدأ جارديم المولود في فنزويلا، مسيرته التدريبية في 1998، وواصل التنقل بين أندية بلاده حتى وصوله إلى دكة سبورتنغ براغا في 2011 قبل أن يبدأ أول مغامرة خارجية مع أولمبياكوس اليوناني ويعود بعدها إلى سبورتنغ لشبونة ومنه إلى موناكو الفرنسي.
وتولى ليوناردو تدريب موناكو على فترتين، إذ انتهت الأولى في أكتوبر 2018 بعدما أقيل بسبب سوء النتائج، قبل أن يعود مجدداً لقيادة ذات الفريق في يناير 2019 عقب إقالة تيري هنري من منصبه، لكن التجربة الثانية لم تستمر أبعد من ديسمبر من ذلك العام.
ويملك المدرب البرتغالي جارديم في سيرته الذاتية الممتدة 23 عاماً إنجازات حققها مع أندية كبيرة مثل سبورتنغ لشبونة في البرتغال، وأولمبياكوس اليوناني، وأهمها مسيرته في نادي موناكو في فرنسا، حيث تتويج في عدد من البطولات أبرزها حصول نادي مانكو على الدوري الفرنسي في عام 2017، كما قاده إلى نصف نهائي دوري أبطال أوروبا 2017، وتوج سابقاً في مسيرته التدريبية بالدوري اليوناني وكأس اليونان في 2013 مع أولمبياكوس،
اعتمد جارديم طوال مسيرته على طريقة اللعب 4-4-2 بمشتقاتها، إذ احتاج في فترة من الفترات (وتحديدًا في الدوري اليوناني) أن يلعب بتشكيل 4-3-3 الصريحة، بينما كانت تشكيل 4-2-3-1 حاضرة في تكتيكه بقوة خاصًة في فترة توهجه مع موناكو وخلال الفترة الأخيرة من ولايته الثانية مع موناكو حول جاردي طريقة اللعب إلى 3-5-2 صريحة في معظم المباريات، وبالرغم من تحسن النتائج إلا أنه نال بها أربعة هزائم عجلوا برحيله عن الفريق.
أكد البرتغالي ليوناردو جارديم مدرب فريق الهلال الأول لكرة القدم، خلال المؤتمر الصحفي الذي سبق مباراة الفريق ضد استقلال طهران، في دور الستة عشر من دوري أبطال آسيا 2021 أن النادي يسعى للمنافسة بقوة على جميع البطولات هذا الموسم، من بينها بالتأكيد بطولة دوري أبطال آسيا لعام 2021، ودافع مدرب الهلال عن طريقة لعبه، مشيراً إلى أن خطة 4-4-2 تعطي فريقه حلولاً كثيرة خاصة على مستوى الاستحواذ، إضافة إلى إغلاق المساحات من دون الكرة أمام لاعبي الخصم.
ونفى جارديم فكرة تغيير طريقة لعب الهلال التي يراهن عليها منذ أعوام، موضحاً أن فريقه يلعب من أجل الاحتفاظ على الكرة، إضافة للهجوم بأكثر من طريقة وحرمان المنافس من المرتدات.
وعلى الرغم من أن مسيرة المدرب البرتغالي لم تكن في مستوى طموحات جماهير الهلال، إلى أنه ترك ثلاث بصمات خلال الفترة الماضية. وكانت أولى بصمات جارديم، عندما قاد الهلال للتربع على عرش القارة الصفراء من خلال الفوز بدوري أبطال آسيا 2021، إثر تغلبه في النهائي على بوهانغ ستيلرز، بهدفين دون رد.
وكان اللقب الآسيوي، هو اللقب القاري الأول في مسيرة جارديم. أما التتويج الثاني لجارديم، فكان بلقب بطولة السوبر السعودي حيث قاد الهلال للفوز بهذه المسابقة للمرة الثالثة في تاريخه بعد أن تغلب في النهائي على نظيره الفيصلي بركلات الترجيح 4 ـ3، بعد انتهاء الوقت الأصلي بالتعادل الإيجابي (2-2). وبات الهلال الأكثر تتويجا بلقب السوبر السعودي برصيد 3 مرات، البطولة الأخيرة لجارديم كانت كأس العالم للأندية التي حل فيها الزعيم في المركز الرابع بعد الخسارة أمام الأهلي المصري برباعية نظيفة في لقاء تحديد المركزين الثالث والرابع.
لكن البصمة التاريخية كانت تسجيل الزعيم رقما تاريخيا غير مسبوق، إثر فوزه بنتيجة (6-1) على الجزيرة الإماراتي، وهي النتيجة الأكبر في تاريخ البطولة.

### طاقم المدير الفني ليوناردو جارديم التدريبي
| طاقم التدريب الفني المساعد | طاقم التدريب الفني المساعد     |
| --- | ------------------------------ |
| \| المدير الفني \| ليوناردو جارديم[61] \| \| ----------------- \| ---------------------------------- \| \| مساعد مدرب الأول \| أنطونيو مانويل مارتينز فييرا[62] \| \| مساعد مدرب الثاني \| خوسيه باروش أراوجو[63] \| \| مدرب لياقة \| نيلسون كانديدو أندرادي كالديرا[64] \| \| مدرب لياقة \| عبد العزيز الدوسري \| \| محلل تقني الأول \| ميغيل ريبيرو مويتا[65] \| \| محلل تقني الثاني \| ديوغو جيلهيرمي \| \| معد بدني \| فيانا رومانو نونو فيليبي[66][67] \| \| مدرب حراس المرمى \| مسعود إسماعيل \| \| طبيب الفريق \| خوان ديفيد دوكي[68] \| |                                |
| المدير الفني | ليوناردو جارديم                |
| مساعد مدرب الأول | أنطونيو مانويل مارتينز فييرا   |
| مساعد مدرب الثاني | خوسيه باروش أراوجو             |
| مدرب لياقة | نيلسون كانديدو أندرادي كالديرا |
| مدرب لياقة | عبد العزيز الدوسري             |
| محلل تقني الأول | ميغيل ريبيرو مويتا             |
| محلل تقني الثاني | ديوغو جيلهيرمي                 |
| معد بدني | فيانا رومانو نونو فيليبي       |
| مدرب حراس المرمى | مسعود إسماعيل                  |
| طبيب الفريق | خوان ديفيد دوكي                |

## الأرجنتيني دياز
أعلنت إدارة نادي الهلال يوم الاثنين تعاقدها مع الأرجنتيني رامون دياز صاحب (62) عاماً مديراً فني لفريق الهلال الأول حتى نهاية الموسم الحالي بعد إقالة المدير الفني السابق البرتغالي ليوناردو جارديم، وصل الأرجنتيني رامون دياز مع طاقمه المساعد قادماً من دولة الأمارات العربية المتحدة حيث آخر محطاته التدريبية مع نادي النصر الإماراتي قادما إلى المملكة في ساعات مبكرة يوم الثلاثاء 15 فبراير 2022 إلى مطار الملك خالد الدولي بالرياض ، ويضم طاقم المدرب «دياز» الأرجنتيني «إيميليانو دياز» مساعداً أول، الأرجنتيني «دانيال فيريرا» مساعداً ثانياً ، البرازيلي «دييغو بيريرا» مدرب اللياقة، الأرجنتيني «داميان هيكتور» والأرجنتيني «نيكولاس رومانازي» محللان تقنيان ، والبرازيلي «ڤييرا دي ميلو» مدرباً للحراس مع الإبقاء على المعد البني السعودي الكابتن عبد العزيز الدوسري ليكون ضمن الطاقم الفني، استعداداً لبدء مهمته في تدريب الفريق خلفاً للمقال البرتغالي ليوناردو جارديم، تعتبر هذه التجربة الثانية للمدرب المخضرم مع الفريق الأزرق، حيث سبق أن قاد الهلال خلال الفترة من أكتوبر 2016 حتى فبراير 2018، في تجربة بدأت موفقة حينما توج مع الفريق ببطولة الدوري السعودي، بالإضافة إلى كأس الملك 2017، كما حل وصيفا لبطولة دوري أبطال آسيا 2017 عندما واجه أوراو رد دايمندز الياباني وخاض دياز 6 تجارب منذ رحيله عن الهلال في السنوات الأربع الماضية مع اتحاد جدة وبيراميدز المصري وليبرتاد أسونسيون الباراغوياني والنصر الإماراتي.
حقق رامون دياز أفضل انطلاقة له بتاريخه التدريبي عندما تولي دفة تدريب الهلال، بعد نهاية كأس العالم للأندية في شهر فبراير، قاد الفريق في انتصارات متتالية في 3 مسابقات مختلفة، حيث حقق 6 انتصارات ف دوري كأس الأمير محمد بن سلمان على الشباب والحزم والنصر والرائد والاتحاد والأهلي، وفي مسابقة كأس خادم الحرمين الشريفين بعدما تجاوز نادي النصر في ربع النهائي، ثم نادي الشباب في نصف النهائي، أما في البطولة الآسيوية فقد حقق العلامة الكاملة خلال دور المجموعات، 4 مواجهات على الشارقة الإماراتي والريان القطري وأخيرا استقلال الطاجيكي ذهاباً وإيابًا وتعادل في المواجهة الخامسة ضد نادي الشارقة، ومن ثم تمكن نادي الريان القطري من إيقاف سلسلة عدم هزيمة الهلال مع دياز،
سجل الهلال تحت قيادة دياز في 11 مباراة 28 هدفا، بينما اهتزت شباكه 6 مرات، وخرج بشباك نظيفة في 6 مباريات.
يكون دياز ثالث مدرب يحقق انتصارات متتالية بعد البلجيكي غيرتيس الذي حقق 12 انتصارا متتاليا في موسم 2009-10، والبرازيلي باكتيا الذي قاد أزرق العاصمة 13 انتصار متتاليا في موسم 2004-05.

### طاقم المدير الفني رامون دياز التدريبي
| طاقم التدريب الفني المساعد | طاقم التدريب الفني المساعد              |
| --- | --------------------------------------- |
| \| المدير الفني \| رامون أنخيل دياز[72][73] \| \| ----------------- \| --------------------------------------- \| \| مساعد مدرب الأول \| إيميليانو رامون دياز (ابن المدير الفني) \| \| مساعد مدرب الثاني \| دانيال فيريرا \| \| مدرب لياقة \| دييغو بيريرا \| \| مدرب لياقة \| عبد العزيز الدوسري[74] \| \| محلل تقني الأول \| داميان هيكتور \| \| محلل تقني الثاني \| نيكولاس رومانازي \| \| معد بدني \| فيانا رومانو نونو فيليبي \| \| مدرب حراس المرمى \| ڤييرا دي ميلو \| \| طبيب الفريق \| خوان ديفيد دوكي[75] \| |                                         |
| المدير الفني | رامون أنخيل دياز                        |
| مساعد مدرب الأول | إيميليانو رامون دياز (ابن المدير الفني) |
| مساعد مدرب الثاني | دانيال فيريرا                           |
| مدرب لياقة | دييغو بيريرا                            |
| مدرب لياقة | عبد العزيز الدوسري                      |
| محلل تقني الأول | داميان هيكتور                           |
| محلل تقني الثاني | نيكولاس رومانازي                        |
| معد بدني | فيانا رومانو نونو فيليبي                |
| مدرب حراس المرمى | ڤييرا دي ميلو                           |
| طبيب الفريق | خوان ديفيد دوكي                         |

## أطقم الموسم

### طقم الفريق الأول
| الطقم الأساسي | الطقم الثاني | الطقم الثالث | طقم حارس | طقم حارس | طقم حارس | طقم حارس |  |

### الاستثمار والتسويق
| الملعب                                         | تصميم القميص | شركات رعاية ومعلنة على القميص                                                                       | رعايات آخرى |
| ---------------------------------------------- | ------------ | --------------------------------------------------------------------------------------------------- | --- |
| ملعب الملك فهد الدولي، ملعب الأمير فيصل بن فهد | شركة إس تيم  | شركة إعمار القابضة،1 التعاونية للتأمين، شركة إس تيم، شركة "جاهز" لتوصيل، شماغ سيار، شاورمر ، فلاورد | المملكة القابضة، شركة "i-be"، شركة wolfhead ، بلاي هيرا ، شركة بيرين للمياه ، شركة القدية للاستثمار ، تطبيق المطار، منصة عوائد، شركة دخون، جورميه كافيه |

- على صدر القميص،1 الجزء العلوي من صدر القميص،2 على الأكمام اليمنى من القميص،3 على الجزء الخلفي أسفل القميص.4
- الرعاية الأخرى تشمل رعايات إستراتيجية تقنية تقديم خدمات مقابل إعلان النادي بشكل رسمي استقبال هذه الخدمة.
- أعلنت إدارة نادي الهلال بداية الموسم عن انتهاء شراكته مع أشمغة سيار الذي ظهر شعار سيار ذو اللون (البرتقالي أو أللون آخرى حسب لون الطقم) في منطقة أسفل الكتف الأيمن في قمصان كرة القدم بنادي الهلال، والذي انضم قبل عامين لشركاء الهلال الرئيسيين عن طريق حسابه الرسمى في 17 أغسطس 2021 إنهاء علاقتها التعاقدية مع شركة “سيار”، بعد مرور عامين على الشراكة، وذلك باتفاق الطرفين، من العقد الذي تم الاتفاق عليه لمدة لخمسة أعوام، كان أول عامين منها مُلزمين، فيما يتاح للطرفين خيار إنهاء الشراكة في الأعوام الثلاثة المتبقية، وهو الأمر الذي حدث بداية هذا الموسم.[77]

- أتم مجلس إدارة النادي برئاسة الأستاذ «فهد بن سعد بن نافل» إجراءات التوقيع مع "i-be"؛ لتكون بموجبه شريك ريادة الأعمال لنادي الهلال؛ وذلك لمدة «عامين»، ويتضمّن عقد الشراكة منح النادي شركة "i-be" خدمات الرعاية التسويقية، وإضافة النادي شريكًا مؤسسًا في جميع الشركات المدرجة والتي يتم تأسيسها وإطلاقها من خلال «حاضنة الأعمال».[78]
- أعلن حساب نادي الهلال 12 ديسمبر 2021 توقيع رئيس مجلس إدارة نادي الهلال الأستاذ فهد بن سعد بن نافل إجراءات عقد شراكة مع شركة فلاورد، الوجهة الأولى في مجال توصيل الورود والهدايا أونلاين في منطقة الشرق الأوسط والمملكة المتحدة؛ لتكون بموجبه الشريك الرئيسي لنادي الهلال؛ وذلك لمدة أربعة أعوام بدءًا من الموسم الرياضي 2021-2022 وستنال فلاورد بموجب الشراكة على العديد من الحقوق التجارية أبرزها ظهور شعار شركة فلاورد على كتف قمصان الهلال.[79]

- وقعت إدارة نادي الهلال عقد رعاية جديد الأربعاء 22 ديسمبر 2021 مع شركة «wolfhead» المهتمة بجانب التسويق وصناعة المحتوى، حيث ستصبح الشركة بموجب العقد الشريك التسويقي الإبداعي الرسمي للنادي لمدة عام.[80] يشار إلى بنود عقد الإتفاقية، خلت من ظهور شعار الشركة على أطقم النادي المختلفة.
- أبرم مجلس إدارة النادي الاربعاء 02 فبراير 2022 عقدا مع منصة «بلاي هيرا» لتصبح بموجبه الراعي الترفيهي الإلكتروني الرسمي لنادي الهلال، حيث وقع رئيس مجلس الإدارة الأستاذ فهد بن نافل عقد الرعاية الذي يمتد لمدة موسمين مع الرئيس التنفيذي لمنصة «بلاي هيرا» الأستاذ «نايف ملاعب» في مقر النادي، ويتضمن عقد الرعاية حصول بلاي هيرا» على حقوق استخدام شعار فريق الهلال للرياضات الإلكترونية، وإقامة البطولات الإلكترونية الخاصة بالنادي واكتشاف المواهب، وتنظيم مشاركة لاعبي الهلال للرياضات والألعاب الإلكترونية بمختلف المسابقات التي تقام داخل المنصة بالإضافة إلى تطوير المحتويات على المنصات الرقمية والتواصل الاجتماعي الخاصة بالرياضات الإلكترونية.[81]

- أبرم مجلس إدارة نادي الهلال، برئاسة فهد بن نافل، عقد رعاية مع شركة بيرين للمياه؛ حيث وقع مع الرئيس التنفيذي للشركة العقد في مقر النادي ويمتد العقد، يوم الجمعة 05 فبراير 2022 لمدة عام ونصف العام؛ حيث تنال بيرين بموجبه العديد من المميزات والحقوق التسويقية وتصبح بيرين بموجبه المياه الرسمية للنادي.

- وقعت شركة القدية للاستثمار في 20 فبراير 2022 اتفاقية شراكة إستراتيجية تاريخية مع نادي الهلال، لمدة عقدين تبدأ من عام 2022 إلى عام 2042 بقيمة 100 مليون ريال سنويًا مع إمكانية مراجعة بنود اتفاقية الشراكة كل 5 أعوام، وتعد هذه الشراكة الاستراتيجية الأكبر في تاريخ النادي العريق في المملكة.[82]

- أبرم مجلس إدارة نادي الهلال برئاسة الأستاذ «فهد بن سعد بن نافل» عقد رعاية مع تطبيق «المطار» للفنادق والطيران؛ لمدة سنة ونصف السنة بدءًا من تاريخه، مع الشريك المؤسس ونائب رئيس تطبيق المطار الأستاذ «فيصل الراجحي» مساء الأحد في تاريخ 17 أبريل 2022 في مقر النادي، وسط حضور أعضاء مجلس إدارة النادي الأستاذ «فيصل الغشيان»، والأستاذ «سلمان التويجري»، والأستاذ «سلطان آل الشيخ» الرئيس التنفيذي لشركة نادي الهلال الاستثمارية.[83][84]

- أبرم رئيس مجلس إدارة شركة نادي الهلال الاستثمارية رئيس مجلس إدارة نادي الهلال الأستاذ فهد بن سعد بن نافل مساء الجمعة 28 مايو 2022 مذكرة تفاهم مع الشريك المؤسس والرئيس التنفيذي لمنصة “عوائد” الأستاذ سلطان بن حسن غزنوي في إكسبو الرياض، وذلك وسط حضور عضو مجلس إدارة النادي والرئيس التنفيذي لشركة نادي الهلال الاستثمارية الأستاذ سلطان آل الشيخ، ورئيس مجلس إدارة شركة عوائد الأستاذ متعب القني وتهدف مذكرة التفاهم إلى التعاون الفعال في جميع الجوانب ذات الاهتمام المشترك ومجالات الاستثمار المختلفة، وتبادل المهارات والخبرات والمعرفة بين الطرفين، وتعزيز المكتسبات والتكامل بين الهلال وعوائد، بالإضافة إلى دراسة تأسيس صناديق استثمارية رياضية وعقارية مملوكة لشركة نادي الهلال.

- أعلنت إدارة نادي الهلال يوم السبت 04 يونيو 2022 توقيع عقد رعاية مع شركة «دخون الإماراتية»، لينضم إلى الشركات الراعية للنادي العاصمي، بعد أن تم الاتفاق بين الطرفين، حتى نهاية الموسم الرياضي المقبل 2022-2023.[85]

- أعلن نادي الهلال، عن توقيع عقد رعاية مع جورميه كافيه، لتكون راعي القهوة الرسمي للنادي حيث وقع فهد بن نافل رئيس النادي العقد مساء يوم الثلاثاء 14 يونيو 2022 وسينتد العقد حتى نهاية الموسم الرياضي المقبل 2022-2023.[86]

## إنتقالات الموسم

### فترة الإنتقالات الصيفية
- اعتمدت لجنة الاحتراف بالاتحاد السعودي لكرة القدم وأوضاع اللاعبين بداية فترة تسجيل اللاعبين الأولى (الصيفية) يوم الاحد 27 يونيو 2021 وتستمر حتى يوم الثلاثاء 31 أغسطس 2021.[87]

#### انتقال إلى الهلال
| تاريخ الإنتقال | المركز | الرقم. | اللاعب        | انتقال من نادي        | تكلفة | ملاحظات                                      | المصدر |
| -------------- | ------ | ------ | ------------- | --------------------- | ----- | -------------------------------------------- | ------ |
| 09 مايو 2021   | SS     | 17     | موسى ماريغا   | نادي بورتو البرتغالي  |       | صفقة انتقال حر لعقد يمتد ل 3 مواسم.          | [ 88 ] |
| 30 يونيو 2021  | CM     | 41     | ذعار العتيبي  | نادي أبها السعودي     |       | عودة لصفوف الفريق بعد صفقة اعارة لموسم واحد. |        |
| 30 يونيو 2021  | DF     | 35     | محمد الكنيدري | نادي العدالة السعودي  |       | عودة لصفوف الفريق بعد صفقة إعارة لموسم واحد. | [ 89 ] |
| 05 يوليو 2021  | GK     | 30     | محمد الواكد   | نادي القادسية السعودي |       | عودة لصفوف الفريق بعد صفقة إعارة لموسم واحد. |        |
| 06 أغسطس 2021  | RW     | 15     | ماتيوس بيريرا | وست بروميتش ألبيون    |       | صفقة انتقال لمدة 5 سنوات.                    |        |
| 07 أغسطس 2021  | LB     | 4      | خليفة الدوسري | نادي القادسية السعودي |       | صفقة انتقال لمدة 5 سنوات.                    | [ 90 ] |

#### انتقال من الهلال
| تاريخ الأنتقال | المركز | الرقم. | اللاعب             | انتقال إلى نادي      | تكلفة | ملاحظات                       | المصدر |
| -------------- | ------ | ------ | ------------------ | -------------------- | ----- | ----------------------------- | ------ |
| 02 يوليو 2021  | DM     | 33     | منصور البيشي       | نادي الرائد السعودي  |       | استمرار عقد إعارة لموسم       | [ 91 ] |
| 04 يوليو 2021  | DF     | 35     | محمد الكنيدري      | نادي أبها السعودي    |       | صفقة انتقال لمدة ثلاثة مواسم. | [ 92 ] |
| 15 يوليو 2021  | CM     | 41     | ذعار العتيبي       | نادي الحزم السعودي   |       | صفقة انتقال لمدة ثلاثة مواسم. |        |
| 17 أغسطس 2021  | CM     | 44     | حمد العبدان        | نادي الحزم السعودي   |       | صفقة اعارة لنهاية الموسم.     |        |
| 19 أغسطس 2021  | FM     | 9      | سيباستيان جيوفينكو |                      |       | انهاء العقد بمخالصة مالية.    |        |
| 25 أغسطس 2021  | RM     | 26     | فواز الطريس        | نادي الفيحاء السعودي |       | صفقة اعارة لنهاية الموسم.     |        |
| 31 أغسطس 2021  | MF     | 27     | هتان باهبري        | نادي الشباب السعودي  |       | صفقة انتقال لمدة ثلاثة مواسم. | [ 93 ] |
|                | DF     | 39     | نواف المفرج        | نادي جدة السعودي     |       | صفقة اعارة لنهاية الموسم.     | [ 94 ] |

### اللاعبين الأجانب في الفترة الصيفية
- حدد الاتحاد السعودي لكرة القدم عدد اللاعبين المحترفين الأجانب والمواليد اعتبارا من موسم 2020-21 عدد الأجانب في الدرجة الممتازة 7 لاعبين، وعدد المواليد لاعب واحد، بحيث لا يزيد عمر لاعب المواليد على 28 عاما - مواليد 1993. وفي الدرجة الأولى 4 لاعبين، وعدد المواليد لاعب واحد، بحيث لا يزيد عمر لاعب المواليد على 26 عاما - مواليد 1995. وفي الدرجة الثانية لاعبان أجنبيان لكل ناد وعدد المواليد لاعب واحد، بحيث لا يزيد عمر لاعب المواليد على 24 عاما - مواليد 1997، وأضاف الاتحاد السعودي باستثناء الأعمار المشار إليها للاعب المواليد المحترف المسجل مسبقا في ناديه ومستمر في نفس النادي قبل صدور القرار.[95]

| المحترف الأول | المحترف الثاني  | المحترف الثالث | المحترف الرابع | المحترف الخامس | المحترف السادس | المحترف السابع | لاعب مواليد |
| ------------- | --------------- | -------------- | -------------- | -------------- | -------------- | -------------- | ----------- |
| أندريه كاريو  | بافيتيمبي غوميز | جانغ هيون سو   | غوستافو كويلار | لوسيانو فييتو  | موسى ماريغا    | ماتيوس بيريرا  | لا يوجد     |

### فترة الإنتقالات الشتوية
- تنطلق فترة الشتوية لتسجيل اللاعبين المحترفين اعتبارًا من يوم الأحد 02 يناير 2022 وتستمر حتى يوم الأحد 30 يناير 2022.

#### انتقال إلى الهلال
| تاريخ الإنتقال | المركز | الرقم. | اللاعب            | انتقال من نادي         | تكلفة | ملاحظات                                       | المصدر  |
| -------------- | ------ | ------ | ----------------- | ---------------------- | ----- | --------------------------------------------- | ------- |
| 08 ديسمبر 2021 | RB     | 66     | سعود عبد الحميد   | نادي الاتحاد السعودي   |       | صفقة انتقال حر مدة 3 سنوات ونصف تمتد حتى 2025 | [ 96 ]  |
| 09 يناير 2022  | GK     | 21     | محمد العويس       | نادي الأهلي السعودي    |       | صفقة انتقال حر تمتد حتى 2025                  | [ 97 ]  |
| 09 يناير 2022  | LB     | 13     | عبد الرحمن العبيد | نادي النصر السعودي     |       | صفقة انتقال حر تمتد حتى 2025                  | [ 98 ]  |
| 22 يناير 2022  | DM     | 26     | عبد الإله المالكي | نادي الاتحاد السعودي   |       | صفقة انتقال حر تمتد حتى 2026.                 | [ 100 ] |
| 28 يناير 2022  | LW     | 96     | ميشائيل ديلغادو   | نادي فلامنغو البرازيلي |       | صفقة انتقال حر عقد مدة ثلاث سنوات.            | [ 104 ] |
| 29 يناير 2022  | FW     | 9      | أوديون إيغالو     | نادي الشباب السعودي    |       | صفقة انتقال تمتد لعام ونصف.                   |         |

#### انتقال من الهلال
| تاريخ الإنتقال | المركز | الرقم. | اللاعب            | انتقال إلى نادي      | تكلفة | ملاحظات                                                 | المصدر  |
| -------------- | ------ | ------ | ----------------- | -------------------- | ----- | ------------------------------------------------------- | ------- |
| 02 يناير 2022  | FW     | 34     | تركي المطيري      | نادي الخلود السعودي  |       | إعارة حتى نهاية الموسم.                                 | [ 106 ] |
| 13 يناير 2022  | RB     | 22     | أمير كردي         |                      |       | إنهاء العلاقة التعاقدية.                                | [ 107 ] |
| 22 يناير 2022  | LB     | 23     | مد الله العليان   | نادي الاتحاد السعودي |       | مقابل بيع المدة المتبقية من عقد سعود عبدالحميد والمالكي |         |
| 25 يناير 2022  | FW     | 18     | بافيتيمبي غوميز   |                      |       | إنهاء العلاقة التعاقدية.                                |         |
| 29 يناير 2022  | GK     | 30     | محمد الواكد       | نادي الجبلين السعودي |       | صفقة انتقال لنادي الجبلين.                              | [ 110 ] |
| 29 يناير 2022  | RM     | 10     | لوسيانو فييتو     | نادي الشباب السعودي  |       | صفقة إعارة ستة أشهر حتى نهاية الموسم.                   | [ 111 ] |
| 29 يناير 2022  | DM     | 46     | عبد الرحمن الدخيل | نادي الدرعية السعودي |       | صفقة إعارة لنادي الدرعية.                               | [ 112 ] |
| 30 يناير 2022  | DF     | 4      | خليفة الدوسري     | نادي الفتح السعودي   |       | صفقة إعارة لمدة ستة أشهر.                               | [ 113 ] |
| 30 يناير 2022  | GK     | 31     | حبيب الوطيان      | نادي الحزم السعودي   |       | صفقة إعارة لمدة ستة أشهر حتى نهاية الموسم.              | [ 114 ] |

### اللاعبين الأجانب في الفترة الشتوية
| المحترف الأول | المحترف الثاني | المحترف الثالث | المحترف الرابع | المحترف الخامس | المحترف السادس  | المحترف السابع | لاعب مواليد |
| ------------- | -------------- | -------------- | -------------- | -------------- | --------------- | -------------- | ----------- |
| أندريه كاريو  | جانغ هيون سو   | غوستافو كويلار | موسى ماريغا    | ماتيوس بيريرا  | ميشائيل ديلغادو | أوديون إيغالو  | لا يوجد     |

## تشكيلة الفريق
حسب لائحة الاحتراف وأوضاع اللاعبين وانتقالاتهم الفقرة الثامنة من المادة الحادية عشر: التزامات الأندية لا يزيد قيد عدد اللاعبين المحترفين في أندية الدرجة الممتازة عن (30) لاعب، تشكيلة الفريق وارقام اللاعبين تستخدم لتحديد وتمييز اللاعبين الموجودين في الملعب، حدد العمر الزمني بالاعتماد على الفرق بين تاريخ الولادة وتاريخ محدد حسب سنة الميلادية، وهو بداية الموسم الرياضي في تاريخ 14 أغسطس 2021.
| الرقم          | الاسم             | الجنسية        | المركز               | تاريخ الميلاد (العمر)         | الملاحظات                                                    |
| حراس المرمى    | حراس المرمى       | حراس المرمى    | حراس المرمى          | حراس المرمى                   | حراس المرمى                                                  |
| -------------- | ----------------- | -------------- | -------------------- | ----------------------------- | ------------------------------------------------------------ |
| 1              | عبد الله المعيوف  | السعودية       | الحارس الأساسي       | 23 يناير 1987 (العمر 34 سنة)  |                                                              |
| 21             | محمد العويس       | السعودية       | الحارس الأساسي       | 10 أكتوبر 1991 (العمر 29 سنة) | انتقال إلى نادي الهلال خلال فترة الانتقالات الشتوية          |
| 31             | حبيب الوطيان      | السعودية       | حارس المرمى الثاني   | 08 أغسطس 1996 (العمر 25 سنة)  | إعارة من نادي الهلال خلال فترة الانتقالات الشتوية            |
| 33             | عبد الله الجدعاني | السعودية       | حارس المرمى الثاني   | 06 مارس 1991 (العمر 30 سنة)   |                                                              |
| 30             | محمد الواكد       | السعودية       | حارس المرمى الرابع   | 31 ديسمبر 1991 (العمر 29 سنة) | انتقال من نادي الهلال خلال فترة الانتقالات الشتوية           |
| المدافعون      |                   |                |                      |                               |                                                              |
| 20             | جانغ هيون سو      | كوريا الجنوبية | قلب دفاع             | 28 سبتمبر 1991 (العمر 29 سنة) | تجديد عقد جانغ هيون سو نهاية الموسم حتى 2023.                |
| 5              | علي البليهي       | السعودية       | قلب دفاع             | 21 نوفمبر 1989 (العمر 31 سنة) |                                                              |
| 70             | محمد جحفلي        | السعودية       | قلب دفاع             | 24 أكتوبر 1990 (العمر 30 سنة) |                                                              |
| 2              | محمد البريك       | السعودية       | ظهير أيمن            | 15 سبتمبر 1992 (العمر 28 سنة) | تمديد عقد محمد البريك حتى 2025                               |
| 22             | أمير كردي         | السعودية       | ظهير أيمن            | 11 سبتمبر 1991 (العمر 29 سنة) | إنهاء العلاقة التعاقدية بالتراضي في فترة الانتقالات الشتوية. |
| 12             | ياسر الشهراني     | السعودية       | ظهير أيمن / أيسر     | 25 مايو 1992 (العمر 29 سنة)   |                                                              |
| 23             | مد الله العليان   | السعودية       | ظهير أيسر            | 25 أغسطس 1994 (العمر 26 سنة)  | إنتقل من نادي الهلال خلال فترة الانتقالات الشتوية            |
| 88             | حمد اليامي        | السعودية       | ظهير أيمن            | 17 مايو 1999 (العمر 22 سنة)   |                                                              |
| 4              | خليفة الدوسري     | السعودية       | ظهير أيمن            | 02 يناير 1999 (العمر 22 سنة)  | إعارة من نادي الهلال خلال فترة الانتقالات الشتوية            |
| 66             | سعود عبد الحميد   | السعودية       | ظهير أيمن            | 18 يوليو 1999 (العمر 22 سنة)  | انتقال إلى نادي الهلال خلال فترة الانتقالات الشتوية.         |
| 13             | عبد الرحمن العبيد | السعودية       | ظهير أيسر            | 30 أبريل 1993 (العمر 28 سنة)  | انتقال إلى نادي الهلال خلال فترة الانتقالات الشتوية.         |
| لاعبي خط الوسط |                   |                |                      |                               |                                                              |
| 8              | عبدالله عطيف      | السعودية       | محور / وسط           | 03 أغسطس 1992 (العمر 29 سنة)  |                                                              |
| 28             | محمد كنو          | السعودية       | محور دفاعي           | 22 سبتمبر 1994 (العمر 26 سنة) | تجديد عقد محمد كنو حتى 2025.                                 |
| 6              | غوستافو كويلار    | كولومبيا       | محور / وسط           | 14 أكتوبر 1992 (العمر 28 سنة) |                                                              |
| 26             | عبد الإله المالكي | السعودية       | وسط                  | 11 أكتوبر 1994 (العمر 26 سنة) | انتقال إلى نادي الهلال خلال فترة الانتقالات الشتوية.         |
| 7              | سلمان الفرج       | السعودية       | وسط                  | 01 أغسطس 1989 (العمر 32 سنة)  |                                                              |
| 16             | ناصر الدوسري      | السعودية       | وسط                  | 19 ديسمبر 1998 (العمر 22 سنة) |                                                              |
| 29             | سالم الدوسري      | السعودية       | وسط أيمن / جناح أيمن | 19 أغسطس 1991 (العمر 29 سنة)  | تجديد عقد سالم الدوسري حتى 2025.                             |
| 19             | أندريه كاريو      | بيرو           | جناح أيمن / أيسر     | 14 يونيو 1991 (العمر 30 سنة)  |                                                              |
| 10             | لوسيانو فييتو     | الأرجنتين      | جناح أيمن / أيسر     | 05 ديسمبر 1993 (العمر 27 سنة) | إعارة من نادي الهلال خلال فترة الانتقالات الشتوية            |
| 15             | ماتيوس بيريرا     | البرازيل       | جناح أيمن / أيسر     | 05 مايو 1996 (العمر 25 سنة)   |                                                              |
| 96             | ميشائيل ديلغادو   | البرازيل       | جناح أيسر            | 12 مارس 1996 (العمر 25 سنة)   | انتقال إلى نادي الهلال خلال فترة الانتقالات الشتوية.         |
| المهاجمين      |                   |                |                      |                               |                                                              |
| 17             | موسى ماريغا       | مالي           | مهاجم                | 14 أبريل 1991 (العمر 30 سنة)  |                                                              |
| 18             | بافيتيمبي غوميز   | فرنسا          | مهاجم                | 06 أغسطس 1985 (العمر 36 سنة)  | إنهاء العلاقة التعاقدية بالتراضي في فترة الانتقالات الشتوية. |
| 11             | صالح الشهري       | السعودية       | مهاجم                | 01 نوفمبر 1993 (العمر 27 سنة) |                                                              |
| 14             | عبد الله الحمدان  | السعودية       | مهاجم                | 12 سبتمبر 1999 (العمر 21 سنة) |                                                              |
| 9              | أوديون إيغالو     | نيجيريا        | مهاجم                | 16 يونيو 1989 (العمر 32 سنة)  | انتقل إلى الفريق في فترة الانتقالات الشتوية.                 |

## المباريات الودية
| مباراة ودية 11 يوليو 2021 | الهلال                            | 2 - 3  | التعاون                                                                  | الرياض                                         |
| 19:30 (ت ع م+03:00) | موسى ماريغا 39' · حمد العبدان 60' | Report | 55' يعقوب الحسن · 63' (ركلة.) ساندرو مانويل · 67' (ركلة.) محمد أبو سبعان | الملعب: ملعب الأمير تركي بن سلطان بنادي الهلال |
| ملاحظة: مباراة ودية على ملعب الأمير تركي بن سلطان في مقر النادي عند الساعة (7:30) مساء، وتقرر أن تكون مدة كل شوط في ودية الغد 35 دقيقة. |                                   |        |                                                                          |                                                |

| مباراة ودية 07 أغسطس 2021                                   | الهلال                                       | 3 - 2     | الفيصلي   | الرياض                         |
| 20:00 (ت ع م+03:00)                                         | أندريه كاريو · بافيتيمبي غوميز · صالح الشهري | [ Report] | هدف · هدف | الملعب: استاد الملك فهد الدولي |
| ملاحظة: مباراة مغلقة غير منقولة بطلب من إدارة نادي الفيصلي. |                                              |           |           |                                |

| مباراة ودية 16 أغسطس 2021 | الهلال          | 1 - 1  | الدرعية | الرياض                                         |
| 19:30 (ت ع م+03:00) | عبدالله الحمدان | Report | هوساوي  | الملعب: ملعب الأمير تركي بن سلطان بنادي الهلال |
| ملاحظة: مباراة ودية مغلقة على ملعب الأمير تركي بن سلطان في مقر النادي، أول مباراة يشارك فيها المحترف البرازيلي ماثيوس بيريرا مع الفريق. |                 |        |         |                                                |

| مباراة ودية 04 سبتمبر 2021                 | الهلال                                | 2 - 0  | الكويت | الرياض                         |
| 20:00 (ت ع م+03:00)                        | متعب المفرج 11' · عبد الله رديف 5+90' | Report |        | الملعب: استاد الملك فهد الدولي |
| ملاحظة: بدون حضور جماهيري أو نقل تلفزيوني. |                                       |        |        |                                |

| مباراة ودية 09 أكتوبر 2021     | الهلال                                                  | 3 - 2     | التعاون                             | الرياض                                         |
| 18:30 (ت ع م+03:00)            | غوميز 41' (ركلة.) · مصعب الجوير 47' · لوسيانو فييتو 70' | [ Report] | 27' حسن العمري · 49' محمد أبو سبعان | الملعب: ملعب الأمير تركي بن سلطان بنادي الهلال |
| ملاحظة: مباراة ودية غير منقولة |                                                         |           |                                     |                                                |

| مباراة ودية 15 نوفمبر 2021 | الهلال                                     | 4 - 0  | الطائي     | الرياض                          |
| 17:45 (ت ع م+03:00)        | موسى ماريغا · حمد اليامي · عبدالله الحمدان | Report | (هدف ذاتي) | الملعب: ملعب الأمير فيصل بن فهد |

| مباراة ودية 30 يناير 2022 | الهلال                                      | 3 - 2  | الفتح                      | الرياض                   |
| 18:20 (ت ع م+03:00) | خليفة الدوسري · أوديون إيغالو · موسى ماريغا | Report | محمد السعيد · أحمد الجعيدي | الملعب: ملعب نادي الهلال |
| ملاحظة: أول هدف للنيجيري إيجالو هداف النسخة الحالية من الدوري، بالقميص الأزرق، بعد يوم من انتقاله إلى صفوفه قادماً من الشباب. |                                             |        |                            |                          |

| مباراة ودية 10 يوليو 2022 | الهلال                      | 3 - 2  | الاتفاق                        | الرياض                                         |
| 19:15 (ت ع م+03:00) | محمد القحطاني · موسى ماريغا | Report | 9' سعد السلولي · 54' فيليب كيش | الملعب: ملعب الأمير تركي بن سلطان بنادي الهلال |
| ملاحظة: تشكيلة نادي الهلال الودية في مواجهة "الاتفاق" بعد الجولة 28 • - قائمة الفريق الأساسية: حارس المرمى: · عبدالله المعيوف · خط الدفاع: · عبدالرحمن العبيد • محمد جحفلي • محمد الخيبري • بندر وحيشي · خط الوسط: · ميشائيل ديلغادو • غوستاقو كويلار • مصعب الجوير • ناصر الهدهود • محمد القحطاني · خط الهجوم: · موسى ماريغا - قائمة الفريق على مقاعد البدلاء: حارس المرمى: · عبدالله الجدعاني · خط الدفاع: · معاذ فقيهي · خط الوسط: · سعد الناصر • سلطان الروقي · خط الهجوم: · تركي المطيريالمدير الفني · رامون دياز |                             |        |                                |                                                |

| مباراة ودية 17 يونيو 2022 | الهلال                        | 4 - 3  | الشباب                       | الرياض                          |
| 19:20 (ت ع م+03:00) | ميشائيل ديلغادو · موسى ماريغا | Report | هتان باهبري · عبدالله الجوعي | الملعب: ملعب الأمير فيصل بن فهد |
| ملاحظة: الهلال يواجه الشباب وديًا مساء الجمعة بتاريخ 17 يونيو 2022 فترة توقف الدوري بعد الجولة الثامنة والعشرين من دوري كأس الأمير محمد بن سلمان. بدأ رامون دياز اللقاء بكل من: عبد الله المعيوف، ياسر الشهراني، محمد جحفلي، علي آل بليهي، ناصر الدوسري، جوستافو كويلار، أندري كاريلو، سالم الدوسري، ميشائيل ديلغادو، موسى ماريغا وأوديون إيغالو وأشرك "دياز" في أوقات متفرقة من الشوط الثاني محمد العويس، عبدالله عطيف، ناصر الهدهود، سعد الناصر، عبدالرحمن العبيد، محمد القحطاني، بندر وحيشي، محمد الخيبري، مصعب الجوير وعبدالله الحمدان، وهذا اللقاء الودي الثاني الذي لعبه الهلال خلال فترة التوقف الحالية لمنافسات الدوري، وذلك بعد أن لعب لقاء تجريبيًّا يوم الجمعة الماضية أمام الاتفاق، تمكن من الفوز فيه بثلاثة أهداف مقابل هدفين. وأيضًا هو اللقاء الودي الثاني للشباب؛ إذ سبق أن تقابل مع الفتح يوم السبت الماضي، وخسر بثلاثية نظيفة. |                               |        |                              |                                 |

## معسكر النمسا التحضيري

### معسكر الإعدادي الخارجي قبل الموسم
| \| \| GK عبد الله المعيوف \| DM محمد كنو \| \| \| GK عبد الله الجدعاني \| CM مصعب الجوير \| \| \| GK حبيب الوطيان \| LM سعد الناصر \| \| \| GK محمد الواكد \| CM حمد العبدان \| \| \| RB أمير كردي \| RM محمد القحطاني \| \| \| RB محمد البريك \| RM فواز الطريس \| \| \| DF محمد الخيبري \| RM هتان باهبري \| \| \| DF محمد جحفلي \| AM سيباستيان جيوفينكو \| \| \| DF علي البليهي \| LW لوسيانو فييتو \| \| \| DF متعب المفرج \| FW صالح الشهري \| \| \| DF جانغ هيون سو \| FW موسى ماريغا \| \| \| RB مد الله العليان \| FW تركي المطيري \| \| \| LB نواف المفرج \| FW بافيتيمبي غوميز \| \| \| DM عبد الله عطيف \| \| \| \| DM ناصر الدوسري \| \| \| \| FW عبد الله رديف \| (التحق في 15 يوليو 2021) \| \| \| DM غوستافو كويلار \| (التحق في 27 يوليو 2021) \| \| \| RW أندريه كاريو \| (التحق في 27 يوليو 2021) \| |                      |                          |
| | GK عبد الله المعيوف  | DM محمد كنو              |
| | GK عبد الله الجدعاني | CM مصعب الجوير           |
| | GK حبيب الوطيان      | LM سعد الناصر            |
| | GK محمد الواكد       | CM حمد العبدان           |
| | RB أمير كردي         | RM محمد القحطاني         |
| | RB محمد البريك       | RM فواز الطريس           |
| | DF محمد الخيبري      | RM هتان باهبري           |
| | DF محمد جحفلي        | AM سيباستيان جيوفينكو    |
| | DF علي البليهي       | LW لوسيانو فييتو         |
| | DF متعب المفرج       | FW صالح الشهري           |
| | DF جانغ هيون سو      | FW موسى ماريغا           |
| | RB مد الله العليان   | FW تركي المطيري          |
| | LB نواف المفرج       | FW بافيتيمبي غوميز       |
| | DM عبد الله عطيف     |                          |
| | DM ناصر الدوسري      |                          |
| | FW عبد الله رديف     | (التحق في 15 يوليو 2021) |
| | DM غوستافو كويلار    | (التحق في 27 يوليو 2021) |
| | RW أندريه كاريو      | (التحق في 27 يوليو 2021) |

وصلت بعثة الفريق الأول لكرة القدم للجهاز الفني والإداري واللاعبين لنادي الهلال فجر يوم الأحد 01 يوليو 2021 إلى النمسا وذلك لإقامة معسكر تحضيري استعداداً للموسم الرياضي،
أعلن مدير الجهاز الفني للفريق الأول لكرة القدم بنادي الهلال البرتغالي ليوناردو جارديم، قائمته المختارة للمشاركة في المعسكر الخارجي للموسم الرياضي الجديد 2021-22، ونشر الحساب الرسمي لنادي الهلال على منصة التواصل الاجتماعي «تويتر» والتي جاء في مقدمتهم لاعبي الفريق الأول الذي شهد غياب 5 لاعبين من الهلال السعودي، خلال المعسكر الإعدادي للفريق في النمسا بسبب مشاركتهم مع المنتخب السعودي الأولمبي، وهم سالم الدوسري، سلمان الفرج، ياسر الشهراني، عبد الله الحمدان وحمد اليامي.
وعليه ضمت قائمة فريق الهلال المغادرة إلى معسكر النمسا 28 لاعباً مبدئياً تواجد من الفريق الأول عدد 22 لاعباً وهم
عبد الله المعيوف، عبد الله الجدعاني، حبيب الوطيان، محمد الواكد، أمير كردي، محمد البريك، محمد جحفلي، علي البليهي، متعب المفرج، جانغ هيو سو، مدالله العليان، عبد الله عطيف، ناصر الدوسري، محمد كنو، حمد العبدان، فواز الطريس، هتان باهبري، سباستيان جيوفينكو، لوسيانو فييتو، صالح الشهري، موسى ماريغا، بافتيمبي غوميز وتواجد عدد 7 لاعبين من فريق الشباب وهم محمد الخيبري، نواف المفرج، مصعب الجوير، محمد القحطاني، سعد الناصر، تركي المطيري، على أن يلتحق لمعسكر الفريق اللاعب الشاب عبد الله رديف يوم 15 يوليو 2021 بعد الراحة التي منحت له عقب فراغه من مشاركة المنتخب السعودي تحت 20 عامًا في كأس العرب للشباب التي اختتمت مؤخرا في القاهرة، وتوج الأخضر بطلا بها. فيما يلتحق الثنائي غوستافو كويلار وآندريه كاريلو يوم 27 من شهر يوليو لمعسكر الفريق بعد انتهاء مشاركتهم من بطولة كوبا أمريكا 2021.
أعلن نادي الهلال السعودي في 14 يوليو 2021 عبر حسابه الرسمي على منصة التواصل الاجتماعي «تويتر» بدوره التحق بالمعسكر المعد الفني البرتغالي نونو فيليب بعد انضمامه إلى الطاقم الفني للفريق، ميدانيا وواصل الزعيم تدريباته في معسكره التحضيري على فترتين صباحية ومسائية، كان من المقرر ان تبدء سلسلة مباريات فريق الهلال الكروي الودية في معسكره المقام في سالزبورغ بالنمسا، يوم الأحد 18 يوليو 2012، بأن يلاقي فريق بنزغاو النمساوي الذي يلعب في الدوري سالزبورغ الإقليمي هو قسم من الدرجة الثالثة لكرة القدم النمساوية على ملعب بيشوفشوفن، لكن تم إلغاء ودية الهلال وبينزغاو؛ في ذلك اليوم بسبب الأحوال الجوية، واجرى بدلاً منها مرانًا اعتياديًا؛ فيما لعب مباراته الثانية يوم الخميس 22 يوليو 2021 أمام فريق زيليزنيكار بانسيفو الصربي الذي يلعب في دوري الدرجة الأولى في ملعب سيبودين، والتي انتهت بانتصار نادي الهلال حيث شارك المدير الفني البرتغالي جارديم في بداية اللقاء بكل من، حبيب الوطيان وأمير كردي ومتعب المفرج ومحمد خيبري ونواف المفرج وقائد الفريق محمد جحفلي وناصر الدوسري وحمد العبدان وڤييتو وعبد الله رديف وموسى ماريغا وانتهى الشوط الأول بهدف لكل فريق سجل للهلال المحترف الأرجنتيني لوسيانو ڤييتو، وفي الشوط الثاني قام جارديم ببعض التغييرات حيث أشرك عطيف وكنو وجيوفينكو وصالح الشهري والجدعاني ومدالله العليان والبريك والبليهي وجانغ وهتان باهبري لتنتهي المواجهة الأولى بفوز هلالي بثلاثة أهداف مقابل هدف، جاءت الأهداف الثلاثة عن طريق المحترف ڤييتو وصالح الشهري هدفين، وخلال مجريات المباراة تعرض اللاعب محمد القحطاني لإصابة في مفصل القدم أثناء اللقاء الودي حرمته من إكمال المباراة. فيما انتهت المباراة الثالثة يوم الأحد 25 من يوليو بتغلب الهلال على نظيره «إليريا ليوبليانا السلوفيني» من الدرجة الثالثة من الدوري السلوفيني لكرة القدم بثلاثة أهداف نظيفة، في اللقاء الودي الثاني الذي خاضه الفريق، حيث أحرز أهداف الهلال الثلاثي «محمد كنو، صالح الشهري وموسى ماريغا». وابتدء جارديم المباراة، بتشكيلة مكونة من حارس المرمى عبد الله المعيوف، محمد البريك، علي آل البليهي، جانغ هيون سو، ناصر الدوسري، محمد جحفلي، عبد الله عطيف، حمد العبدان، هتان باهبري، موسى ماريغا، بافيتيمبي غوميز.
وفي الشوط الثاني، أشرك المدرب كلا من محمد الواكد ومحمد كنو ومتعب المفرج ولوسيانو فييتو وصالح الشهري وتركي المطيري وعبد الله رديف ومصعب الجوير وأمير كردي وفواز الطريس ومحمد الخيبري ومدالله العليان. وبانتهاء المباراة منح جارديم جميع أعضاء فريق الهلال راحة ليوم واحد ، وعودت فريق تدريباته على فترتين صباحية ومسائية في 27 يوليو 2021 هو نفس اليوم الذي شهد وصل المحترف البيروفي أندريه كاريلو لمعسكر الفريق في وقت مبكر ليشارك في تدريبات الفريق الصباحية والمسائية، فيما وصل في وقت متأخر مساء اليوم نفسه المحترف الكولومبي غوستافو كويلار حيث لم يلتحق بتدريبات الفريق.
كنت المباراة المقبلة ومقرر إقامتها يوم 30 يوليو 2021 مبدئياً باللعب أمام فريق إيبار الإسباني ولكن هذا الاتفاق لم يتم وعليه تم الاتفاق مع نادي هيرتا برلين الألماني لتكون المباراة الودية الثالثة للفريق خلال المعسكر تم الاتفاق على ان تكون مدة اللقاء من 80 دقيقة مقسمة لشوطين كل شوط من 40 دقيقة، بدأت المباراة متأخرة 50 دقيقة حيث علق فريق الهلال في ازدحام مروري ، دخل نادي هرتا برلين المباراة بتشكيلة من اللاعبين الجدد باستثناء حارس المرمى نيلس كوربر وماكسيميليان ميتلشتيت وديوفيزيو زيفويك ، لم يرشح مدرب هيرتا سوى المحترفين الشباب ولاعبين الشباب تحت 23 سنة. لخوض المباراة والتي انتهت بنتيجة (3-2) لصالح نادي هيرتا برلين، سجل أولاً هدف التقدم عن طريق ماريغا لصالح الهلال عند الدقيقة السادسة، قبل أن يرد الفريق الألماني ويعدل النتيجة سريعاً، بعد ذلك قلب الفريق الألماني الطاولة وأحرز الهدف الثاني قبل نهاية الشوط الأول وعزز تقدمه في شوط المباراة الثاني بمرتدة سريعة من الجهة اليسرى، وقبل نهاية اللقاء قلص غوميز النتيجة وسجل هدف الهلال الثاني بعرضية من ناصر الدوسري، بدأ جارديم المباراة بتشكيلة مكونة من عبد الله المعيوف، علي البليهي، جانغ هيون سو، محمد البريك، ناصر الدوسري، عبد الله عطيف، محمد كنو، أندري كاريو، فييتو، ماريغا، صالح الشهري.
وأجرى عدة تبديلات خلال سير المباراة بدخول غوميز وهتان، كويلار والواكد.
من جهة أخرى تقرر أن يلعب الفريق مباراته الودية الأخيرة يوم السبت الموافق 31 يوليو 2021 أمام نادي رد بول لايبزيغ الألماني في مدينة غروديغ وانتهت بفوز نادي الألماني بهدف دون رد، في مباراة مغلقة مدتها 60 دقيقة مقسومة على شوطين
دخل المدرب ليوناردو جارديم اللقاء بتشكيل جله من اللاعبين البدلاء ولعب في حراسة المرمى حبيب الوطيان وأمامه في الدفاع أمير كردي ومتعب المفرج ومحمد جحفلي ومدالله العليان ومعهم في الوسط هتان باهبري وغوستافو كويلار وفواز الطريس ومصعب الجوير وفي الهجوم الثنائي بافيتيمبي غوميز وعبد الله رديف، وبذلك اختتم النادي معسكره الاعدادي وغادرت بعثة الفريق عائدة إلى العاصمة الرياض يوم الأحد 01 أغسطس 2021.

### مباريات ودية خلال المعسكر
| مباراة ودية 18 يوليو 2021 | الهلال | ألغيت     | بينزغاو سالفلدن | بيشوفسهوفن              |
| 16:00 (ت ع م+03:00)       |        | [ Report] |                 | الملعب: ملعب بيشوفسهوفن |

| مباراة ودية 22 يوليو 2021 | الهلال                                                                                | 3 - 1  | زيليزنيكار بانشيفو                           | ملعب سيبودين |
| 18:30 (ت ع م+03:00)       | لوسيانو فييتو 33' · نواف المفرج 45' · صالح الشهري 69' (ركلة.) 70' · محمد القحطاني 75' | Report | 16' بريدراغ سيكيميتش · 73' جوردان يوفانوفيتش |              |

| مباراة ودية 25 يوليو 2021 | الهلال                                                             | 3 - 0  | إليريا ليوبليانا | ملعب غيموند |
| (ت ع م+03:00)             | علي البليهي 21' · محمد كنو 60' · صالح الشهري 65' · موسى ماريغا 70' | Report |                  |             |

| مباراة ودية 30 يوليو 2021 | الهلال                                                | 2 - 3  | هيرتا برلين                                                                                   | بروك آن دير غروسغلوكنر                        |
| 20:00 (ت ع م+03:00)       | موسى ماريغا 7' · محمد جحفلي 55' · بافيتيمبي غوميز 78' | Report | 9' ميشيلبرينك · 16' ديوفيزيو زيفويك · 20' ميتلشتيت · 53' دينيس جاسترزيمسكي · 58' تيمور جايريت | الملعب: ملعب شلوسبادرينا الحكم: رامز بيجوفيتش |

| مباراة ودية 31 يوليو 2021 | الهلال | 0 - 1  | آر بي لايبزيغ              | غروديغ |
| (ت ع م+03:00)             |        | Report | 41' (ركلة.) ايميل فورسبيرغ |        |

## مشاركات لاعبي الهلال في المنتخب السعودي

### المنتخب السعودي الأولمبي
ضم مدرب المنتخب السعودي الأولمبي لكرة القدم سعد الشهري إلى قائمة المنتخب الأولمبي السعودي ثلاثة لاعبين فوق العمر الأولمبي من أجل الاستفادة منهم في البطولة من صفوف المنتخب السعودي الأول لكرة القدم، من لاعبي الهلال السعودي وهم سلمان الفرج قائد المنتخب وسالم الدوسري وياسر الشهراني، بالإضافة إلى الظهير الأيمن حمد اليامي المنضم حديثا إلى نادي الهلال والمهاجم الشاب عبد الله الحمدان ضمن قائمة المنتخب الأولمبي الوطني تحت 23 عاماً وبذلك يصل عدد لاعبي الهلال المتواجدين في قائمة المنتخب إلى 5 لاعبين، للمشاركة في المجموعة الرابعة إلى جانب البرازيل وألمانيا وساحل العاج في دورة الألعاب الأولمبية طوكيو 2020، التي انطلقت يوم 22 من الشهر يوليو 2021.

#### المنتخب السعودي الأولمبي في أولمبياد طوكيو 2021
| فريق                     | الحدث           | مرحلة المجموعات                                                 | مرحلة المجموعات                                                              | مرحلة المجموعات                                                 | النتائج                              | النتائج                                | النتائج                  | النتائج |
| فريق                     | الحدث           | المباراة الأولى المشاركين                                       | المباراة الثانية المشاركين                                                   | المباراة الثالثة المشاركين                                      | المباراة الأولى                      | المباراة الثانية                       | المباراة الثالثة         |         |
| ------------------------ | --------------- | --------------------------------------------------------------- | ---------------------------------------------------------------------------- | --------------------------------------------------------------- | ------------------------------------ | -------------------------------------- | ------------------------ | ------- |
| المنتخب السعودي الأولمبي | بطولة كرة القدم | ساحل العاج                                                      | ألمانيا                                                                      | البرازيل                                                        | 1 - 2                                | 3 - 2                                  | 3 - 1                    |         |
| المنتخب السعودي الأولمبي | بطولة كرة القدم | • ياسر الشهراني • سلمان الفرج • سالم الدوسري • عبد الله الحمدان | • حمد اليامي • ياسر الشهراني • سلمان الفرج • سالم الدوسري • عبد الله الحمدان | • ياسر الشهراني • سلمان الفرج • سالم الدوسري • عبد الله الحمدان | سالم 44' · الحمدان '63 · الفرج 7+90' | الفرج '86 · اليامي 86' · الحمدان 4+90' | الشهراني 29' · الفرج '89 |         |

### المنتخب السعودي الأول

#### أيام الفيفا الدولية
وافق مكتب مجلس فيفا بالإجماع على مجموعة من التغييرات الإضافية على جداول المباريات الدولية للرجال والسيدات استجابةً للاضطراب العالمي الناجم عن جائحة كوفيد-19، في معظم أنحاء العالم، تأتي هذه التغييرات بعد عملية تشاور شاملة مع الاتحادات والجهات المعنية بكرة القدم. تقويم المباريات الدولية والذي يمتد حتى شهر ديسمبر 2024، هذا هو الموسم الذي تريد فيه الأندية الكبرى في أوروبا إجراء تعديل في دوري الأبطال وزيادة عدد المباريات المسابقة. بسبب جائحة كوفيد-19 أعلن فيفا في 12 أغسطس 2020 أن المباريات التأهيلية المقرر عقدها في الأصل لعام 2020 قد تم نقلها إلى 2021، وفي 11 نوفمبر 2020 أعلنت لجنة مسابقات الاتحاد الآسيوي أيضًا أن الجولة الأخيرة من البطولة ستبدأ التصفيات الآسيوية في سبتمبر 2021 وتنتهي بحلول مارس 2022.

##### أيام الفيفا الدولية للرجال عام 2021
يشهد الدور الأول من دوري كأس الأمير محمد بن سلمان للمحترفين ثلاثة توقفات لمدة 27 يوم خلال الدور الأول نظرا لتأهل المنتخب السعودي إلى المرحلة الثالثة ضمن منافسات التصفيات المزدوجة المؤهلة لمونديال 2022 ونهائيات كأس آسيا 2023. خلال أيام (فيفا) التي فرضتها أنظمة الاتحاد الدولي لكرة القدم على المنتخبات المشاركة في التصفيات.أسفرت قرعة التصفيات الآسيوية النهائية المؤهلة إلى نهائيات كأس العالم 2022 التي أقيمت في 1 يوليو 2021 الساعة 15:00 بتوقيت جرينتش (UTC + 8)، في كوالالمبور، ماليزيا، عن تواجد المنتخب السعودي الأول لكرة القدم في المجموعة الثانية، وتواجد المنتخب السعودي الأول لكرة القدم في المجموعة التي تضم منتخبات، اليابان، عمان، أستراليا، الصين وفيتنام.
أعلن الفرنسي هيرفي رينارد مدرب منتخب السعودية، في 23 أغسطس 2021 قائمة الفريق المنتخب السعودي المختارة لمباراتي فيتنام وعمان، في الدور النهائي من التصفيات الآسيوية المؤهلة إلى مونديال قطر 2022 واختار المدير الفني رينارد 25 لاعباً لمباراتي فيتنام وعمان، وضمت القائمة من لاعب الهلال عدد 9 لاعببين وهم:
في خانة الدفاع علي البليهي، محمد البريك وياسر الشهراني ومن الوسط عبد الله عطيف، محمد كنو، سلمان الفرج، سالم الدوسري، وانفرد المنتخب في خط الهجوم بلاعبي نادي الهلال السعودي وهم صالح الشهري، وعبد الله الحمدان.
أعلن الفرنسي هارفي رينارد، مدرب المنتخب السعودي الثلاثاء 28 سبتمبر 2021، قائمة الأخضر لمواجهتي اليابان والصين في المقرة في 7 أكتوبر ويوم 12 أكتوبر 2021، ضمن التصفيات المؤهلة إلى مونديال 2022.
واختار القائمة 25 لاعباً وضمت القائمة من لاعب الهلال عدد 6 لاعبين هم ياسر الشهراني وعلي البليهي في خط الوسط ناصر الدوسري ومحمد كنو وسلمان الفرج وخط الهجوم صالح الشهري
واستبعد من آخر قائمة أمام فيتنام وعمان رباعي الهلال محمد البريك وعبد الله عطيف وسالم الدوسري.
في 02 نوفمبر 2021 أعلن ⁦هارفي رينارد، مدرب المنتخب السعودي قائمة 28 لاعبًا المنتخب الوطني، استعدادًا لمباراتي أستراليا وفيتنام ضمن التصفيات النهائية المؤهلة لكأس العالم 2022، وضمن القائمة من لاعبي نادي الهلال محمد البريك وياسر الشهراني وعلي البليهي في خط الوسط ناصر الدوسري ومحمد كنو وسلمان الفرج وسالم الدوسري وخط الهجوم صالح الشهري، فيما شهدت القائمة استبعاد ثلاثة لاعبين من
المنتخب أحدهم لاعب الهلال الظهير ياسر الشهراني بسبب الإصابة

| الفترة الأولى (توقف مسابقة الدوري بعد الجولة الثالثة) تصفيات مؤهلة لكأس العالم 2022     | 30 أغسطس 2021  | 07 سبتمبر 2021 | 9 أيام | 1. فيتنام · (02 سبتمبر 2021) · استاد جامعة الملك سعود، الرياض 2. عمان · (07 سبتمبر 2021) · مجمع السلطان قابوس الرياضي، مسقط         | 1. علي البليهي 90' 2. ياسر الشهراني 67' 82' 3. محمد البريك 82' 4. عبدالله عطيف 18' () 5. محمد كنو 18' 6. سلمان الفرج 7. سالم الدوسري 55' (ركلة.) 8. عبدالله الحمدان 90' 9. صالح الشهري 80' (ركلة.) 90' | 1. علي البليهي 5+90' 2. ياسر الشهراني 3. محمد كنو 4. سلمان الفرج 5. سالم الدوسري 6. صالح الشهري 42' 80'                         |
| الفترة الثانية (توقف مسابقة الدوري بعد الجولة السابعة) تصفيات مؤهلة لكأس العالم 2022    | 04 أكتوبر 2021 | 12 أكتوبر 2021 | 9 أيام | 1. اليابان · (07 أكتوبر 2021) · مدينة الملك عبد الله الرياضية، جدة 2. الصين · (12 أكتوبر 2021) · مدينة الملك عبد الله الرياضية، جدة | 1. علي البليهي 3+90' 2. ياسر الشهراني 3. ناصر الدوسري 86' 4. محمد كنو 5. سلمان الفرج 3+90' 6. صالح الشهري 64'                                                                                          | 1. علي البليهي 76' 2. ياسر الشهراني 3. محمد كنو 4. سلمان الفرج 5. صالح الشهري 69'                                               |
| الفترة الثالثة (توقف مسابقة الدوري بعد الجولة الحادي عشر) تصفيات مؤهلة لكأس العالم 2022 | 08 نوفمبر 2021 | 16 نوفمبر 2021 | 9 أيام | 1. أستراليا · (11 نوفمبر 2021) · استاد وسترن سيدني، سيدني 2. فيتنام · (16 نوفمبر 2021) · ملعب ماي دينه الوطني، هانوي                | 1. علي البليهي 62' 2. ناصر الدوسري 3. محمد كنو 4. سلمان الفرج 5. سالم الدوسري 6. صالح الشهري 73' | 1. علي البليهي 2. محمد البريك 3. ناصر الدوسري 4. محمد كنو 5. سلمان الفرج 38' 4+90' 6. سالم الدوسري 3+90' 7. صالح الشهري 31' 68' |

##### أيام الفيفا الدولية للرجال عام 2022
أعلن هيرفي رينارد المدير الفني للمنتخب السعودي في 17 يناير 2022 عن القائمة مكون من 26 لاعبًا التي ستخوض مواجهتي عمان واليابان في التصفيات القارية المؤهلة إلى نهائيات كأس العالم 2022 وضمت قائمة المنتخب السعودي من نادي الهلال 7 لاعبين في خط الدفاع: ياسر الشهراني ، علي البليهي ، محمد البريك.
ومن خط الوسط محمد كنو ، سالم الدوسري سلمان الفرج وفي خط الهجوم صالح الشهري. في 18 يناير 2022 تأكد غياب قائد المنتخب السعودي وفريق نادي الهلال الأول لكرة القدم اللاعب سلمان الفرج عن مباراة المنتخب مع عمان واليابان بعد أعلن حساب النادي تعرضه لإصابة في عضلة الفخذ وحاجته لبرنامج علاجي وتأهيلي لمدة ثلاثة أسابيع، وبشراء عقد انتقال ظهير أيمن سعود عبد الحميد ولاعب وسط عبد الإله المالكي، قادمين من صفوف الاتحاد، خلال فترة الانتقالات الشتوية في 26 يناير 2022 يستدعي المدير الفني للمنتخب الوطني «إيرڤي رينارد» اللاعب «عبد الله الحمدان» للانضمام في معسكر المنتخب الوطني المقام في جدة. في 30 يناير 2022 أعلن نادي الهلال من شراء المدة المتبقة من عقد حارس المنتخب السعودي محمد العويس من نادي الاهلي السعودي ليصبح ذلك لاعب هلالي من فترة الانتقالات الشتوية التحاقه لنادي الهلال بعد انتهاء معسكر المنتخب السعودي ما يرفع عدد لاعبي الهلال في صفوف المنتخب السعودي إلى 11 لاعباً، أعلن المدير الفني للمنتخب الوطني الأول «إيرفي رينارد» في 14 مارس 2022 عن قائمة الأخضر استعدادًا لخوض الجولتين التاسعة والعاشرة من التصفيات الآسيوية النهائية المؤهلة لكأس العالم 2022، وسيحل الأخضر ضيفًا على المنتخب الصيني في الرابع والعشرين من شهر مارس على استاد الشارقة الرياضي بدولة الإمارات العربية المتحدة، فيما سيختتم الأخضر التصفيات بمواجهة المنتخب الأسترالي على استاد مدينة الملك عبد الله الرياضية بجدة في التاسع والعشرين من شهر مارس 2022. واستدعى المدير الفني إيرفي رينارد (26) لاعبًا للالتحاق بالمعسكر، ضم 8 لاعبين من نادي الهلال وهم الحارس محمد العويس، ياسر الشهراني، محمد البريك، سعود عبد الحميد، سلمان الفرج، محمد كنو، سالم الدوسري، صالح الشهري.
أعلن المدير الفني للمنتخب الوطني «إيرفي رينارد» في 26 مايو 2022 عن قائمة الأخضر المشاركة في المعسكر الإعدادي الذي سيقام مدينة اليكانتي الإسبانية خلال الفترة من 31 من شهر مايو وحتى 9 من شهر يونيو 2022، وذلك ضمن المرحلة الأولى من البرنامج الإعدادي لكأس العالم قطر 2022 التي تنطلق في شهر نوفمبر 2022 وسيخوض الأخضر خلال المرحلة الأولى مباراتين وديتين، الأولى أمام منتخب كولومبيا في الخامس من يونيو، وستكون الودية الثانية أمام منتخب فنزويلا في التاسع من يونيو، وستلعب كلا المباراتين الوديتين على ملعب نويفا كوندومينا بمدينة مورسيا واستدعى المدير الفني إيرفي رينارد (26) لاعبًا للالتحاق بالمعسكر، ضم من نادي الهلال 10 لاعبين وهم محمد العويس، ياسر الشهراني، علي البليهي، محمد البريك، سلمان الفرج، عبد الله عطيف، محمد كنو، ناصر الدوسري، سالم الدوسري، عبد الله الحمدان وسيغادر «الأخضر» مساء يوم الثلاثاء 31 مايو 2022 إلى مدينة اليكانتي الإسبانية، بعد أن يجتمع لاعبو الأخضر في العاصمة «الرياض».
| الفترة الأولى (توقف مسابقة الدوري بعد الجولة الثامنة عشر) تصفيات مؤهلة لكأس العالم 2022       | 24 يناير 2022 | 01 فبراير 2022 | 9 أيام  | 1. عمان · (27 يناير 2022) · مدينة الملك عبد الله الرياضية، جدة 2. اليابان · (01 فبراير 2022) · ملعب سايتاما 2002، سايتاما  | 1. علي البليهي 2. ياسر الشهراني 24' 3. عبدالإله المالكي 73' 4. محمد كنو 5. سالم الدوسري 6. صالح الشهري 73'                                           | 1. محمد العويس 2. علي البليهي 4' 3. سعود عبدالحميد 55' 4. ياسر الشهراني 5. عبدالإله المالكي 23' () 6. محمد كنو 7. سالم الدوسري 8. عبدالله الحمدان 75' |
| الفترة الثانية (توقف مسابقة الدوري بعد الجولة الخامسة والعشرين) تصفيات مؤهلة لكأس العالم 2022 | 21 مارس 2022  | 29 مارس 2022   | 9 أيام  | 1. الصين · (24 مارس 2022) · استاد الشارقة، الشارقة 2. أستراليا · (29 مارس 2022) · مدينة الملك عبد الله الرياضية، جدة       | 1. محمد العويس 2. محمد البريك 66' 3. سعود عبدالحميد 66' 4. ياسر الشهراني 5. سلمان الفرج 6. محمد كنو 7. سالم الدوسري 8. صالح الشهري 1+45'             | 1. محمد العويس 2. محمد البريك 88' 3. سعود عبدالحميد 88' 4. ياسر الشهراني 5. سلمان الفرج 6. محمد كنو 7. سالم الدوسري 65' (ركلة.) 8. صالح الشهري 66'    |
| الفترة الثالثة (توقف مسابقة الدوري بعد الجولة الثامنة والعشرين) مباريات ودية                  | 30 مايو 2022  | 14 يونيو 2022  | 16 أيام | 1. كولومبيا · (05 يونيو 2022) · ملعب نويفا كوندومينا، إسبانيا 2. فنزويلا · (09 يونيو 2022) · ملعب نويفا كوندومينا، إسبانيا | 1. محمد العويس 2. علي البليهي 3. ناصر الدوسري 89' 4. محمد البريك 89' 5. عبد الله عطيف 46' 6. سلمان الفرج 7. محمد كنو 46' 8. عبد الله الحمدان 36' 89' | 1. محمد العويس 2. ياسر الشهراني 3. ناصر الدوسري 58' 4. محمد كنو 80' 5. عبد الله عطيف 58' 6. سالم الدوسري 72' 7. عبد الله الحمدان 72'                  |

#### بطولة كأس العرب
أعلن حساب المنتخب السعودي على موقع التواصل الاجتماعي يوم 18 نوفمبر 2021 بقيادة المدرب لوران بونادي مساعد المدير الفني للمنتخب الوطني الأول، الفرنسي هيرفي رينارد، عن قائمة “الأخضر” المستدعاة لخوض غمار بطولة كأس العرب 2021، يشارك المنتخب السعودي بتشكيلة لاعبين من الصف الثاني من مواليد 1999 فأعلى، وقائمة مكونة من 23 لاعباً اختياره من اللاعبين الشباب للمشاركة في البطولة بدلاً من الفريق الأول، وذلك لإراحة اللاعبين من المباريات المتتالية ولرغبته في الحفاظ على المجموعة الأساسية للوصول لكأس العالم ، وتلعب السعودية في المجموعة الثالثة لبطولة كأس العرب إلى جوار منتخبات المغرب والأردن وفلسطين، وضمت القائمة من لاعب الهلال عدد 4 لاعبين وهم خليفة الدوسري ومحمد القحطاني وعبد الله الحمدان وأجرى الجهاز الفني للمنتخب السعودي تغييرًا في قائمته حيث استبعد زياد الجهني لاعب الأهلي بعد ثبوت عدم جاهزيته طبيًا للعب، حسبما أكد الجهاز الطبي في المنتخب السعودي واستبدله بمهاجم الهلال الشاب عبد الله رديف.

##### المجموعة ج في كأس العرب 2021
| فريق                                     | الحدث                         | مرحلة المجموعات                                                  | مرحلة المجموعات                                  | مرحلة المجموعات                                  | النتائج                                               | النتائج                              | النتائج                               | النتائج |
| فريق                                     | الحدث                         | المباراة الأولى المشاركين                                        | المباراة الثانية المشاركين                       | المباراة الثالثة المشاركين                       | المباراة الأولى                                       | المباراة الثانية                     | المباراة الثالثة                      |         |
| ---------------------------------------- | ----------------------------- | ---------------------------------------------------------------- | ------------------------------------------------ | ------------------------------------------------ | ----------------------------------------------------- | ------------------------------------ | ------------------------------------- | ------- |
| المنتخب السعودي (المنتخب السعودي الرديف) | كأس العرب 2021 مرحلة الجموعات | الاردن                                                           | فلسطين                                           | المغرب                                           | 1 - 0                                                 | 1 - 1                                | 0 - 1                                 |         |
| المنتخب السعودي (المنتخب السعودي الرديف) | كأس العرب 2021 مرحلة الجموعات | • خليفة الدوسري • محمد القحطاني • عبدالله الحمدان • عبدالله رديف | • محمد القحطاني • عبدالله الحمدان • عبدالله رديف | • محمد القحطاني • عبدالله الحمدان • عبدالله رديف | خليفة 56' 73' · الحمدان 81' · رديف 81' · القحطاني 88' | الحمدان 60' · رديف 60' · الحمدان 81' | القحطاني 46' · رديف 65' · الحمدان 90' |         |

## مسابقات

### ملخص
| مسابقة                         | سجل | سجل | سجل | سجل | سجل | سجل | سجل | سجل     |
| مسابقة                         | ع.م | ف   | ت   | خ   | أ.ل | أ.ع | ف.أ | % الفوز |
| ------------------------------ | --- | --- | --- | --- | --- | --- | --- | ------- |
| دوري المحترفين السعودي 2021–22 | 30  | 20  | 7   | 3   | 63  | 28  | +35 | 066٫67  |
| دوري أبطال آسيا 2021           | 4   | 4   | 0   | 0   | 9   | 1   | +8  | 100٫00  |
| كأس خادم الحرمين الشريفين 2022 | 4   | 3   | 0   | 1   | 7   | 3   | +4  | 075٫00  |
| كأس السوبر السعودي 2021        | 1   | 1   | 0   | 0   | 2   | 2   | +0  | 100٫00  |
| كأس العالم للأندية 2021        | 3   | 1   | 0   | 2   | 6   | 6   | +0  | 033٫33  |
| دوري أبطال آسيا 2022           | 6   | 4   | 1   | 1   | 11  | 5   | +6  | 066٫67  |
| المجموع                        | 48  | 33  | 8   | 7   | 98  | 45  | +53 | 068٫75  |

### مسابقات الموسم
| منافسة                         | بداية الجولة    | نهائي المركز / الجولة         | المباراة الأولى | المباراة الأخيرة                         |
| ------------------------------ | --------------- | ----------------------------- | --------------- | ---------------------------------------- |
| دوري المحترفين السعودي         | الجولة الأولى   | بطل الدوري (اللقب الثامن عشر) | 14 أغسطس 2021   | 29 مايو 2022 23 يونيو 2022 27 يونيو 2022 |
| دوري أبطال آسيا 2021           | دور الستة عشر   | بطل دوري الأبطال              | 13 سبتمبر 2021  | 23 نوفمبر 2021                           |
| كأس خادم الحرمين الشريفين 2022 | دور الستة عشر   | المركز الثاني                 | 20 ديسمبر 2021  | 19 مايو 2022                             |
| كأس السوبر السعودي 2021        | نهائي           | بطل السوبر                    | 06 يناير 2022   | 06 يناير 2022                            |
| كأس العالم للأندية 2021        | ربع نهائي       | المركز الرابع                 | 06 فبراير 2022  | 12 فبراير 2022                           |
| دوري أبطال آسيا 2022           | مرحلة المجموعات | تأهل إلى دور 16               | 08 أبريل 2022   | 27 أبريل 2022                            |

1. ↑  أعلنت لجنة المسابقات في الرابطة مواعيد مباريات الجولات من (26) إلى (30) من مسابقة دوري كأس الأمير محمد بن سلمان للمحترفين حيث كان مقرر ان تنطلق الجولة (26) يوم الخميس 05 مايو 2022، وتختتم مسابقة دوري كأس الأمير محمد بن سلمان للمحترفين بلقاءات الجولة (30) في توقيت واحد يوم الأحد 29 مايو 2022، لكن وبعد استكمال الجولة (26) قررت لجنة المسابقات في رابطة الدوري السعودي للمحترفين وبالتحديد في 13 مايو 2022 تم تعديل مواعيد إقامة الجولات من (27) إلى (30) من مسابقة دوري كأس الأمير محمد بن سلمان للمحترفين وذلك بناءً على قرار وزارة الرياضة القاضي بتعليق جميع الأنشطة الرياضية بالمملكة العربية السعودية حتى يوم الإثنين 16 مايو 2022 نظرًا لوفاة صاحب السمو الشيخ خليفة بن زايد آل نهيان رئيس دولة الإمارات العربية المتحدة الشقيقة، ما اضطر إلى التعديل على المواعيد المقررة سابقاً في جدول لجنة المسابقات في الدوري السعودي الصادر في 20 مايو 2022 وإجراء التعديل بناء على المستجدات على الساحة الرياضية، شهد الدوري توقفاً إضافياً لمدة 16 يوماً بعد الجولة (28) بسبب تمديد الموسم حتى يوم 23 يونيو 2022، وذلك لوجود معسكر إعدادي للمنتخب السعودي في إسبانيا، لتعود المنافسة مجدداً وتقام الجولة 29 يوم السبت 18 يونيو 2022، في حين تختتم مسابقة الدوري في الجولة (30) يوم الخميس 23 يونيو 2022.[156]
2. ↑  قررت لجنة المسابقات في رابطة الدوري السعودي للمحترفين في 12 مايو 2022 تأجيل موعد إنطلاقة مباريات الجولتين (29 - 30) من مسابقة دوري كأس الأمير محمد بن سلمان للمحترفين لتقام الجولة (29) يوم الخميس الموافق 23 يونيو 2022 وفيما تقام الجولة (30) يوم الإثنين الموافق 27 يونيو 2022 ويأتي قرار تأجيل الجولتين بناءً على طلب الاتحاد السعودي لكرة القدم وذلك نظراً لتأهل المنتخب الأولمبي لكرة القدم إلى الدور نصف النهائي من بطولة كأس آسيا تحت 23 سنة 2022.

### دوري المحترفين
| م | الفريق  | لعب | ف  | ت  | خ  | أ.له | أ.ع | أ.ف | نقاط | التأهل أو الهبوط               |
| - | ------- | --- | -- | -- | -- | ---- | --- | --- | ---- | ------------------------------ |
| 1 | الهلال  | 30  | 20 | 7  | 3  | 63   | 28  | +35 | 67   | التأهل دوري أبطال آسيا 2023–24 |
| 2 | الاتحاد | 30  | 20 | 5  | 5  | 62   | 29  | +33 | 65   |                                |
| 3 | النصر   | 30  | 19 | 4  | 7  | 58   | 36  | +22 | 61   |                                |
| 4 | الشباب  | 30  | 15 | 10 | 5  | 52   | 36  | +16 | 55   |                                |
| 5 | ضمك     | 30  | 12 | 8  | 10 | 38   | 44  | −6  | 44   |                                |

1. مجموع النقاط ; 2. أعلى فارق أهداف في كامل البطولة (ما له من أهداف ناقص ما عليه).
3. الفريق الأكثر تسجيلاً للأهداف في كامل البطولة. 4. الفريق الأعلى تصنيفاً في بطولة الموسم الماضي.

في حال تعادل فريقين أو أكثر بالنقاط في جميع البطولات المحلية يتم تحديد المركز النهائية في نهاية البطولة وفقاً للترتيب التنازلي:

1.أعلى عدد من النقاط في مباراة أو مباريات الفريقين أو الفرق المتعادلة فيما بينها;
 2. أعلى فارق أهداف (ما له من أهداف ناقص ما عليه) في مباراة أو مباريات الفريقين أو الفرق
المتعادلة فيما بينها (دون احتساب أفضلية التسجيل خارج الأرض);

3. الفريق الأكثر تسجيلاً للأهداف في مباراة أو مباريات الفريقين أو الفرق المتعادلة فيما بينها (دون احتساب أفضلية التسجيل خارج الأرض);
 4.في حال استمرر التعادل بين فريقين أو أكثر من الفرق المتعادلة بعد تطبيق الفقرات من 1 إلى 3 يتم إعادة تطبيدق الفقرات من 1 إلى 3 من هذه المادة مرة أخرى فقط على مباريات الفريقين أو الفرق المتساوية.

#### ملخص نتائج الموسم
| شامل | شامل | شامل | شامل | شامل | شامل | شامل | شامل | على أرضه | على أرضه | على أرضه | على أرضه | على أرضه | على أرضه | خارج أرضه | خارج أرضه | خارج أرضه | خارج أرضه | خارج أرضه | خارج أرضه |
| لعب  | ف    | ت    | خ    | أ.ل  | أ.ع  | ف.أ  | ن    | ف        | ت        | خ        | أ.ل      | أ.ع      | ف.أ      | ف         | ت         | خ         | أ.ل       | أ.ع       | ف.أ       |
| ---- | ---- | ---- | ---- | ---- | ---- | ---- | ---- | -------- | -------- | -------- | -------- | -------- | -------- | --------- | --------- | --------- | --------- | --------- | --------- |
| 30   | 20   | 7    | 3    | 63   | 28   | +35  | 67   | 11       | 2        | 2        | 31       | 15       | +16      | 9         | 5         | 1         | 32        | 13        | +19       |

آخر تحديث: 27 يونيو 2022.

مصدر: يحدد لاحقا

#### النتائج حسب الجولة
| الجولة  | 1 | 2 | 3 | 4 | 5 | 6 | 7 | 8 | 9 | 10 | 11 | 12 | 13 | 14 | 15 | 16 | 17 | 18 | 19 | 20 | 21 | 22 | 23 | 24 | 25 | 26 | 27 | 28 | 29 | 30 |
| ------- | - | - | - | - | - | - | - | - | - | -- | -- | -- | -- | -- | -- | -- | -- | -- | -- | -- | -- | -- | -- | -- | -- | -- | -- | -- | -- | -- |
| الملعب  | H | A | H | H | H | A | A | H | H | A  | H  | H  | A  | H  | A  | A  | H  | A  | A  | A  | H  | H  | A  | A  | H  | A  | A  | H  | A  |    |
| النتيجة | W | W | D | D | W | D | D | L | W | D  | W  | W  | D  | L  | W  | W  | W  | D  | L  | W  | W  | W  | W  | W  | W  | W  | W  | W  | W  | W  |
| المركز  | 4 | 1 | 2 | 3 | 2 | 2 | 3 | 5 | 3 | 4  | 4  | 3  | 4  | 4  | 3  | 3  | 3  | 4  | 4  | 4  | 3  | 3  | 2  | 2  | 2  | 2  | 2  | 2  | 1  | 1  |

آخر تحديث: 27 يونيو 2022.
المصدر: يحدد لاحقا.
الملعب: A = خارج الأرض ; H = على أرضه. النتيجة: D = تعادل; L = خسر ; W = فوز.

#### نتائج الموسم
| البرتغال | تحت إشراف المدير الفني ليوناردو جارديم | الأرجنتين | تحت إشراف المدير الفني رامون دياز | فوز | فاز في الجولة وحقق 3 نقاط | تعادل | تعادل في الجولة وحقق نقطة واحدة | خسارة | خسر في الجولة ولم يحقق أي نقطة |

| جولات الهلال خلال الموسم: نقاط كاملة نقطة واحدة بدون نقاط | مشوار نادي الهلال في مسابقة دوري كأس الأمير محمد بن سلمان للمحترفين خلال موسم 2021-2022 | مشوار نادي الهلال في مسابقة دوري كأس الأمير محمد بن سلمان للمحترفين خلال موسم 2021-2022 | مشوار نادي الهلال في مسابقة دوري كأس الأمير محمد بن سلمان للمحترفين خلال موسم 2021-2022 | مشوار نادي الهلال في مسابقة دوري كأس الأمير محمد بن سلمان للمحترفين خلال موسم 2021-2022 | مشوار نادي الهلال في مسابقة دوري كأس الأمير محمد بن سلمان للمحترفين خلال موسم 2021-2022 | مشوار نادي الهلال في مسابقة دوري كأس الأمير محمد بن سلمان للمحترفين خلال موسم 2021-2022 | مشوار نادي الهلال في مسابقة دوري كأس الأمير محمد بن سلمان للمحترفين خلال موسم 2021-2022 | مشوار نادي الهلال في مسابقة دوري كأس الأمير محمد بن سلمان للمحترفين خلال موسم 2021-2022 | مشوار نادي الهلال في مسابقة دوري كأس الأمير محمد بن سلمان للمحترفين خلال موسم 2021-2022 | مشوار نادي الهلال في مسابقة دوري كأس الأمير محمد بن سلمان للمحترفين خلال موسم 2021-2022 | مشوار نادي الهلال في مسابقة دوري كأس الأمير محمد بن سلمان للمحترفين خلال موسم 2021-2022 | مشوار نادي الهلال في مسابقة دوري كأس الأمير محمد بن سلمان للمحترفين خلال موسم 2021-2022 | مشوار نادي الهلال في مسابقة دوري كأس الأمير محمد بن سلمان للمحترفين خلال موسم 2021-2022 | مشوار نادي الهلال في مسابقة دوري كأس الأمير محمد بن سلمان للمحترفين خلال موسم 2021-2022 | مشوار نادي الهلال في مسابقة دوري كأس الأمير محمد بن سلمان للمحترفين خلال موسم 2021-2022 | مشوار نادي الهلال في مسابقة دوري كأس الأمير محمد بن سلمان للمحترفين خلال موسم 2021-2022 | مشوار نادي الهلال في مسابقة دوري كأس الأمير محمد بن سلمان للمحترفين خلال موسم 2021-2022 | مشوار نادي الهلال في مسابقة دوري كأس الأمير محمد بن سلمان للمحترفين خلال موسم 2021-2022 | مشوار نادي الهلال في مسابقة دوري كأس الأمير محمد بن سلمان للمحترفين خلال موسم 2021-2022 | مشوار نادي الهلال في مسابقة دوري كأس الأمير محمد بن سلمان للمحترفين خلال موسم 2021-2022 | مشوار نادي الهلال في مسابقة دوري كأس الأمير محمد بن سلمان للمحترفين خلال موسم 2021-2022 | مشوار نادي الهلال في مسابقة دوري كأس الأمير محمد بن سلمان للمحترفين خلال موسم 2021-2022 | مشوار نادي الهلال في مسابقة دوري كأس الأمير محمد بن سلمان للمحترفين خلال موسم 2021-2022 | مشوار نادي الهلال في مسابقة دوري كأس الأمير محمد بن سلمان للمحترفين خلال موسم 2021-2022 | مشوار نادي الهلال في مسابقة دوري كأس الأمير محمد بن سلمان للمحترفين خلال موسم 2021-2022 | مشوار نادي الهلال في مسابقة دوري كأس الأمير محمد بن سلمان للمحترفين خلال موسم 2021-2022 | مشوار نادي الهلال في مسابقة دوري كأس الأمير محمد بن سلمان للمحترفين خلال موسم 2021-2022 | مشوار نادي الهلال في مسابقة دوري كأس الأمير محمد بن سلمان للمحترفين خلال موسم 2021-2022 | مشوار نادي الهلال في مسابقة دوري كأس الأمير محمد بن سلمان للمحترفين خلال موسم 2021-2022 | مشوار نادي الهلال في مسابقة دوري كأس الأمير محمد بن سلمان للمحترفين خلال موسم 2021-2022 | مشوار نادي الهلال في مسابقة دوري كأس الأمير محمد بن سلمان للمحترفين خلال موسم 2021-2022 | مشوار نادي الهلال في مسابقة دوري كأس الأمير محمد بن سلمان للمحترفين خلال موسم 2021-2022 | مشوار نادي الهلال في مسابقة دوري كأس الأمير محمد بن سلمان للمحترفين خلال موسم 2021-2022 |
| جولات الهلال خلال الموسم: نقاط كاملة نقطة واحدة بدون نقاط | الطائي 1                                                                                | التعاون 2                                                                               | الباطن 3                                                                                | الفيحاء 4                                                                               | الاتفاق 5                                                                               | الشباب 6                                                                                | الحزم 7                                                                                 | النصر 8                                                                                 | الرائد 9                                                                                | الأهلي 10                                                                               | ضمك 11                                                                                  | الاتحاد 12                                                                              | أبها 13                                                                                 | الفتح 14                                                                                | الفيصلي 15                                                                              | الطائي 16                                                                               | التعاون 17                                                                              | الباطن 18                                                                               | الفيحاء 19                                                                              | الاتفاق 20                                                                              | الشباب 21                                                                               | الحزم 22                                                                                | النصر 23                                                                                | الرائد 24                                                                               | الأهلي 25                                                                               | ضمك 26                                                                                  | الاتحاد 27                                                                              | أبها 28                                                                                 | الفتح 29                                                                                | الفيصلي 30                                                                              | مجموع النقاط                                                                            | النسبة المئوية                                                                          |                                                                                         |
| جولات الهلال خلال الموسم: نقاط كاملة نقطة واحدة بدون نقاط | H                                                                                       | A                                                                                       | H                                                                                       | H                                                                                       | H                                                                                       | A                                                                                       | A                                                                                       | H                                                                                       | H                                                                                       | A                                                                                       | H                                                                                       | H                                                                                       | A                                                                                       | H                                                                                       | A                                                                                       | A                                                                                       | H                                                                                       | A                                                                                       | A                                                                                       | A                                                                                       | H                                                                                       | H                                                                                       | A                                                                                       | A                                                                                       | H                                                                                       | A                                                                                       | A                                                                                       | H                                                                                       | A                                                                                       | H                                                                                       | المكتسبة                                                                                | الشاملة                                                                                 |                                                                                         |
| نقاط الموسم حسب الجولات                                   | 3                                                                                       | 3                                                                                       | 1                                                                                       | 1                                                                                       | 3                                                                                       | 1                                                                                       | 1                                                                                       | 0                                                                                       | 3                                                                                       | 1                                                                                       | 3                                                                                       | 3                                                                                       | 1                                                                                       | 0                                                                                       | 3                                                                                       | 3                                                                                       | 3                                                                                       | 1                                                                                       | 0                                                                                       | 3                                                                                       | 3                                                                                       | 3                                                                                       | 3                                                                                       | 3                                                                                       | 3                                                                                       | 3                                                                                       | 3                                                                                       | 3                                                                                       | 3                                                                                       | 3                                                                                       | 90/67                                                                                   | 66٫67%                                                                                  |                                                                                         |
| المدير الفني للفريق الأول                                 | البرتغال                                                                                | البرتغال                                                                                | البرتغال                                                                                | البرتغال                                                                                | البرتغال                                                                                | البرتغال                                                                                | البرتغال                                                                                | البرتغال                                                                                | البرتغال                                                                                | البرتغال                                                                                | البرتغال                                                                                | الأرجنتين                                                                               | البرتغال                                                                                | البرتغال                                                                                | البرتغال                                                                                | البرتغال                                                                                | البرتغال                                                                                | البرتغال                                                                                | الأرجنتين                                                                               | الأرجنتين                                                                               | الأرجنتين                                                                               | الأرجنتين                                                                               | الأرجنتين                                                                               | الأرجنتين                                                                               | الأرجنتين                                                                               | الأرجنتين                                                                               | الأرجنتين                                                                               | الأرجنتين                                                                               | الأرجنتين                                                                               | الأرجنتين                                                                               | 90/67                                                                                   | 66٫67%                                                                                  |                                                                                         |

|  | يشير علم البلد للمدير الفني المشرف عن الفريق الأول لكرة القدم: - قاد رامون دياز نادي الهلال في منصب المدير الفني للفريق الأول في بطولة دوري كأس الأمير محمد بن سلمان للمحترفين في 13 مباراة جمع منها 36 نقطة من أصل 39 نقطة متاحة بنسبة فوز 92٫31% |

#### مباريات الدوري
- أصدرت لجنة المسابقات في رابطة الدوري السعودي للمحترفين يوم الأحد 18 يوليو 2021، جدول مباريات الدور الأول من مسابقة دوري كأس الأمير محمد بن سلمان للمحترفين، للموسم الرياضي 2022/2021، والذي ينطلق يوم الأربعاء الموافق 11 أغسطس 2021،[160] علماً بأنه سيتم تحديد مواعيد مباريات الجولة (14 و 15) خلال الأيام والمواعيد المذكورة في الجدول بعد صدور جدول مباريات كأس خادم الحرمين الشريفين 2021/2022، كما أنه في حال تأهل الأندية المشاركة في مسابقة دوري أبطال آسيا 2021 إلى دور الثمانية سيتم تأجيل مباريتهم في الجولة الثامنة، وفي حال تأهل أحدهما إلى المباراة النهائية من نفس المسابقة سيتم تأجيل مباراته في الجولة الثانية عشر وسيتم تحديد الأوقات الجديدة لاحقاً،[161] يشهد الموسم الحالي فترات توقف تزامنًا مع أيام فيفا تصل في مجموعها إلى 27 يوم في عام 2021، حيث تشهد إقامة ثلاث جولات تُلعب قبل التوقف لمدة عشرة أيام تزامنًا مع (أيام فيفا) التي تشهد إجراء معسكر للمنتخب السعودي الأول.[162] أعلنت لجنة المسابقات في رابطة الدوري السعودي للمحترفين يوم 12 يناير 2022 مواعيد مباريات الجولات من (19) إلى (25) من مسابقة دوري كأس الأمير محمد بن سلمان للمحترفين. حيث تنطلق الجولة (19) يوم السبت 5 فبراير 2022، وتختتم الجولة (25) يوم السبت 19 مارس 2022 وفي الوقت ذاته وفي حال تأهل نادي الهلال إلى نصف نهائي كأس العالم للأندية سيتم تأجيل مباراة الاتفاق والهلال في الجولة 20 وتحدد لاحقًا، حددت اللجنة موعد المباراة المؤجلة من الجولة العاشرة والتي تجمع الفتح والفيصلي في الأحساء يوم الثلاثاء 22 فبراير فيما ستقام المباراة المؤجلة من الجولة الثانية عشر بين الهلال والاتحاد في الرياض يوم الثلاثاء 8 مارس 2022 وأوضحت اللجنة أن مواعيد الجولات المتبقية من (26) إلى (30) من دوري كأس الأمير محمد بن سلمان للمحترفين سيتم إعلانها لاحقًا بعد نهاية مباريات دور الثمانية من مسابقة كأس خادم الحرمين الشريفين واعتماد روزنامة الجولات المتبقية بناء على موعد إقامة مرحلة المجموعات في دوري أبطال آسيا 2022.[163] أعلنت لجنة المسابقات في الرابطة في 20 مايو 2022 مواعيد مباريات الجولات من (26) إلى (30) من مسابقة دوري كأس الأمير محمد بن سلمان للمحترفين حيث تنطلق الجولة (26) يوم الخميس 5 مايو ، وتختتم مسابقة دوري كأس الأمير محمد بن سلمان للمحترفين بلقاءات الجولة (30) في توقيت واحد يوم الأحد 29 مايو 2022 وفي الوقت ذاته حددت اللجنة موعد المباراتين المؤجلتين من الجولة (19) والجولة (20) حيث سيقام لقاء الفيحاء والهلال في المجمعة يوم الثلاثاء 3 مايو، فيما ستقام مباراة الاتفاق والهلال يوم الأربعاء 11 مايو ، وأوضحت اللجنة أن انطلاقة الجولة (26) ستكون في شهر مايو 2022 نظرًا لمشاركة أربعة أندية سعودية في مسابقة دوري أبطال آسيا 2022 والتي تستضيف المملكة خلالها مجموعات قسم الغرب الخمسة في مدن الرياض وبريدة وجدة والدمام خلال شهر أبريل 2022.[164] أعلنت لجنة المسابقات في رابطة الدوري السعودي للمحترفين 13 مايو 2022 قرار تعديل مواعيد إقامة الجولات من (27) إلى (30) من مسابقة دوري كأس الأمير محمد بن سلمان للمحترفين وذلك بناءً على قرار وزارة الرياضة القاضي بتعليق جميع الأنشطة الرياضية بالمملكة العربية السعودية حتى يوم الإثنين 16 مايو 2022 وذلك نظرًا لوفاة صاحب السمو الشيخ خليفة بن زايد آل نهيان رئيس دولة الإمارات العربية المتحدة الشقيقة "رحمه الله.[165] في 12 مايو 2022 أعلنت لجنة المسابقات في رابطة الدوري السعودي للمحترفين قرارها تأجيل موعد إنطلاقة مباريات الجولتين (29 - 30) من مسابقة دوري كأس الأمير محمد بن سلمان للمحترفين لتقام يومي الخميس الموافق 23 يونيو 2022 والإثنين الموافق 27 يونيو 2022 ويأتي قرار تأجيل الجولتين بناءً على طلب الاتحاد السعودي لكرة القدم وذلك نظراً لتأهل المنتخب الأولمبي لكرة القدم إلى الدور نصف النهائي من بطولة كأس آسيا تحت 23 سنة.[166] وهذا هو التأجيل الثاني للجولتين الأخيرة من الدوري إذ كان من المقرر أن يختتم الدوري في 23 يونيو 2022.[167]

  فوز
  تعادل
  خسارة
  مؤجلة
| 1 14 أغسطس 2021 | الهلال                                                | 1 - 0  | الطائي                                 | الرياض                                                         |
| 20:55 (ت ع م+03:00) الطقم الاساسي | علي البليهي 40' · محمد البريك 66' · صالح الشهري 1+90' | Report | 11' عبدالعزيز مجرشي 64' ناوليدج موسونا | الملعب: ملعب الملك فهد الدولي الحضور: 9,002 الحكم: سعود العذبة |
| ملاحظة: تشكيلة نادي الهلال في مواجهة " الطائي " في الجولة 1 • - قائمة الفريق الأساسية: حارس المرمى: · عبدالله المعيوف · خط الدفاع: · ناصر الدوسري • علي البليهي • جانغ هيون سو • محمد البريك · خط الوسط: · غوستافو كويلار • (2) عبد الله عطيف 67' • لوسيانو فييتو 57' • (1) موسى ماريغا 67' • أندريه كاريلو · خط الهجوم: · بافيتيمبي غوميز 6+90' - قائمة الفريق على مقاعد البدلاء: حارس المرمى: · حبيب الوطيان · خط الدفاع: · محمد جحفلي 6+90' • متعب المفرج • مد الله العليان · خط الوسط:(2) محمد كنو 67' • مصعب الجوير • سالم الدوسري 57' · خط الهجوم: · (1) صالح الشهري 67' • عبد الله رديفالمدير الفني · ليوناردو جارديم |                                                       |        |                                        |                                                                |

| 2 20 أغسطس 2021 | التعاون | 1 - 2  | الهلال | بريدة                                                                  |
| 20:50 (ت ع م+03:00) الطقم الاساسي | لياندر تاومبا 26' 38' · نواف الصبحي 37' · سيدريك أميسي 41' · أليخاندرو روميرو غامارا 51' · إياغو سانتوس 69' · سميحان النابت 6+90' | Report | 45+3' محمد البريك · 65' غوستافو كويلار · 71' علي البليهي · 81' موسى ماريغا · 90+6' جانغ هيون سو · 90+5' ماتيوس بيريرا | الملعب: مدينة الملك عبد الله الرياضية الحضور: 6,113 الحكم: محمد الهويش |
| ملاحظة: أول مباراة رسمية يشارك فيها المحترف البرازيلي ماثيو بيريرا في الشوط الثاني من المباراة في الدقيقة 85 دقيقة. · تشكيلة نادي الهلال في مواجهة " التعاون " في الجولة 2 • - قائمة الفريق الأساسية: حارس المرمى: · عبدالله المعيوف · خط الدفاع: · مد الله العليان 60' • علي البليهي • جانغ هيون سو • محمد البريك · خط الوسط: · سالم الدوسري • غوستافو كويلار 84' • محمد جحفلي 46' • أندريه كاريلو 85' · خط الهجوم: · بافيتيمبي غوميز 71' • موسى ماريغا - قائمة الفريق على مقاعد البدلاء: حارس المرمى: · حبيب الوطيان · خط الدفاع: · متعب المفرج • ياسر الشهراني 60' · خط الوسط: · محمد كنو • سلمان الفرج 46' • ماتيوس بيريرا 85' • لوسيانو فييتو 84' · خط الهجوم: · صالح الشهري 71' • عبد الله الحمدانالمدير الفني · ليوناردو جارديم | |        | |                                                                        |

| 3 27 أغسطس 2021 | الهلال                            | 0 - 0  | الباطن                                                  | الرياض                                                          |
| 20:45 (ت ع م+03:00) الطقم الاساسي | موسى ماريغا 1+45' سلمان الفرج 51' | Report | 45+1' أفري أكوا 67' مسعود الربيعي 90+2' عبد العزيز دمدم | الملعب: ملعب الملك فهد الدولي الحضور: 11,457 الحكم: جيري فارغاس |
| ملاحظة: تشكيلة نادي الهلال في مواجهة " الباطن " في الجولة 3 • - قائمة الفريق الأساسية: حارس المرمى: · عبدالله المعيوف · خط الدفاع: · (1) ناصر الدوسري 59' • علي البليهي • جانغ هيون سو • محمد البريك · خط الوسط: · غوستافو كويلار • سلمان الفرج • (3) سالم الدوسري 85' • موسى ماريغا 69' • (2) أندريه كاريلو 59' · خط الهجوم: · (4) بافيتيمبي غوميز 85' - قائمة الفريق على مقاعد البدلاء: حارس المرمى: · حبيب الوطيان · خط الدفاع: · محمد جحفلي • متعب المفرج • (1) ياسر الشهراني 59' · خط الوسط: · محمد كنو • (2) ماتيوس بيريرا 59' • (3) لوسيانو فييتو 85' · خط الهجوم: · صالح الشهري 69' • (4) عبد الله الحمدان 85'المدير الفني · ليوناردو جارديم |                                   |        |                                                         |                                                                 |

| 4 10 ديسمبر 2021 | الهلال                          | 0 - 0  | الفيحاء                                                          | الرياض                                                            |
| 17:40 (ت ع م+03:00) الطقم الثالث | محمد كنو 25' · ناصر الدوسري 68' | Report | 34' ريكاردو مونتوليفو 90+2' مخير الرشيدي 90+4' عبد الرحمن السفري | الملعب: ملعب الملك فهد الدولي الحضور: 13,880 الحكم: الجيز تاتاشيف |
| ملاحظة: قررت لجنة المسابقات في رابطة الدوري السعودي للمحترفين، تأجيل مباراة (الفيحاء والهلال) المجدولة في تاريخ 28 سبتمبر 2021 من الجولة الرابعة على ملعب مدينة الملك سلمان بن عبد العزيز الرياضية في المجمعة وحددت اللجنة مواعيد المباراتين المؤجلة من الجولة الرابعة والتي تجمع الطائي والنصر في حائل والهلال والفيحاء في الرياض يوم الجمعة 10 ديسمبر 2021 وسيقام لقاء الهلال والفيحاء في الرياض نظراً لانشغال ملعب مدينة المجمعة الرياضية بالزراعة الشتوية على أن يقام لقاء الدور الثاني في محافظة المجمعة. · تشكيلة نادي الهلال في مواجهة "الفيحاء" في الجولة 4 • - قائمة الفريق الأساسية: حارس المرمى: · عبدالله المعيوف · خط الدفاع: · ناصر الدوسري 69' • متعب المفرج • جانغ هيون سو • ياسر الشهراني · خط الوسط: · سلمان الفرج • (1) محمد كنو 63' • سالم الدوسري • (2) أندريه كاريلو 63' • موسى ماريغا 84' · خط الهجوم: · بافيتيمبي غوميز - قائمة الفريق على مقاعد البدلاء: حارس المرمى: · عبد الله الجدعاني · خط الدفاع: · محمد جحفلي • علي البليهي • حمد اليامي 69' · خط الوسط: · (1) غوستافو كويلار 63' • مصعب الجوير • (2) ماتيوس بيريرا 63' • لوسيانو فييتو · خط الهجوم: · صالح الشهري 84'المدير الفني · ليوناردو جارديم |                                 |        |                                                                  |                                                                   |

| 5 18 سبتمبر 2021 | الهلال                                                                                                   | 3 - 2  | الاتفاق                                               | الرياض                                                           |
| 18:30 (ت ع م+03:00) الطقم الاساسي | موسى ماريغا 25' · بافيتيمبي غوميز 56' 62' · سالم الدوسري 77' · ماتيوس بيريرا 90' · عبدالله المعيوف 5+90' | Report | 69' هزاع الهزاع · 74' سعيد الربيعي · 84' سنوسي هوساوي | الملعب: ملعب الأمير فيصل بن فهد الحضور: 6,580 الحكم: سلمان فلاحي |
| ملاحظة: طلب إدارة نادي الهلال نقل المباراة من ملعب الملك فهد الدولي إلى من ملعب الأمير فيصل وتم الموافقة على الطلب من قبل لجنة المسابقات في رابطة الدوري السعودي للمحترفين. · تشكيلة نادي الهلال في مواجهة " الاتفاق " في الجولة 5 • - قائمة الفريق الأساسية: حارس المرمى: · عبدالله المعيوف · خط الدفاع: · ياسر الشهراني • علي البليهي • جانغ هيون سو • مد الله العليان · خط الوسط: · ناصر الدوسري • غوستافو كويلار 75' • سالم الدوسري 77' • (1) ماتيوس بيريرا 90' • (2) موسى ماريغا 90' · خط الهجوم: · بافيتيمبي غوميز 74' - قائمة الفريق على مقاعد البدلاء: حارس المرمى: · عبد الله الجدعاني · خط الدفاع: · (1) محمد جحفلي 90' • متعب المفرج • خليفة الدوسري • (2) حمد اليامي 90' · خط الوسط: · محمد كنو 75' • لوسيانو فييتو 77' · خط الهجوم: · صالح الشهري 74' • عبدالله الحمدانالمدير الفني · ليوناردو جارديم | |        |                                                       |                                                                  |

| 6 23 سبتمبر 2021 | الشباب                                 | 2 - 2  | الهلال | الرياض                                                         |
| 20:25 (ت ع م+03:00) الطقم الثاني | أوديون إيغالو 2' · هتان باهبري 57' 62' | Report | 14' (ركلة.) بافيتيمبي غوميز · 42' ماتيوس بيريرا · 43' غوستافو كويلار · 70' 45+1' علي البليهي · 55' محمد كنو | الملعب: ملعب الملك فهد الدولي الحضور: 8,679 الحكم: تركي الخضير |
| ملاحظة: اتخذ المدرب البرتغالي ليوناردو جارديم استبعاد سلمان الفرج قائد الفريق الأول من مباراة الشباب في دوري الأمير محمد بن سلمان للمحترفين لعدم الجاهزية الكاملة. · تشكيلة نادي الهلال في مواجهة "الشباب " في الجولة 6 • - قائمة الفريق الأساسية: حارس المرمى: · عبدالله المعيوف · خط الدفاع: · ياسر الشهراني • علي البليهي • جانغ هيون سو • مد الله العليان · خط الوسط: · غوستافو كويلار • محمد كنو • لوسيانو فييتو 67' • ماتيوس بيريرا • موسى ماريغا 68' · خط الهجوم: · بافيتيمبي غوميز 82' - قائمة الفريق على مقاعد البدلاء: حارس المرمى: · حبيب الوطيان · خط الدفاع: · محمد جحفلي • متعب المفرج • أمير كردي • حمد اليامي 68' · خط الوسط: · مصعب الجوير · خط الهجوم: · صالح الشهري 67' • عبدالله الحمدان 82' • عبد الله رديفالمدير الفني · ليوناردو جارديم |                                        |        | |                                                                |

| 7 30 سبتمبر 2021 | الحزم | 1 - 1  | الهلال                                                      | الرس                                                        |
| 20:20 (ت ع م+03:00) الطقم الاساسي | فهد آل عبيد 14' · محمد رسلاله خدفي 73' (ركلة.) · سعود سعد بن زيدان 86' · مليك عسله 2+90' · عبد الهادي الحراجين 11+90' | Report | 42' لوسيانو فييتو · 57' بافيتيمبي غوميز · 90+7' سلمان الفرج | الملعب: ملعب نادي الحزم الحضور: 2,756 الحكم: أحمد الرميخاني |
| ملاحظة: أقرت لجنة المسابقات في رابطة الدوري السعودي للمحترفين، تقديم موعد مباراة حيث كانت مجدولة بتاريخ 02 أكتوبر 2021. فيما فضّل الجهاز الفني لفريق الهلال الأول لكرة القدم إراحة البرازيلي اللاعب "ماثيوس بيريرا" في مواجهة الفريق أمام الحزم؛ نظير تعرّضه لشد عضلي في مران الأمس وفق الفحوص الطبية التي خضع لها اليوم في القصيم. · تشكيلة نادي الهلال في مواجهة " الحزم" في الجولة 7 • - قائمة الفريق الأساسية: حارس المرمى: · عبدالله المعيوف · خط الدفاع: · ياسر الشهراني • متعب المفرج • جانغ هيون سو • مد الله العليان 82' · خط الوسط: · ناصر الدوسري • سلمان الفرج • غوستافو كويلار 77' · خط الهجوم: · لوسيانو فييتو 86' • بافيتيمبي غوميز • موسى ماريغا - قائمة الفريق على مقاعد البدلاء: حارس المرمى: · حبيب الوطيان · خط الدفاع: · محمد جحفلي • خليفة الدوسري • أمير كردي • حمد اليامي 82' · خط الوسط: · مصعب الجوير • محمد كنو · خط الهجوم: · صالح الشهري 77' • عبد الله رديف 86'المدير الفني · ليوناردو جارديم | |        |                                                             |                                                             |

| 8 16 ديسمبر 2021 | الهلال                                                  | 0 - 2  | النصر                                                                                     | الرياض                                                           |
| 15:15 (ت ع م+03:00) الطقم الاساسي | بافيتيمبي غوميز 27' سلمان الفرج 43' ماتيوس بيريرا 3+45' | Report | 34' أيمن يحيى · 39' فينسنت أبو بكر · 49' منصور الشمري · 54' علي الحسن · 90+2' 90' تاليسكا | الملعب: ملعب الملك فهد الدولي الحضور: 24,175 الحكم: باولو فاليري |
| ملاحظة: المباراة كانت مجدولة بتاريخ 17 أكتوبر 2021 على ملعب الأمير فيصل بن فهد ونظراً لارتباط الفريقين في دور ربع نهائي دوري أبطال آسيا 2021 وأشارت لجنة المسابقات إلى أن المباراة المؤجلة من الجولة الثامنة بين الهلال والنصر على استاد الملك فهد الدولي ستقام يوم الخميس 16 ديسمبر 2021. قررت لجنة المسابقات في رابطة الدوري السعودي للمحترفين، في 15 ديسمبر 2021 تقديم موعد إقامة مباراة الهلال والنصر في ديربي الرياض المؤجل من الجولة الثامنةوأعلنت المسابقات أنه تم تقديم وقت إقامة مواجهة الهلال والنصر المؤجلة من الجولة الثامنة من مسابقة دوري كأس الأمير محمد بن سلمان للمحترفين لتقام عند الساعة 3:15 عصراً من يوم الخميس الموافق 16 ديسمبر، بدلاً من موعدها السابق خلال الساعة 8:00 مساء في نفس اليوم وذكرت لجنة المسابقات عبر بيانها الرسمي يوم الأربعاء، أنه قرار تعديل موعد مباراة الهلال والنصر قد جاء بناءً على اتفاق إدارة الناديين. · تشكيلة نادي الهلال في مواجهة "النصر" في الجولة 8 • - قائمة الفريق الأساسية: حارس المرمى: · عبدالله المعيوف · خط الدفاع: · علي البليهي 57' • متعب المفرج • جانغ هيون سو • ياسر الشهراني · خط الوسط: · سلمان الفرج • غوستافو كويلار 84' • سالم الدوسري • (2) ماتيوس بيريرا 73' • موسى ماريغا · خط الهجوم: · (1) بافيتيمبي غوميز 73' - قائمة الفريق على مقاعد البدلاء: حارس المرمى: · حبيب الوطيان · خط الدفاع: · محمد جحفلي • حمد اليامي 57' · خط الوسط: · مصعب الجوير • محمد القحطاني • (1) لوسيانو فييتو 73' • (2) أندريه كاريو 73' · خط الهجوم: · صالح الشهري 84' • عبد الله الحمدانالمدير الفني · ليوناردو جارديم |                                                         |        |                                                                                           |                                                                  |

| 9 23 أكتوبر 2021 | الهلال                                                                        | 3 - 2  | الرائد                                            | الرياض                                                           |
| 20:00 (ت ع م+03:00) الطقم الاساسي | لوسيانو فييتو 53' 61' · محمد كنو 66' · محمد جحفلي 84' · بافيتيمبي غوميز 5+90' | Report | 86' يحيى الشهري · 88' إيدر · 90+5' عبد الله الفهد | الملعب: ملعب الأمير فيصل بن فهد الحضور: 12,305 الحكم: أرتور دياز |
| ملاحظة: استقر الجهاز الفني بالتنسيق مع الجهاز الطبي بنادي الهلال على إراحة الثنائي سالم الدوسري وياسر الشهراني عن مران الفريق يوم الجمعة ومباراة الغد أمام الرائد ضمن الجولة التاسعة من دوري كأس الأمير محمد بن سلمان للمحترفين. · تشكيلة نادي الهلال في مواجهة "الرائد " في الجولة 9 • - قائمة الفريق الأساسية: حارس المرمى: · عبدالله المعيوف · خط الدفاع: · ناصر الدوسري • علي البليهي • (3) جانغ هيون سو 80' • محمد البريك · خط الوسط: · محمد كنو • (2) غوستافو كويلار 46' • سلمان الفرج • لوسيانو فييتو 85' • (1) حمد اليامي 46' · خط الهجوم: · (4) صالح الشهري 80' - قائمة الفريق على مقاعد البدلاء: حارس المرمى: · عبدالله الجدعاني · خط الدفاع: · (3) محمد جحفلي 80' • خليفة الدوسري • مدالله العليان 85' · خط الوسط: · مصعب الجوير • (2) ماتيوس بيريرا 46' · خط الهجوم: · (4) بافيتيمبي غوميز 80' • (1) عبدالله الحمدان 46' • عبد الله رديفالمدير الفني · ليوناردو جارديم |                                                                               |        |                                                   |                                                                  |

| 10 29 أكتوبر 2021 | الأهلي                                                                              | 1 - 1  | الهلال                                                                                       | جدة                                                                    |
| 19:50 (ت ع م+03:00) الطقم الاساسي | علي الأسمري 16' · عبد الباسط هندي 42' · عبد الرحمن غريب 71' · فيليب براداريتش 8+90' | Report | 10' سالم الدوسري · 33' غوستافو كويلار · 42' محمد البريك · 84' محمد كنو · 90+8' ماتيوس بيريرا | الملعب: استاد الأمير عبد الله الفيصل الحضور: 24,202 الحكم: محمد الهويش |
| ملاحظة: تشكيلة نادي الهلال في مواجهة " الأهلي " في الجولة 10 • - قائمة الفريق الأساسية: حارس المرمى: · عبدالله المعيوف · خط الدفاع: · ناصر الدوسري • علي البليهي • محمد جحفلي • محمد البريك · خط الوسط: · (2) غوستافو كويلار 74' • سلمان الفرج • سالم الدوسري • ماتيوس بيريرا • (1) لوسيانو فييتو 74' · خط الهجوم: · بافيتيمبي غوميز 81' - قائمة الفريق على مقاعد البدلاء: حارس المرمى: · حبيب الوطيان · خط الدفاع: · متعب المفرج • مد الله العليان · خط الوسط: · (1) محمد كنو 74' • مصعب الجوير • محمد القحطاني • (2) أندريه كاريلو 74' · خط الهجوم: · صالح الشهري 81' • عبد الله رديفالمدير الفني · ليوناردو جارديم |                                                                                     |        |                                                                                              |                                                                        |

| 11 04 نوفمبر 2021 | الهلال                                                                                        | 2 - 0  | ضمك | الرياض                                                             |
| 17:50 (ت ع م+03:00) الطقم الاساسي | بافيتيمبي غوميز 24' · محمد جحفلي 33' · أندريه كاريو 56' · علي البليهي 80' · مصعب الجوير 3+90' | Report |     | الملعب: ملعب الأمير فيصل بن فهد الحضور: 14,944 الحكم: كيفن أورتيغا |
| ملاحظة: تشكيلة نادي الهلال في مواجهة " ضمك " في الجولة 11 • - قائمة الفريق الأساسية: حارس المرمى: · عبدالله المعيوف · خط الدفاع: · ناصر الدوسري • علي البليهي • محمد جحفلي • محمد البريك · خط الوسط: · محمد كنو 82' • غوستافو كويلار • (1) لوسيانو فييتو 73' • سلمان الفرج • أندريه كاريلو 89' · خط الهجوم: · (2) بافيتيمبي غوميز 73' - قائمة الفريق على مقاعد البدلاء: حارس المرمى: · حبيب الوطيان · خط الدفاع: · متعب المفرج • مد الله العليان • (1) حمد اليامي 73' · خط الوسط: · مصعب الجوير 89' • محمد القحطاني · خط الهجوم: · (2) صالح الشهري 73' • عبدالله الحمدان 82' • عبد الله رديفالمدير الفني · ليوناردو جارديم |                                                                                               |        |     |                                                                    |

| 12 08 مارس 2022 | الهلال                                                                               | 2 - 1  | الاتحاد         | الرياض                                                              |
| 19:45 (ت ع م+03:00) الطقم الاساسي | سالم الدوسري 16' (ركلة.) · غوستافو كويلار 32' · جانغ هيون سو 52' · أوديون إيغالو 68' | Report | 59' هارون كمارا | الملعب: ملعب الأمير فيصل بن فهد الحضور: 16,472 الحكم: رافائيل كلاوس |
| ملاحظة: مع إعلان لحنة المسابقات برابطة المحترفين جدول مباريات الدور الأول من مسابقة دوري كأس الأمير محمد بن سلمان للمحترفين، كانت المباراة مجدولة بداية الموسم من رابطة دوري المحترفين في تاريخ 21 نوفمبر 2021 في ملعب الملك فهد الدولي الساعة 19:40 مساء، تم الاشارة أنه وفي حال تأهل أحدهما (المقصود نادي الهلال أو النصر) إلى المباراة النهائية من نفس المسابقة سيتم تأجيل مباراته في الجولة الثانية عشر وسيتم تحديد الأوقات الجديدة لاحقاً، ونظراً لتهأهل نادي الهلال لنهائي دوري أبطال آسيا 2021 بتاريخ 23 نوفمبر 2021 لم تلعب المبارة لضيق الوقت وعليه تأجل موعد المباراة لوقت لاحق، وكان نادي الاتحاد اعترض على جدولة المواجهة في فترة التوقف التي شهدت مشاركة المنتخب السعودي في البطولة العربية في الدوحة، العاصمة القطرية، لمشاركة لاعبين منه في صفوف الأخضر، الذي لعب بالصف الثاني، حددت لجنة المسابقات في رابطة الدوري السعودي للمحترفين، يوم 8 مارس 2022 موعداً لمواجهة الهلال والاتحاد المؤجلة من الجولة 12 من دوري كأس محمد بن سلمان للمحترفين. · تشكيلة نادي الهلال في مواجهة "الاتحاد" في الجولة 12 • - قائمة الفريق الأساسية: حارس المرمى: · عبدالله المعيوف · خط الدفاع: · ياسر الشهراني • علي آل بليهي • جانغ هيون سو • سعود عبدالحميد · خط الوسط: · سالم الدوسري • سلمان الفرج • غوستافو كويلار 87' • أندريه كاريلو • موسى ماريغا 80' · خط الهجوم: · أوديون إيغالو 4+90' - قائمة الفريق على مقاعد البدلاء: حارس المرمى: · محمد العويس · خط الدفاع: · عبد الرحمن العبيد • متعب المفرج • محمد جحفلي · خط الوسط: · محمد كنو 87' • ماثيوس بيريرا 80' • ميشائيل ديلغادو · خط الهجوم: · صالح الشهري 4+90' • عبد الله الحمدانالمدير الفني · رامون دياز |                                                                                      |        |                 |                                                                     |

| 13 28 نوفمبر 2021 | أبها                           | 1 - 1  | الهلال                                             | أبها                                                                                |
| 15:30 (ت ع م+03:00) الطقم الثاني | سعد بقير 43' · داني سواريز 82' | Report | 18' موسى ماريغا · 36' بافيتيمبي غوميز · 83' الشهري | الملعب: مدينة الأمير سلطان بن عبد العزيز الرياضية الحضور: 12,243 الحكم: تركي الخضير |
| ملاحظة: قررت لجنة المسابقات في رابطة الدوري السعودي، تعديل موعد مباراة الهلال وأبها والتي كان مقرراً إقامتها يوم الجمعة 26 نوفمبر، في إطار الأسبوع الـ13 من دوري كأس الأمير محمد بن سلمان للمحترفين لتقام يوم الأحد 28 نوفمبر نظراً لمشاركة الفريق الأزرق في نهائي دوري أبطال آسيا. · تشكيلة نادي الهلال في مواجهة " أبها" قي الجولة 13 • - قائمة الفريق الأساسية: حارس المرمى: · عبدالله المعيوف · خط الدفاع: · (2) ياسر الشهراني 65' • متعب المفرج • جانغ هيون سو • (1) محمد البريك 65' · خط الوسط: · سلمان الفرج • محمد كنو • (4) سالم الدوسري 74' • ماتيوس بيريرا 81' • موسى ماريغا · خط الهجوم: · (3) بافيتيمبي غوميز 74' - قائمة الفريق على مقاعد البدلاء: حارس المرمى: · حبيب الوطيان · خط الدفاع: · محمد جحفلي • (1) حمد اليامي 65' • (2) ناصر الدوسري 65' · خط الوسط: · غوستافو كويلار • لوسيانو فييتو • (4) أندريه كاريو 74' · خط الهجوم: · صالح الشهري 81' • (3) عبد الله الحمدان 74'المدير الفني · ليوناردو جارديم |                                |        |                                                    |                                                                                     |

| 14 25 ديسمبر 2021 | الهلال                                 | 2 - 3  | الفتح | الرياض                                                            |
| 17:50 (ت ع م+03:00) الطقم الاساسي | أندريه كاريو 12' · بافيتيمبي غوميز 75' | Report | 87' (ركلة.) 16' مراد باتنا · 53' علي الزقعان · 57' عباس الحسن · 68' عمار الدحيم · 72' سفيان بن دبكة · 90+1' محمد الفهيد | الملعب: ملعب الأمير فيصل بن فهد الحضور: 6,091 الحكم: ديرليس لوبيز |
| ملاحظة: قررت لجنة المسابقات في رابطة الدوري السعودي للمحترفين نقل مباراة (الهلال والفتح) ضمن منافسات الجولة ال14 من دوري كأس الأمير محمد بن سلمان للمحترفين إلى استاد الأمير فيصل بن فهد بالملز بدلاً من استاد الملك فهد الدولي، على أن تقام في توقيتها المحدد بناءً على جاهزية استاد الأمير فيصل بن فهد ورغبة ناديي الهلال. · تشكيلة نادي الهلال في مواجهة " الفتح " في الجولة 14 • - قائمة الفريق الأساسية: حارس المرمى: · عبدالله المعيوف · خط الدفاع: · ياسر الشهراني • علي البليهي • جانغ هيون سو • حمد اليامي · خط الوسط: · مصعب الجوير • (2) غوستافو كويلار 74' • أندريه كاريو 46' • (1) لوسيانو فييتو 74' • موسى ماريغا · خط الهجوم: · صالح الشهري 61' - قائمة الفريق على مقاعد البدلاء: حارس المرمى: · حبيب الوطيان · خط الدفاع: · محمد جحفلي • متعب المفرج • مد الله العليان · خط الوسط: · سالم الدوسري 46' • (1) محمد القحطاني 74' · خط الهجوم: · بافيتيمبي غوميز 61' • (2) عبد الله الحمدان 74' • عبد الله رديفالمدير الفني · ليوناردو جارديم |                                        |        | |                                                                   |

| 15 31 ديسمبر 2021 | الفيصلي                                                   | 2 - 3  | الهلال                                                                                                | المجمعة                                                                             |
| 18:05 (ت ع م+03:00) الطقم الثاني | رافائيل سيلفا 6' · رومان أمالفيتانو 48' · محمد العمري 59' | Report | 35' محمد البريك · 41' علي البليهي · 79' 55' (ركلة.) بافيتيمبي غوميز · 59' سالم الدوسري · 70' محمد كنو | الملعب: مدينة الملك سلمان بن عبد العزيز الرياضية الحضور: 3,500 الحكم: ماجد الشمراني |
| ملاحظة: تشكيلة نادي الهلال في مواجهة " الفيصلي" في الجولة 15 • - قائمة الفريق الأساسية: حارس المرمى: · عبدالله المعيوف · خط الدفاع: · ياسر الشهراني • علي البليهي • متعب المفرج • محمد البريك · خط الوسط: · مصعب الجوير 68' • محمد كنو • سالم الدوسري • ماتيوس بيريرا 88' • موسى ماريغا · خط الهجوم: · بافيتيمبي غوميز 4+90' - قائمة الفريق على مقاعد البدلاء: حارس المرمى: · عبدالله الجدعاني · خط الدفاع: · محمد جحفلي 88' • مد الله العليان • حمد اليامي · خط الوسط: · محمد القحطاني • أندريه كاريو 68' • لوسيانو فييتو · خط الهجوم: · عبد الله الحمدان 4+90' • عبد الله رديفالمدير الفني · ليوناردو جارديم |                                                           |        | |                                                                                     |

| 16 11 يناير 2022 | الطائي          | 0 - 4  | الهلال                                                      | حائل                                                                        |
| 15:40 (ت ع م+03:00) الطقم الاساسي | حسن الجبيري 31' | Report | 2' جانغ هيون سو · 71' 18' موسى ماريغا · 54' مد الله العليان | الملعب: ملعب الأمير عبد العزيز بن مساعد الحضور: 5,098 الحكم: عبدالله الشهري |
| ملاحظة: تشكيلة نادي الهلال في مواجهة " الطائي " من الجولة 16 • - قائمة الفريق الأساسية: حارس المرمى: · عبدالله المعيوف · خط الدفاع: · مدالله العليان • متعب المفرج • جانغ هيون سو • حمد اليامي 86' · خط الوسط: · (2) سلمان الفرج 72' • محمد كنو • (1) لوسيانو فييتو 72' • (4) ماتيوس بيريرا 80' • (3) أندريه كاريو 80' • · خط الهجوم: · موسى ماريغا - قائمة الفريق على مقاعد البدلاء: حارس المرمى: · عبدالله الجدعاني · خط الدفاع: · محمد جحفلي • خليفة الدوسري 86' • حمد اليامي · خط الوسط: · (2) غوستافو كويلار 72' • (1) سالم الدوسري 72' · خط الهجوم: · (3) بافيتيمبي غوميز 80' • صالح الشهري • (4) عبد الله الحمدان 80' • عبد الله رديفالمدير الفني · ليوناردو جارديم |                 |        |                                                             |                                                                             |

| 17 15 يناير 2022 | الهلال                                                                                               | 3 - 2  | التعاون                                                                       | الرياض                                                                  |
| 20:00 (ت ع م+03:00) الطقم الثاني | محمد كنو 29' · سالم الدوسري 44' (ركلة.) · ماتيوس بيريرا 45+3' · موسى ماريغا 47' · جانغ هيون سو 1+90' | Report | 6' (ركلة.) لياندر تاومبا · 71' 24' (ركلة.) هنريكي لوفانور · 39' ألفارو ميدران | الملعب: ملعب الأمير فيصل بن فهد الحضور: 5,211 الحكم: أوسكار ماسياس رومو |
| ملاحظة: تشكيلة نادي الهلال في مواجهة " التعاون" من الجولة 17 • - قائمة الفريق الأساسية: حارس المرمى: · عبدالله المعيوف · خط الدفاع: · مد الله العليان • محمد جحفلي • جانغ هيون سو 2+90' • (2) حمد اليامي 84' · خط الوسط: · سلمان الفرج • محمد كنو • سالم الدوسري • ماتيوس بيريرا 88' • (1) أندريه كاريو 84' · خط الهجوم: · موسى ماريغا - قائمة الفريق على مقاعد البدلاء: حارس المرمى: · عبدالله الجدعاني · خط الدفاع: · خليفة الدوسري 2+90' • (2) ياسر الشهراني 84' · خط الوسط: · (1) غوستافو كويلار 84' · خط الهجوم: · بافيتيمبي غوميز 88' • صالح الشهري • عبد الله الحمدان • عبد الله رديفالمدير الفني · ليوناردو جارديم | |        |                                                                               |                                                                         |

| 18 21 يناير 2022 | الباطن                                                | 1 - 1  | الهلال                      | حفر الباطن                                                |
| 15:30 (ت ع م+03:00) الطقم الثالث | فابيو آبرو 31' · زكريا سامي 39' · ضيف الله القرني 59' | Report | 54' (ركلة.) بافيتيمبي غوميز | الملعب: ملعب نادي الباطن الحضور: 2,300 الحكم: محمد الهويش |
| ملاحظة: تشكيلة نادي الهلال في مواجهة " الباطن " من الجولة 18 • - قائمة الفريق الأساسية: حارس المرمى: · عبدالله المعيوف · خط الدفاع: · ياسر الشهراني • علي البليهي • محمد جحفلي • حمد اليامي · خط الوسط: · غوستافو كويلار • محمد كنو 46' • سالم الدوسري 88' • ماتيوس بيريرا • أندريه كاريو 79' · خط الهجوم: · موسى ماريغا - قائمة الفريق على مقاعد البدلاء: حارس المرمى: · عبدالله الجدعاني · خط الدفاع: · خليفة الدوسري • مد الله العليان · خط الوسط: · مصعب الجوير • لوسيانو فييتو 79' · خط الهجوم: · بافيتيمبي غوميز 46' • صالح الشهري 88' • عبد الله الحمدان • عبد الله رديفالمدير الفني · ليوناردو جارديم |                                                       |        |                             |                                                           |

| 19 03 مايو 2022 | الفيحاء                                                    | 1 - 0  | الهلال                                   | المجمعة                                                                             |
| 19:10 (ت ع م+03:00) الطقم الثالث | سامي الخيبري 33' · ريكاردو رايلر 90' · محمد البقعاوي 6+90' | Report | 84' ميشائيل ديلغادو 90+6' غوستافو كويلار | الملعب: مدينة الملك سلمان بن عبد العزيز الرياضية الحضور: 6,150 الحكم: ماجد الشمراني |
| ملاحظة: نظراً لارتباط الهلال بالمشاركة في بطولة كأس العالم للأندية لم تقم المياراة في وقتها ، حددت اللجنة موعد المباراة المؤجلة من الجولة (19) حيث سيقام لقاء الفيحاء والهلال في المجمعة يوم الثلاثاء 03 مايو 2022 · تشكيلة نادي الهلال في مواجهة "الفيحاء" في الجولة 19 • - قائمة الفريق الأساسية: حارس المرمى: · عبدالله المعيوف · خط الدفاع: · ياسر الشهراني • علي البليهي • جانغ هيون سو • (2) محمد البريك 60' · خط الوسط: · سالم الدوسري • ماتيوس بيريرا 87' • غوستافو كويلار • (1) سلمان الفرج 60' • ميشائيل ديلغادو · خط الهجوم: · أودوين إيغالو - قائمة الفريق على مقاعد البدلاء: حارس المرمى: · محمد العويس · خط الدفاع: · عبد الرحمن العبيد • متعب المفرج • محمد جحفلي • (2) سعود عبدالحميد 60' · خط الوسط: · ناصر الدوسري • عبدالله عطيف • (1) موسى ماريغا 60' · خط الهجوم: · عبدالله الحمدان 87'المدير الفني · رامون دياز |                                                            |        |                                          |                                                                                     |

| 20 11 مايو 2022 | الاتفاق           | 0 - 2  | الهلال                                          | الدمام                                                                  |
| 18:55 (ت ع م+03:00) الطقم الاساسي | محمد الكويكبي 56' | Report | 56' 30' علي البليهي · 51' (ركلة.) أوديون إيغالو | الملعب: استاد الأمير محمد بن فهد الحضور: 15,670 الحكم: فرناندو راباليني |
| ملاحظة: مباراة كانت مجدولة بتاريخ 13 فبراير 2022 الساعة (18:10) ولكن نظراً لارتباط الهلال بالمشاركة في بطولة كأس العالم للأندية لم تقم المياراة في وقتها ، حددت اللجنة موعد المباراة المؤجلة من الجولة (20) حيث ستقام مباراة الاتفاق والهلال يوم الأربعاء 11 مايو 2022. · تشكيلة نادي الهلال في مواجهة "الاتفاق" في الجولة 20 • - قائمة الفريق الأساسية: حارس المرمى: · عبدالله المعيوف · خط الدفاع: · ناصر الدوسري 73' • علي البليهي 56' • جانغ هيون سو • سعود عبدالحميد · خط الوسط: · (1) ميشائيل ديلغادو 57' • سلمان الفرج • مصعب الجوير • موسى ماريغا 81' · خط الهجوم: · (2) عبدالله الحمدان 57' • أودوين إيغالو - قائمة الفريق على مقاعد البدلاء: حارس المرمى: · محمد العويس · خط الدفاع: · عبد الرحمن العبيد 73' • محمد الخيبري • محمد جحفلي 56' • محمد البريك • حمد اليامي · خط الوسط: · (2) سالم الدوسري 57' • (1) عبدالله عطيف 57' · خط الهجوم: · عبد الله رديف 81'المدير الفني · رامون دياز |                   |        |                                                 |                                                                         |

| 21 17 فبراير 2022 | الهلال | 5 - 0  | الشباب                                  | الرياض                                                          |
| 20:55 (ت ع م+03:00) الطقم الاساسي | أوديون إيغالو 18' 43' · أندريه كاريو 25' · موسى ماريغا 30' 82' · سعود عبد الحميد 60' · سلمان الفرج 78' · غوستافو كويلار 86' | Report | 64' 56' ألفريد ندياي 90+1' إياغو سانتوس | الملعب: ملعب الأمير فيصل بن فهد الحضور: 7,704 الحكم: ماريو دياز |
| ملاحظة: أول مباراة رسمية يقودها دياز في "جولة يوم التأسيس" من منافسات الجولة 21 من دوري كأس الأمير محمد بن سلمان للمحترفين، حقق الهلال فوزاً كاسحاً على نظيره الشباب بخمسة أهداف نظيفة في المباراة التي أقيمت على ملعب استاد الأمير فيصل بن فهد "الملز" في الرياض · تشكيلة نادي الهلال في مواجهة " الشباب " في الجولة 21 • - قائمة الفريق الأساسية: حارس المرمى: · عبدالله المعيوف · خط الدفاع: · ياسر الشهراني • (1) علي البليهي 58' • جانغ هيون سو 82' • (2) محمد البريك 58' · خط الوسط: · سالم الدوسري • سلمان الفرج 78' • غوستافو كويلار • أندريه كاريو 77' · خط الهجوم: · أوديون إيغالو • موسى ماريغا - قائمة الفريق على مقاعد البدلاء: حارس المرمى: · محمد العويس · خط الدفاع: · (2) سعود عبد الحميد 58' • محمد جحفلي 82' • (1) متعب المفرج 58' • عبد الرحمن العبيد · خط الوسط: · مصعب الجوير 78' • ميشال ريتشارد ديلغادو 77' · خط الهجوم: · صالح الشهري • عبد الله الحمدانالمدير الفني · رامون دياز | |        |                                         |                                                                 |

| 22 26 فبراير 2022 | الهلال                                                                                           | 2 - 0  | الحزم                                                | الرياض                                                                |
| 18:25 (ت ع م+03:00) الطقم الاساسي | أندريه كاريو 57' · ماتيوس بيريرا 65' · سعود عبد الحميد 82' · موسى ماريغا 89' · مصعب الجوير 9+90' | Report | 11' أسامة الخلف 84' سعود بن زيدان 90+3' صالح الحارثي | الملعب: ملعب الأمير فيصل بن فهد الحضور: 7,915 الحكم: أوفيديو هاتسيغان |
| ملاحظة: تشكيلة نادي الهلال في مواجهة "الحزم" في الجولة 22 • - قائمة الفريق الأساسية: حارس المرمى: · عبدالله المعيوف · خط الدفاع: · ياسر الشهراني 72' • علي البليهي • جانغ هيون سو • سعود عبدالحميد · خط الوسط: · ميشائيل ديلغادو 85' • ماثيوس بيريرا • محمد جحفلي • أندريه كاريلو • موسى ماريغا · خط الهجوم: · أوديون إيغالو 86' - قائمة الفريق على مقاعد البدلاء: حارس المرمى: · محمد العويس · خط الدفاع: · عبدالرحمن العبيد • محمد الخيبري • متعب المفرج • حمد اليامي · خط الوسط: · مصعب الجوير 72' • محمد القحطاني · خط الهجوم: · صالح الشهري 86' • عبد الله الحمدان 85'المدير الفني · رامون دياز |                                                                                                  |        |                                                      |                                                                       |

| 23 03 مارس 2022 | النصر                                                 | 0 - 4  | الهلال | الرياض                                                             |
| 21:00 (ت ع م+03:00) الطقم الاساسي | بيتي مارتينيز 2+45' تاليسكا 51' راميرو فونيس موري 63' | Report | 16' ماتيوس بيريرا · 47' 45+2' 34' سالم الدوسري · 41' علي البليهي · 52' غوستافو كويلار · 75' أوديون إيغالو · 83' محمد كنو | الملعب: استاد جامعة الملك سعود الحضور: 11,913 الحكم: سيرغي كاراسيف |
| ملاحظة: تشكيلة نادي الهلال في مواجهة "النصر" في الجولة 23 • - قائمة الفريق الأساسية: حارس المرمى: · عبدالله المعيوف · خط الدفاع: · (3) ياسر الشهراني 84' • علي البليهي • جانغ هيون سو • سعود عبدالحميد · خط الوسط: · سالم الدوسري • ماثيوس بيريرا 78' • غوستافو كويلار • (2) أندريه كاريلو 84' • موسى ماريغا 69' · خط الهجوم: · (1) أوديون إيغالو 84' - قائمة الفريق على مقاعد البدلاء: حارس المرمى: · محمد العويس · خط الدفاع: · محمد جحفلي • (2) متعب المفرج 84' • حمد اليامي · خط الوسط: · محمد كنو 69' • (3) سلمان الفرج 84' • مصعب الجوير • ميشائيل ديلغادو 78' · خط الهجوم: · (1) صالح الشهري 84' • عبد الله الحمدانالمدير الفني · رامون دياز |                                                       |        | |                                                                    |

| 24 13 مارس 2022 | الرائد           | 0 - 1  | الهلال          | بريدة                                                                    |
| 18:50 (ت ع م+03:00) الطقم الاساسي | أحمد الرحيلي 82' | Report | 89' موسى ماريغا | الملعب: مدينة الملك عبد الله الرياضية الحضور: 20,082 الحكم: سلطان الحربي |
| ملاحظة: فضل الأرجنتيني رامون دياز إراحة الثنائي سالم الدوسري وعبد الله المعيوف عن المران الأخير الاعدادي للفريق وكذلك المشاركة في مباراة الرائد، حيث يظهر محمد العويس حضوره في القائمة الأساسية بديلاً عن المعيوف، في حين سيكون متعب المفرج حاضراً في متوسط قلب الدفاع لتعويض غياب البليهي. · تشكيلة نادي الهلال في مواجهة "الرائد" في الجولة 24 • - قائمة الفريق الأساسية: حارس المرمى: · محمد العويس · خط الدفاع: · ياسر الشهراني • متعب المفرج • جانغ هيون سو • سعود عبدالحميد · خط الوسط: · (1) ماثيوس بيريرا 63' • سلمان الفرج • غوستافو كويلار • (2) محمد كنو 63' • أندريه كاريلو 78' · خط الهجوم: · أوديون إيغالو - قائمة الفريق على مقاعد البدلاء: حارس المرمى: · عبدالله الجدعاني · خط الدفاع: · عبد الرحمن العبيد • محمد جحفلي • حمد اليامي · خط الوسط: · (2) ميشائيل ديلغادو 63' • مصعب الجوير • (1) موسى ماريغا 63' · خط الهجوم: · صالح الشهري 78' • عبد الله الحمدانالمدير الفني · رامون دياز |                  |        |                 |                                                                          |

| 25 18 مارس 2022 | الهلال                                                           | 4 - 2  | الأهلي                                                       | الرياض                                                               |
| 20:50 (ت ع م+03:00) الطقم الاساسي | أوديون إيغالو 11' 34' 3+45' · جانغ هيون سو 45' · موسى ماريغا 58' | Report | 18' أيمن يحيى · 69' (ركلة.) عمر السومة · 90+6' إزجان أليوسكي | الملعب: ملعب الأمير فيصل بن فهد الحضور: 14,775 الحكم: جيورجي كاباكوف |
| ملاحظة: تشكيلة نادي الهلال في مواجهة "الأهلي" في الجولة 25 • - قائمة الفريق الأساسية: حارس المرمى: · عبدالله المعيوف · خط الدفاع: · ياسر الشهراني • متعب المفرج • جانغ هيون سو • (1) سعود عبدالحميد 69' · خط الوسط: · سالم الدوسري • سلمان الفرج • (2) غوستافو كويلار 69' • (3) أندريه كاريلو 84' • (5) موسى ماريغا 90' · خط الهجوم: · (4) أوديون إيغالو 84' - قائمة الفريق على مقاعد البدلاء: حارس المرمى: · محمد العويس · خط الدفاع: · عبد الرحمن العبيد • محمد جحفلي • (1) محمد البريك 69' · خط الوسط: · ميشائيل ديلغادو • (2) محمد كنو 69' • (3) ماثيوس بيريرا 84' · خط الهجوم: · (4) صالح الشهري 84' • (5) عبد الله الحمدان 90'المدير الفني · رامون دياز |                                                                  |        |                                                              |                                                                      |

| 26 07 مايو 2022 | ضمك                                                                      | 2 - 4  | الهلال | أبها                                                                                 |
| 19:10 (ت ع م+03:00) الطقم الاساسي | إيميليو زيلايا 3' (ركلة.) · حسن الشمراني 30' · منصور حمزي 40' · نونو 62' | Report | 36' مصعب الجوير · 46' غوستافو كويلار · 58' علي البليهي · 67' متعب المفرج · 78' 75' ماتيوس بيريرا · 79' موسى ماريغا · 90+2' أوديون إيغالو | الملعب: مدينة الأمير سلطان بن عبد العزيز الرياضية الحضور: 10,612 الحكم: شكري الحنفوش |
| ملاحظة: تشكيلة نادي الهلال في مواجهة "ضمك" في الجولة 26 • - قائمة الفريق الأساسية: حارس المرمى: · عبدالله المعيوف · خط الدفاع: · ناصر الدزسري • علي البليهي 64' • جانغ هيون سو • سعود عبدالحميد · خط الوسط: · ميشائيل ديلغادو • ماتيوس بيريرا • غوستافو كويلار 46' • مصعب الجوير 59' • موسى ماريغا · خط الهجوم: · أودوين إيغالو - قائمة الفريق على مقاعد البدلاء: حارس المرمى: · عبدالله الجدعاني · خط الدفاع: · عبد الرحمن العبيد • متعب المفرج 64' 70' • محمد جحفلي 70' • محمد البريك • حمد اليامي · خط الوسط: · محمد القحطاني • عبدالله عطيف 46' · خط الهجوم: · عبدالله الحمدان 59'المدير الفني · رامون دياز |                                                                          |        | |                                                                                      |

| 27 23 مايو 2022 | الاتحاد                                                                  | 1 - 3  | الهلال                                                        | جدة                                                                     |
| 21:00 (ت ع م+03:00) الطقم الاساسي | رومارينيو 32' (ركلة.) 11+45' · مارسيلو غروهي 42' · عبد العزيز البيشي 57' | Report | 29' جانغ هيون سو · 69' 42' ميشائيل ديلغادو · 66' سالم الدوسري | الملعب: مدينة الملك عبد الله الرياضية الحضور: 58,755 الحكم: محمد الهويش |
| ملاحظة: تم تأجيل مسابقة كأس دوري الأمير محمد بن سلمان للمحترفين بناء على قرار وزارة الرياضة السعودية القاضي بتعليق جميع الأنشطة الرياضية بالمملكة لمدة 3 أيام حدادًا على وفاة الشيخ خليفة بن زايد آل نهيان رئيس دولة الإمارات العربية المتحدة وبناء عليه قررت لجنة المسابقات في رابطة الدوري السعودي للمحترفين تعديل مواعيد المباريات المتبقية من الجولة 27 وحتى الجولة 30 ، حيث كانت مجدولة سابقاً بتاريخ 15 مايو 2022 في توقيت 20:50 مساءاً وتم تحديد جدولة جديدة لمباراة الكلاسيكو بين الاتحاد والهلال يوم الاثنين 23 مايو 2022 في توقيت 21:00مساءاً. · تشكيلة نادي الهلال في مواجهة "الاتحاد " في الجولة 27 • - قائمة الفريق الأساسية: حارس المرمى: · عبدالله المعيوف · خط الدفاع: · ياسر الشهراني • علي البليهي • جانغ هيون سو • سعود عبدالحميد · خط الوسط: · ميشائيل ديلغادو • عبدالله عطيف 74' • سالم الدوسري • سلمان الفرج • موسى ماريغا · خط الهجوم: · أودوين إيغالو 2+90' - قائمة الفريق على مقاعد البدلاء: حارس المرمى: · محمد العويس · خط الدفاع: · عبد الرحمن العبيد • محمد الخيبري • محمد جحفلي 74' • محمد البريك · خط الوسط: · مصعب الجوير 2+90' • ماثيو بيريرا · خط الهجوم: · عبدالله الحمدان • عبد الله رديفالمدير الفني · رامون دياز |                                                                          |        |                                                               |                                                                         |

| 28 29 مايو 2022 | الهلال                                                                    | 2 - 0  | أبها                             | الرياض                                                                 |
| 21:00 (ت ع م+03:00) الطقم الاساسي | أوديون إيغالو 30' · علي البليهي 55' · سلمان الفرج 72' · أوديون إيغالو 80' | Report | 44' رياض شراحيلي 64' صالح العمري | الملعب: ملعب الأمير فيصل بن فهد الحضور: 8,830 الحكم: أرتور سواريس دياز |
| ملاحظة: تم تأجيل مسابقة كأس دوري الأمير محمد بن سلمان للمحترفين بناء على قرار وزارة الرياضة السعودية القاضي بتعليق جميع الأنشطة الرياضية بالمملكة لمدة 3 أيام حدادًا على وفاة الشيخ خليفة بن زايد آل نهيان رئيس دولة الإمارات العربية المتحدة وبناء عليه قررت لجنة المسابقات في رابطة الدوري السعودي للمحترفين تعديل مواعيد المباريات المتبقية من الجولة 27 وحتى الجولة 30 ، حيث كانت مباراة الهلال وأبها مجدولة سابقاً بتاريخ 20 مايو 2022 في توقيت 19:15 مساءاً وتم تحديد جدولة جديدة لمباراة يوم الأحد 29 مايو 2022. · تشكيلة نادي الهلال في مواجهة "أبها" في الجولة 28 • - قائمة الفريق الأساسية: حارس المرمى: · عبدالله المعيوف · خط الدفاع: · ياسر الشهراني • علي البليهي • جانغ هيون سو 85' • (1) محمد البريك 63' · خط الوسط: · (2) ناصر الدوسري 63' • ميشائيل ديلغادو • ماتيوس بيريرا 74' • سلمان الفرج • موسى ماريغا · خط الهجوم: · أودوين إيغالو - قائمة الفريق على مقاعد البدلاء: حارس المرمى: · محمد العويس · خط الدفاع: · عبد الرحمن العبيد • محمد جحفلي 85' • حمد اليامي • (1) سعود عبدالحميد 63' · خط الوسط: · (2) أندريه كاريلو 63' • عبدالله عطيف · خط الهجوم: · عبدالله الحمدان 74' • عبد الله رديفالمدير الفني · رامون دياز |                                                                           |        |                                  |                                                                        |

| 29 23 يونيو 2022 | الفتح                                                        | 0 - 3  | الهلال | الأحساء                                                  |
| 21:00 (ت ع م+03:00) الطقم الاساسي | أيمن الخليف 4' كريستيان كويفا 64' عمار الدحيم 68' بيتروس 71' | Report | 39' 10' سالم الدوسري · 45' 25' غوستافو كويلار · 38' جانغ هيون سو · 80' موسى ماريغا · 82' علي البليهي · 87' عبد الله الحمدان | الملعب: ملعب الأمير عبد الله بن جلوي الحكم: روبرتو توبار |
| ملاحظة: تم تأجيل مسابقة كأس دوري الأمير محمد بن سلمان للمحترفين بناء على قرار وزارة الرياضة السعودية القاضي بتعليق جميع الأنشطة الرياضية بالمملكة لمدة 3 أيام حدادًا على وفاة الشيخ خليفة بن زايد آل نهيان رئيس دولة الإمارات العربية المتحدة وبناء عليه قررت لجنة المسابقات في رابطة الدوري السعودي للمحترفين تعديل مواعيد المباريات المتبقية من الجولة 27 وحتى الجولة 30 ، حيث كانت كامل الجولة مجدولة سابقاً بتاريخ 25 مايو 2022 في توقيت 21:00 مساءاً وتم تحديد جدولة جديدة لمباريات الجولة يوم السبت 18 يونيو 2022، قررت لجنة المسابقات برابطة دوري المحترفين السعودي تأجيل ثاني لآخر جولتين من دوري كأس الأمير محمد بن سلمان, بعد تأهل المنتخب السعودي الأولمبي إلى الدور نصف النهائي من كأس آسيا تحت 23 عام وأعلنت الرابطة إقامت مباريات الجولة 29 من الدوري يوم الخميس 23 يونيو 2022 بدلا من موعدها السابق, فيما ستُلعب مباريات الجولة 30 والأخيرة يوم 27 يونيو 2022. · تشكيلة نادي الهلال في مواجهة "الفتح" في الجولة 29 • - قائمة الفريق الأساسية: حارس المرمى: · عبدالله المعيوف · خط الدفاع: · ياسر الشهراني • علي البليهي • جانغ هيون سو • سعود عبدالحميد · خط الوسط: · (2) سالم الدوسري 84' • سلمان الفرج • (3) أندريه كاريو 84' • غوستافو كويلار • (1) ميشائيل ديلغادو 84' · خط الهجوم: · أودوين إيغالو 70' - قائمة الفريق على مقاعد البدلاء: حارس المرمى: · محمد العويس · خط الدفاع: · (2) ناصر الدوسري 84' • محمد جحفلي • حمد اليامي • محمد البريك · خط الوسط: · موسى ماريغا 70' • (3) عبدالله عطيف 84' • محمد القحطاني · خط الهجوم: · (1) عبدالله الحمدان 84'المدير الفني · رامون دياز |                                                              |        | |                                                          |

| 30 27 يونيو 2022 | الهلال                                                        | 2 - 1  | الفيصلي | الرياض                                                       |
| 21:00 (ت ع م+03:00) الطقم الاساسي | أوديون إيغالو 7' 64' · ميشائيل ديلغادو 86' · أندريه كاريو 90' | Report | 45+2' صالح القميزي · 70' كلايسون فييرا · 83' محمد العمري · 90+6' محمد الصيعري · 90+6' مصطفى ملائكة · 90+11' حسين قاسم | الملعب: استاد الملك فهد الدولي الحكم: أناستاسيوس سيديروبولوس |
| ملاحظة: تم تأجيل مسابقة كأس دوري الأمير محمد بن سلمان للمحترفين بناء على قرار وزارة الرياضة السعودية القاضي بتعليق جميع الأنشطة الرياضية بالمملكة لمدة 3 أيام حدادًا على وفاة الشيخ خليفة بن زايد آل نهيان رئيس دولة الإمارات العربية المتحدة وبناء عليه قررت لجنة المسابقات في رابطة الدوري السعودي للمحترفين تعديل مواعيد المباريات المتبقية من الجولة 27 وحتى الجولة 30 ، حيث كانت كامل الجولة مجدولة سابقاً بتاريخ 29 مايو 2022 في توقيت 21:00 مساءاً وتم تحديد جدولة جديدة لمباريات الجولة يوم السبت 23 يونيو 2022، قررت لجنة المسابقات برابطة دوري المحترفين السعودي تأجيل ثاني لآخر جولتين من دوري كأس الأمير محمد بن سلمان, بعد تأهل المنتخب السعودي الأولمبي إلى الدور نصف النهائي من كأس آسيا تحت 23 عام وأعلنت الرابطة إقامت مباريات الجولة 29 من الدوري يوم الخميس 23 يونيو 2022 بدلا من موعدها السابق، فيما ستُلعب مباريات الجولة 30 والأخيرة يوم 27 يونيو 2022. · تشكيلة نادي الهلال في مواجهة "الفيصلي" في الجولة 30 • - قائمة الفريق الأساسية: حارس المرمى: · عبدالله المعيوف · خط الدفاع: · ياسر الشهراني • محمد جحفلي • سعود عبدالحميد • محمد البريك 81' · خط الوسط: · سالم الدوسري • سلمان الفرج • عبدالله عطيف 67' • أندريه كاريو • ميشائيل ديلغادو 1+90' · خط الهجوم: · أودوين إيغالو 80' - قائمة الفريق على مقاعد البدلاء: حارس المرمى: · محمد العويس · خط الدفاع: · ناصر الدوسري 67' • محمد الخيبري • حمد اليامي 81' · خط الوسط: · موسى ماريغا 80' • محمد القحطاني • ناصر الهدهود · خط الهجوم: · عبدالله الحمدان 1+90' • عبدالله رديفالمدير الفني · رامون دياز |                                                               |        | |                                                              |

### دوري أبطال آسيا 2021

#### مرحلة خروج المغلوب
تأهل الهلال إلى الدور الثاني لدوري أبطال آسيا 2021، كأحد أفضل وصفاء المجموعات بعد حصوله على المركز الثاني في المجموعة الأولى، خلف نادي استقلول وعلى حساب شباب الأهلي وأجمك، وذلك مع تغير نظام بطولة دوري الأبطال هذا العام، فبعد أن كان يتأهل عن كل مجموعة المتصدر والوصيف، أصبح المتأهلون المباشرون للدور الثاني هم المتصدرون فقط، ويلحق بهم أفضل 3 فرق حققت المركز الثاني في مجموعاتها، وسبب في هذا التغير هو زيادة عدد الفرق المشاركة في دوري أبطال آسيا 2021، حيث أصبح 40 فريقًا تقسم على 10 مجموعات بعد أن كان العدد هو 32 فريقًا فقط وتقسم على 8 مجموعات.

#### دور الستة عشر
تلقى الاتحاد السعودي لكرة القدم خطابا من الاتحاد الآسيوي يؤكد إقامة مباراة الهلال مع الاستقلال الإيراني على ملاعب محايدة لمباراة الفريقين في دور 16 من دوري أبطال آسيا 2021 أمام الفرق الإيراني على أن يتم تحديد ملعب المباراة من قبل الجانب الإيراني لتصدر نادي الاستقلال المجموعة الثالثة بمرحلة المجموعات في دوري أبطال آسيا 2021، ونوه الاتحاد السعودي إلى أن «الاتحاد الآسيوي» استند إلى قرار محكمة «كاس» بشأن إجراء مباريات الفرق السعودية والإيرانية على ملاعب محايدة، مبيناً أن إسناد الاتحاد الآسيوي تنظيم مباريات دور المجموعات الماضية إلى السعودية فرضته جائحة كورونا فقط، كقرار استثنائي ينتهي بفترة محددة.
| دور 16 13 سبتمبر 2021 | استقلال     | 0 - 2  | الهلال                                                                      | دبي                                         |
| 20:00 (ت ع م+03:00) طقم الثاني | مرادمند 79' | Report | 39' بافيتيمبي غوميز · 42' ناصر الدوسري · 56' سالم الدوسري · 81' سلمان الفرج | الملعب: ملعب زعبيل الحضور: 0 الحكم: فو مينغ |
| ملاحظة: تشكيلة نادي الهلال في مواجهة "استقلال" في دور الستة عشر • - قائمة الفريق الأساسية: حارس المرمى: · عبدالله المعيوف · خط الدفاع: · ياسر الشهراني • علي البليهي • جانغ هيون سو • محمد البريك · خط الوسط: · ناصر الدوسري • (2) سلمان الفرج 81' • (1) سالم الدوسري 81' • (4) ماتيوس بيريرا 4+90' • (3) موسى ماريغا 4+90' · خط الهجوم: · بافيتيمبي غوميز 76' - قائمة الفريق على مقاعد البدلاء: حارس المرمى: · حبيب الوطيان • عبدالله الجدعاني · خط الدفاع: · (1) محمد جحفلي 81' • متعب المفرج • مد الله العليان • (2) حمد اليامي 81' · خط الوسط: · (4) مصعب الجوير 4+90' · خط الهجوم: · صالح الشهري 76' • (3) عبد الله الحمدان 4+90' • عبدالله رديفالمدير الفني · ليوناردو جارديم |             |        |                                                                             |                                             |

#### دور ربع نهائي
أعلن الاتحاد الأسيوي لكرة القدم يوم 20 أغسطس قرار استضافة السعودية منافسات دوري الثمانية وقبل النهائي بدوري أبطال آسيا 2021 لمنطقة الغرب، إلى جانب نهائي البطولة، بنظام التجمع وخروج المغلوب من مباراة واحدة، مع تحديد المباريات والفريق المضيف عن طريق القرعة.
| دور 8 16 أكتوبر 2021 | برسبوليس                                                  | 0 - 3  | الهلال                                                                         | الرياض                                                          |
| 21:00 (ت ع م+03:00) طقم الاساسي | رضا أسدي 35' سعيد آغائي 47' فرشاد فرجي 57' محمد شريفي 80' | Report | 27' سالم الدوسري · 70' 50' بافيتيمبي غوميز · 61' موسى ماريغا · 72' علي البليهي | الملعب: ملعب الأمير فيصل بن فهد الحضور: 14,877 الحكم: يوجي ساتو |
| ملاحظة: تشكيلة نادي الهلال في مواجهة "برسبوليس" في دور ربع نهائي • - قائمة الفريق الأساسية: حارس المرمى: · عبدالله المعيوف · خط الدفاع: · ناصر الدوسري • علي البليهي • جانغ هيون سو • محمد البريك · خط الوسط: · (2) محمد كنو 90' • سلمان الفرج • سالم الدوسري 82' • ماتيوس بيريرا 83' • (1) موسى ماريغا 90' · خط الهجوم: · بافيتيمبي غوميز 76' - قائمة الفريق على مقاعد البدلاء: حارس المرمى: · حبيب الوطيان • عبدالله الجدعاني · خط الدفاع: · (1) محمد جحفلي 90' • متعب المفرج • مد الله العليان • حمد اليامي 82' · خط الوسط: · مصعب الجوير 83' · خط الهجوم: · صالح الشهري 76' • (2) عبد الله الحمدان 90' • عبدالله رديفالمدير الفني · ليوناردو جارديم |                                                           |        |                                                                                |                                                                 |

#### دور نصف نهائي
تقام مباريات النصف النهائي من مباراة واحدة بنظام خروج المغلوب.
| نصف نهائي 19 أكتوبر 2021 | النصر                                                                    | 1 - 2  | الهلال                                                                      | الرياض                                                        |
| 21:00 (ت ع م+03:00) طقم الاساسي | علي لاجامي 2+45' · تاليسكا 51' · سلطان الغنام 75' · عبد الإله العمري 85' | Report | 46' 18' موسى ماريغا · 21' جانغ هيون سو · 63' علي البليهي · 71' سالم الدوسري | الملعب: استاد جامعة الملك سعود الحضور: 23,985 الحكم: كريس بيث |
| ملاحظة: تشكيلة نادي الهلال في مواجهة "النصر" في دور نصف نهائي • - قائمة الفريق الأساسية: حارس المرمى: · عبدالله المعيوف · خط الدفاع: · ناصر الدوسري 1+90' • علي البليهي • جانغ هيون سو • محمد البريك 88' · خط الوسط: · محمد كنو • سلمان الفرج • سالم الدوسري • ماتيوس بيريرا 87' • موسى ماريغا 46' · خط الهجوم: · بافيتيمبي غوميز 76' - قائمة الفريق على مقاعد البدلاء: حارس المرمى: · حبيب الوطيان • عبدالله الجدعاني · خط الدفاع: · ياسر الشهراني 46' • محمد جحفلي 87' • متعب المفرج • مد الله العليان 88' • حمد اليامي 1+90' · خط الوسط: · مصعب الجوير · خط الهجوم: · صالح الشهري 76' • عبد الله الحمدانالمدير الفني · ليوناردو جارديم |                                                                          |        |                                                                             |                                                               |

#### نهائي
اقيمت المباراة النهائية من مباراة واحدة في 23 نوفمبر 2021 مع استضافة المباراة من قبل فريق من المنطقة الغربية حسب (اللائحة 9.1.2) التنظيمية لمسابقة دوري أبطال آسيا 2021.وتواجد رئيس الاتحاد الدولي لكرة القدم «فيفا» السويسري إنفانتينو ورئيس الاتحاد الآسيوي الشيخ سلمان بن خليفة ورئيس الاتحاد السعودي وضمن المشاركة في كأس العالم للأندية التي تقام في الإمارات مطلع العام المقبل،

| نهائي 23 نوفمبر 2021 | الهلال                                                                   | 2 - 0  | بوهانغ ستيلرز                                                        | الرياض                                                                     |
| 19:00 (ت ع م+03:00) طقم الاساسي | ناصر الدوسري 1' · موسى ماريغا 26' 63' · محمد كنو 83' · ماتيوس بيريرا 84' | Report | 20' أليكس غرانت 42' كوون وان غيو 53' شين كوانغ هون 67' ليم سانغ هيوب | الملعب: ملعب الملك فهد الدولي الحضور: 50,171 الحكم: محمد عبد الله حسن محمد |
| ملاحظة: تشكيلة نادي الهلال في مواجهة "بوهانغ ستيلرز" في نهائي دوري أبطال آسيا 2021 • - قائمة الفريق الأساسية: حارس المرمى: · عبدالله المعيوف · خط الدفاع: · ناصر الدوسري • متعب المفرج • جانغ هيون سو • محمد البريك · خط الوسط: · محمد كنو 4+90' • سلمان الفرج • سالم الدوسري • ماتيوس بيريرا • موسى ماريغا · خط الهجوم: · بافيتيمبي غوميز 85' - قائمة الفريق على مقاعد البدلاء: حارس المرمى: · حبيب الوطيان • عبدالله الجدعاني · خط الدفاع: · ياسر الشهراني 85' • محمد جحفلي 4+90' • مد الله العليان • حمد اليامي · خط الوسط: · مصعب الجوير • محمد القحطاني · خط الهجوم: · صالح الشهري • عبد الله الحمدانالمدير الفني · ليوناردو جارديم |                                                                          |        |                                                                      |                                                                            |